# 2002 dans les parcs de loisirs
| Années des parcs de loisirs : 1999 - 2000 - 2001 - 2002 - 2003 - 2004 - 2005    |
| Décennies des parcs de loisirs : 1970 - 1980 - 1990 - 2000 - 2010 - 2020 - 2030 |

## Parcs d'attractions

### Ouverture
- Fantasy Kingdom (en) ( Bangladesh) ouvert au public le 19 février
- Legoland Deutschland ( Allemagne) ouvert au public le 17 mai
- Movie Studios Park Aujourd'hui connu sous le nom Movieland Studios ( Italie)
- PowerPark ( Finlande)
- Al Hokair Land Theme Park ( Arabie saoudite) ouvert au public en mai
- Parc Chlorophylle ( Belgique) ouvert au public le 3 juin
- Parc Walt Disney Studios ( France) ouvert au public le 16 mars
- Vulcania ( France) ouvert au public le 20 février
- Warner Bros. Movie World Madrid Aujourd'hui connu sous le nom Parque Warner Madrid ( Espagne) ouvert au public le 5 avril
- Xetulul ( Guatemala) ouvert au public le 29 juin

### Fermeture
- Spreepark ( Allemagne)

### Changement de nom
- Disneyland Paris, parc à thèmes du complexe homonyme, devient le parc Disneyland. ( France)
- Pernambuco Playcenter devient Mirabilandia ( Brésil).
- Universal Studios Port Aventura devient Port Aventura ( Espagne).

## Parcs aquatiques

### Ouverture
- Costa Caribe ( Espagne) parc aquatique d'Universal Mediterranea, ouvert au public le 1er juin - Aujourd'hui connu sous le nom PortAventura Caribe Aquatic Park[1]

## Événements
- Busch Gardens Williamsburg ( États-Unis) reçoit l'Applause Award au titre de meilleur parc de loisirs du monde.
- Janvier
  - 12 janvier -  États-Unis - Ouverture au public de X (aujourd'hui connu sous le nom X2), à Six Flags Magic Mountain ; le premier modèle de montagnes russes quadridimensionnelles au monde[2].
- Mars
  - 22 mars -  Royaume-Uni - Premières montagnes russes à posséder dix inversions : Colossus à Thorpe Park.
- Juin
  - 13 juin -  Espagne - Inauguration officielle du complexe de loisirs Universal Mediterranea à Costa Caribe, en présence de Val Kilmer entre autres. Développé sous l'impulsion d'Universal Studios, le site du parc à thèmes (ouvert le 1er mai 1995) devient un resort[3].

## Analyse économique de l'année
L'organisme Amusement Business publient leur analyse du secteur des parcs d'attractions en Amérique du Nord pour l'année 2002.

### Classement des 10 parcs d'attractions les plus visités en Amérique du Nord
| Rang | Parc                             | Ville / Pays             | Fréquentation (en millions de visiteurs) | Tendance |
| ---- | -------------------------------- | ------------------------ | ---------------------------------------- | -------- |
| 1    | Magic Kingdom                    | Orlando / États-Unis     | 14 000 000                               | -5,0 %   |
| 2    | Disneyland                       | Anaheim / États-Unis     | 12 700 000                               | 3,0 %    |
| 3    | Epcot                            | Orlando / États-Unis     | 8 300 000                                | -8,0 %   |
| 4    | Disney-MGM Studios               | Orlando / États-Unis     | 8 000 000                                | -4,0 %   |
| 5    | Disney's Animal Kingdom          | Orlando / États-Unis     | 7 300 000                                | -6,0 %   |
| 6    | Universal Studios Florida        | Orlando / États-Unis     | 6 900 000                                | -6,0 %   |
| 7    | Universal's Islands of Adventure | Orlando / États-Unis     | 6 100 000                                | 10,0 %   |
| 8    | Universal Studios Hollywood      | Los Angeles / États-Unis | 5 200 000                                | 10,0 %   |
| 9    | SeaWorld Orlando                 | Orlando / États-Unis     | 5 000 000                                | -2,0 %   |
| 10   | Disney's California Adventure    | Anaheim / États-Unis     | 4 700 000                                | -6,0 %   |

## Attractions
Ces listes sont non exhaustives.

### Montagnes russes

#### Délocalisations
| Nom          | Type/Modèle      | Constructeur      | Parc                            | Pays        | Anciennement                                      |
| ------------ | ---------------- | ----------------- | ------------------------------- | ----------- | ------------------------------------------------- |
| Big Bad John | Train de la mine | Arrow             | Magic Springs and Crystal Falls | États-Unis  | Thunder Express à Dollywood                       |
| Chenille     | Junior           | Soquet            | Fami P.A.R.C                    | France      | Chenille au Jardin d'acclimatation                |
| Viper        | Assises/Jet 400  | Anton Schwarzkopf | Loudoun Castle                  | Royaume-Uni | Viper à Lightwater Valley                         |
| Tom & Jerry  | Junior           | Zierer            | Warner Bros. Movie World Madrid | Espagne     | Boardwalk Canyon Blaster à Six Flags Fiesta Texas |

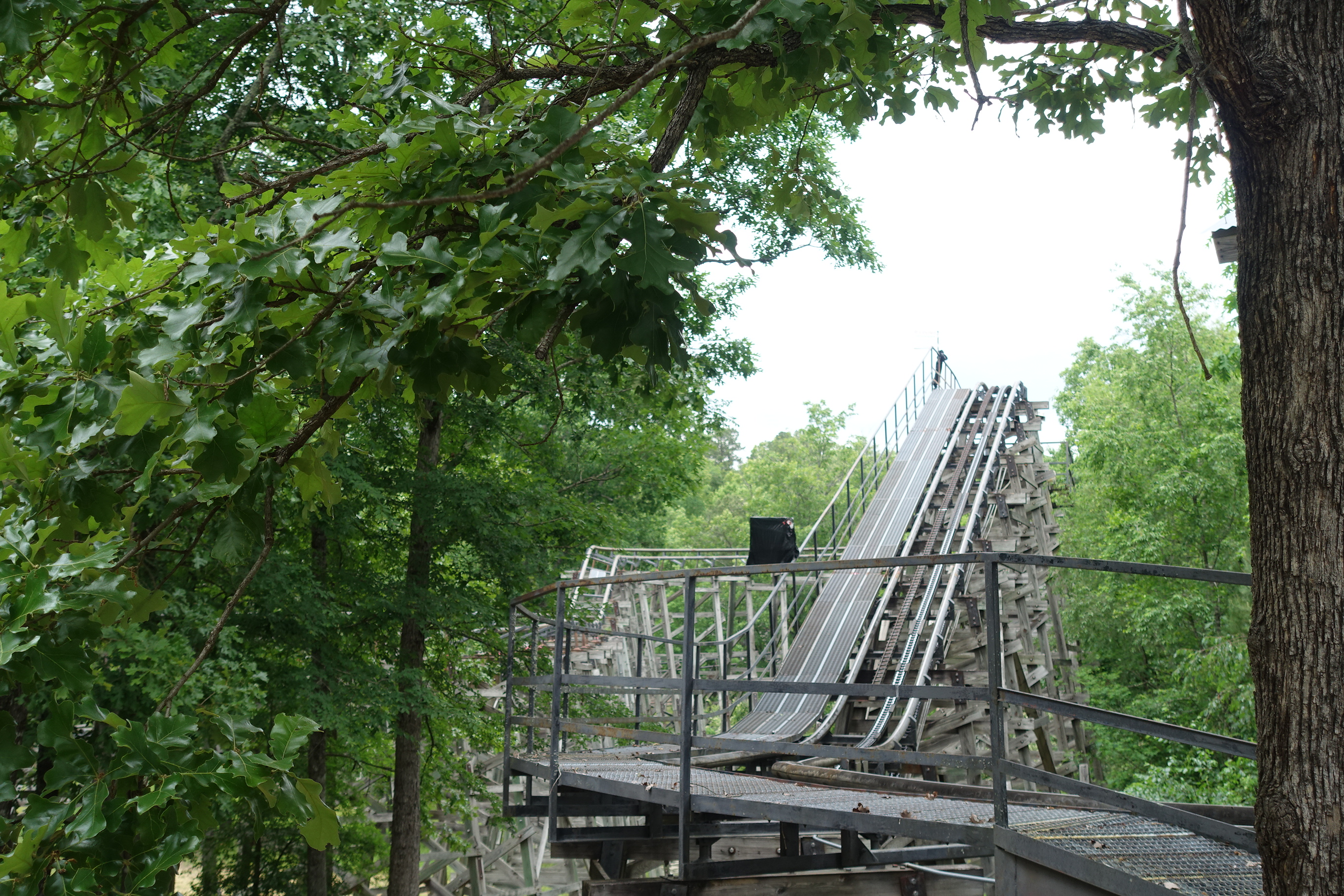
Big Bad John à Magic Springs and Crystal Falls
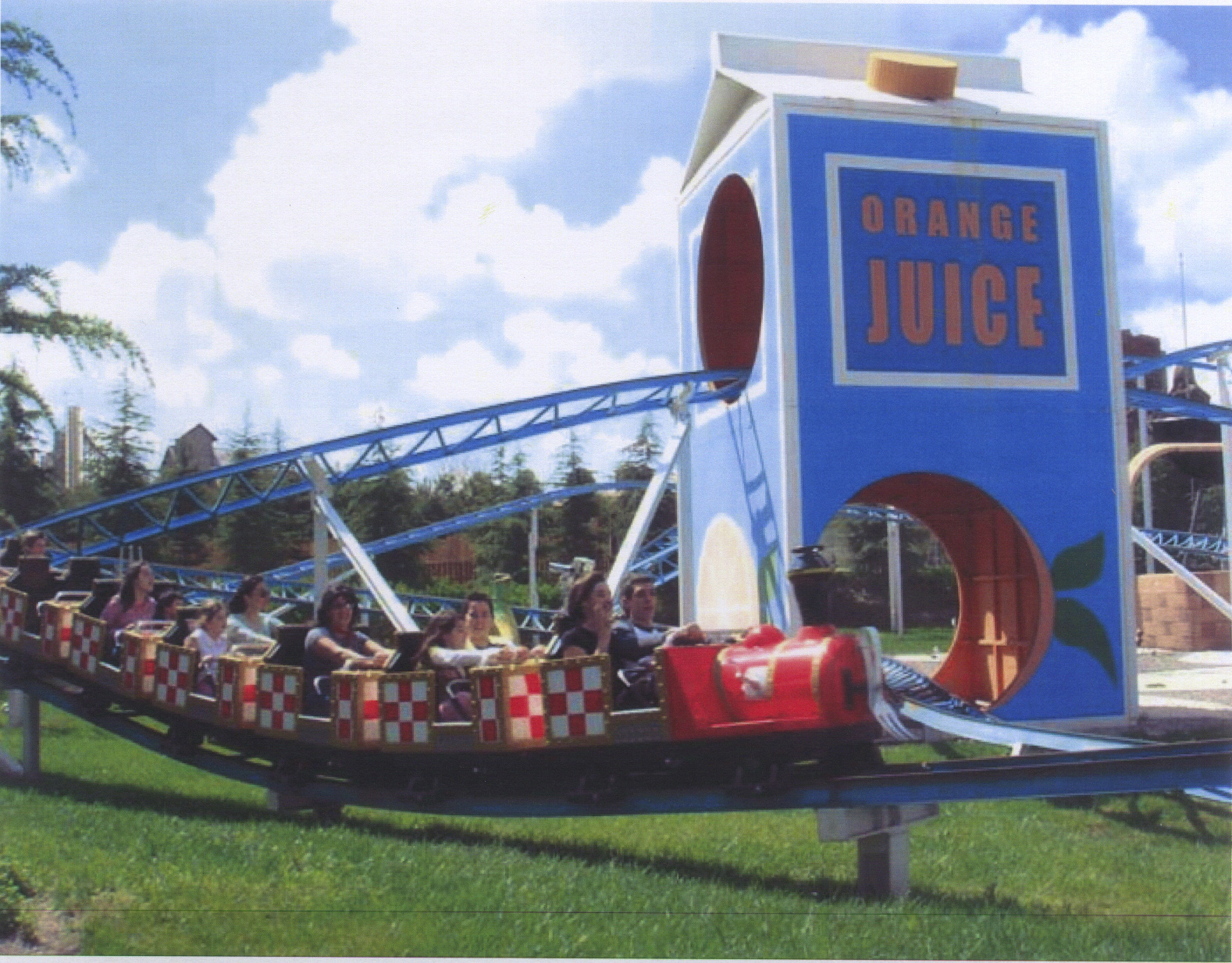
Tom & Jerry à Warner Bros. Movie World Madrid

#### Nouveautés
| Nom                                                                                  | Type/Modèle                                | Constructeur                          | Parc                               | Pays            |
| ------------------------------------------------------------------------------------ | ------------------------------------------ | ------------------------------------- | ---------------------------------- | --------------- |
| Air Devenu Galactica en 2016.                                                        | Volantes                                   | Bolliger & Mabillard                  | Alton Towers                       | Royaume-Uni     |
| Avalancha                                                                            | Assises                                    | Intamin                               | Xetulul                            | Guatemala       |
| Bat Coaster                                                                          | Inversées/XP56                             | Pinfari                               | Nigloland                          | France          |
| Batman la Fuga Devenu Batman: Arkham Asylum en 2016, puis Shadows of Arkham en 2023. | Inversées                                  | Bolliger & Mabillard                  | Warner Bros. Movie World Madrid    | Espagne         |
| Batman: The Dark Knight                                                              | Sans sol                                   | Bolliger & Mabillard                  | Six Flags New England              | États-Unis      |
| Choconoy                                                                             | Junior                                     | Zierer                                | Xetulul                            | Guatemala       |
| Colossus                                                                             | Assises                                    | Intamin                               | Thorpe Park                        | Royaume-Uni     |
| Crazy Mouse                                                                          | Wild Mouse tournoyante                     | Reverchon                             | Brean Leisure Park (en)            | Royaume-Uni     |
| Der Zug des Manitu                                                                   | Junior                                     | CAM Baby Kart                         | Prater de Vienne                   | Autriche        |
| Die! Wilde Maus                                                                      | Junior                                     | S&MC                                  | Magic Park Verden                  | Allemagne       |
| Dragon Coaster                                                                       | Junior                                     | Wisdom Rides                          | Enchanted Castle                   | États-Unis      |
| Família Expressz                                                                     | E-Powered                                  | Pinfari                               | Vidámpark                          | Hongrie         |
| Feuerdrache                                                                          | Junior                                     | Zierer                                | Legoland Deutschland               | Allemagne       |
| Flying Coaster                                                                       | Volantes                                   | Zamperla                              | Six Flags Elitch Gardens           | États-Unis      |
| Goliath                                                                              | Hyper montagnes russes                     | Intamin                               | Six Flags Holland                  | Pays-Bas        |
| Jubilee Odyssey                                                                      | Inversées                                  | Vekoma                                | Fantasy Island (en)                | Royaume-Uni     |
| Klondike Gold Rusher                                                                 | Wild Mouse                                 | Zamperla                              | Wild Waves Theme Park              | États-Unis      |
| KuKu                                                                                 | E-Powered/Junior                           | Zamperla                              | Janfusun Fancyworld                | Taïwan          |
| Lost Coaster of Superstition Mountain                                                | Bois                                       | Custom Coasters International         | Indiana Beach                      | États-Unis      |
| Mine Coaster                                                                         | Train de la mine                           | Vekoma                                | Happy Valley (Shenzhen)            | Chine           |
| Mine Train                                                                           | Métal/Zyklon Z40                           | Pinfari                               | Al Hokair Land Theme Park          | Arabie saoudite |
| Montaña Dragón                                                                       | E-Powered                                  | Zamperla                              | Fantasilandia                      | Chili           |
| New Mexico Rattler                                                                   | Hybride                                    | Custom Coasters International         | Cliff's Amusement Park (en)        | États-Unis      |
| Papillons d'Alice (Les)                                                              | Wild Mouse                                 | Reverchon                             | Jardin d'acclimatation             | France          |
| Primeval Whirl                                                                       | Wild Mouse tournoyante                     | Reverchon                             | Disney's Animal Kingdom            | États-Unis      |
| Project X - Test Strecke                                                             | Wild Mouse                                 | Mack Rides                            | Legoland Deutschland               | Allemagne       |
| Queen Bee                                                                            | Inversées                                  | Pinfari                               | Botton's Pleasure Beach            | Royaume-Uni     |
| Ricochet                                                                             | Wild Mouse                                 | Mack Rides                            | Paramount's Kings Dominion         | États-Unis      |
| Ricochet                                                                             | Wild Mouse                                 | Mack Rides                            | Paramount's Carowinds              | États-Unis      |
| Rock 'n' Roller Coaster                                                              | Assises/En intérieur                       | Vekoma                                | Walt Disney Studios                | France          |
| Roller Soaker                                                                        | À véhicules suspendus                      | Setpoint                              | Hersheypark                        | États-Unis      |
| Rugrat's Runaway Reptar Devenu Escape from Madagascar en 2012.                       | Inversées                                  | Vekoma                                | Dreamworld                         | Australie       |
| Sahara Twist                                                                         | Tournoyantes                               | Intamin                               | Leofoo Village Theme Park          | Taïwan          |
| Scooby-Doo Spooky Coaster                                                            | Wild Mouse/En intérieur                    | Mack Rides                            | Warner Bros. Movie World Australia | Australie       |
| Silver Star                                                                          | Hyper montagnes russes                     | Bolliger & Mabillard                  | Europa-Park                        | Allemagne       |
| Snow Mountain Flying Dragon                                                          | Montagnes russes inversées/SLC             | Vekoma                                | Happy Valley (Shenzhen)            | Chine           |
| Stunt Fall                                                                           | Navette inversées/Giant Inverted Boomerang | Vekoma                                | Warner Bros. Movie World Madrid    | Espagne         |
| Superman: La Atracción de Acero                                                      | Sans sol                                   | Bolliger & Mabillard                  | Warner Bros. Movie World Madrid    | Espagne         |
| Superman: Ultimate Flight                                                            | Volantes                                   | Bolliger & Mabillard                  | Six Flags Over Georgia             | États-Unis      |
| Thor's Hammer                                                                        | Assises                                    | Gerstlauer                            | Djurs Sommerland                   | Danemark        |
| Toboggan                                                                             | Assises                                    | Chance Morgan                         | Conneaut Lake Park                 | États-Unis      |
| Train de la Mine                                                                     | Junior                                     | Soquet                                | Cigoland                           | France          |
| Vampire                                                                              | Inversées                                  | Bolliger & Mabillard                  | La Ronde                           | Canada          |
| Wacky Worm                                                                           | Junior / Big Apple                         | Preston & Barbieri                    | Sofia Land                         | Bulgarie        |
| Wicked Twister                                                                       | Navette                                    | Intamin                               | Cedar Point                        | États-Unis      |
| Wild Mouse Company                                                                   | Wild Mouse                                 | L&T Systems                           | Sofia Land                         | Bulgarie        |
| Wild Wild West                                                                       | Bois                                       | Roller Coaster Corporation of America | Warner Bros. Movie World Madrid    | Espagne         |
| Winja's Fear & Winja's Force                                                         | Duel/Tournoyantes/En intérieures           | Maurer Rides                          | Phantasialand                      | Allemagne       |
| X Devenu X2 en 2008.                                                                 | Quadridimensionnelles                      | Arrow Dynamics                        | Six Flags Magic Mountain           | États-Unis      |
| Xcelerator                                                                           | Lancées                                    | Intamin                               | Knott's Berry Farm                 | États-Unis      |
| X-Treme Racers                                                                       | Wild Mouse                                 | Mack Rides                            | Legoland Billund                   | Danemark        |
| Zig Zag Devenu Scratch en 2011.                                                      | Wild Mouse                                 | Zamperla                              | Walibi Aquitaine                   | France          |
| Zig Zag Devenu Scratch en 2011.                                                      | Wild Mouse                                 | Zamperla                              | Walibi Rhône-Alpes                 | France          |

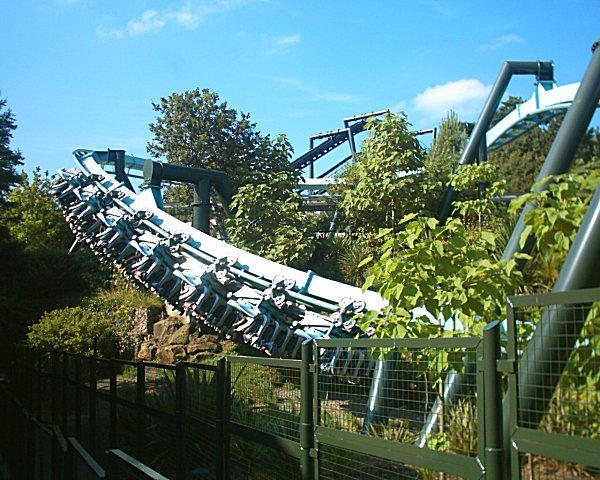
Air à Alton Towers
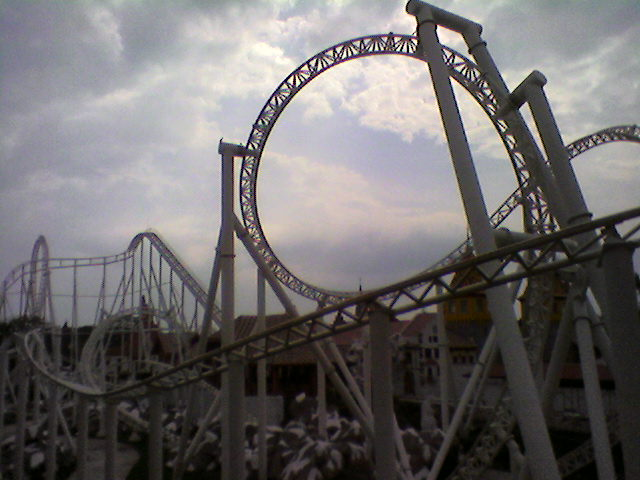
Avalancha à Xetulul
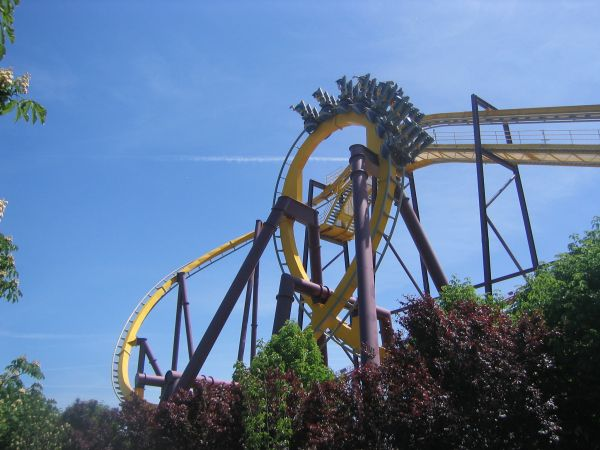
Batman la Fuga à Warner Bros. Movie World Madrid
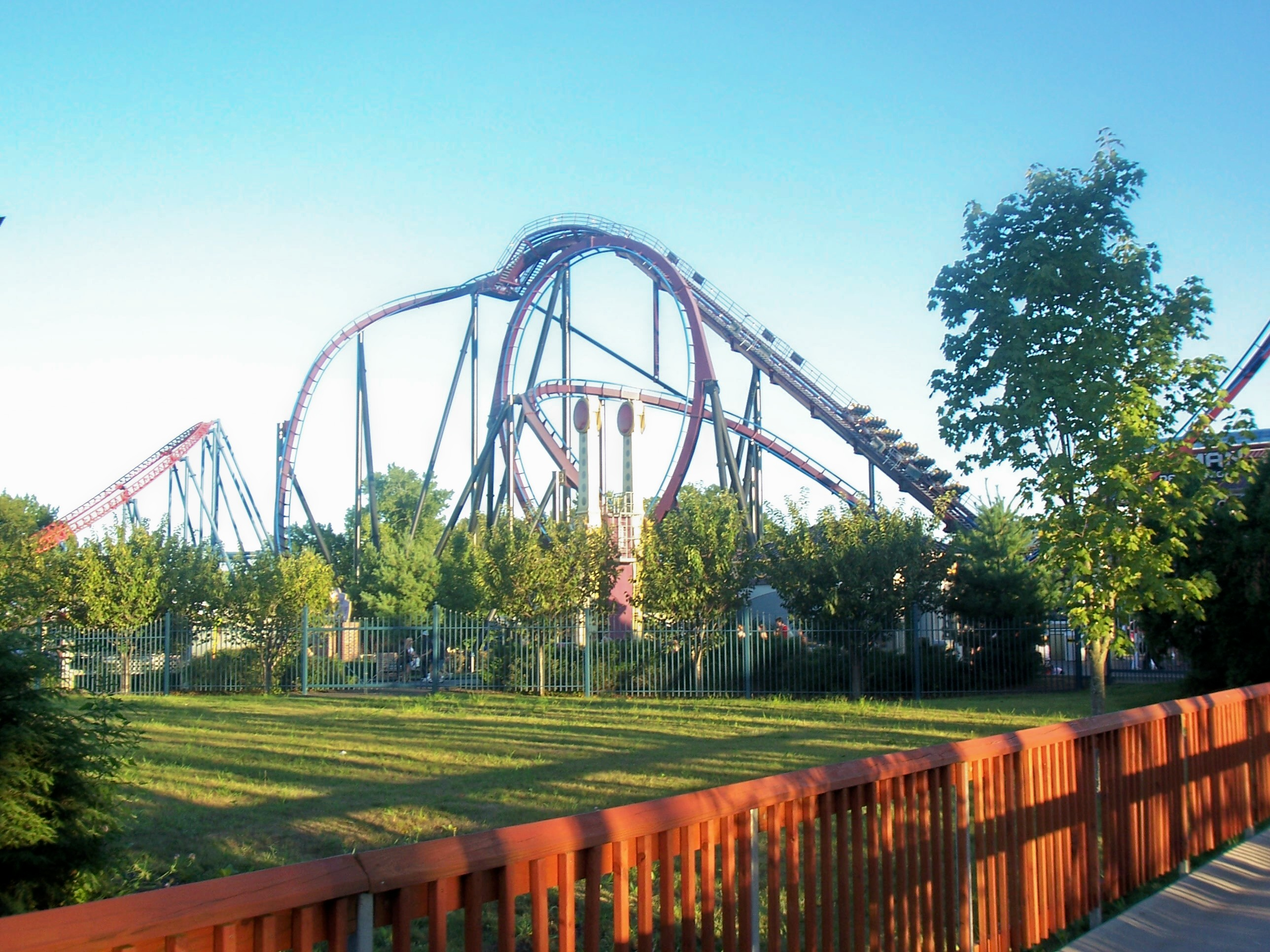
Batman: The Dark Knight à Six Flags New England
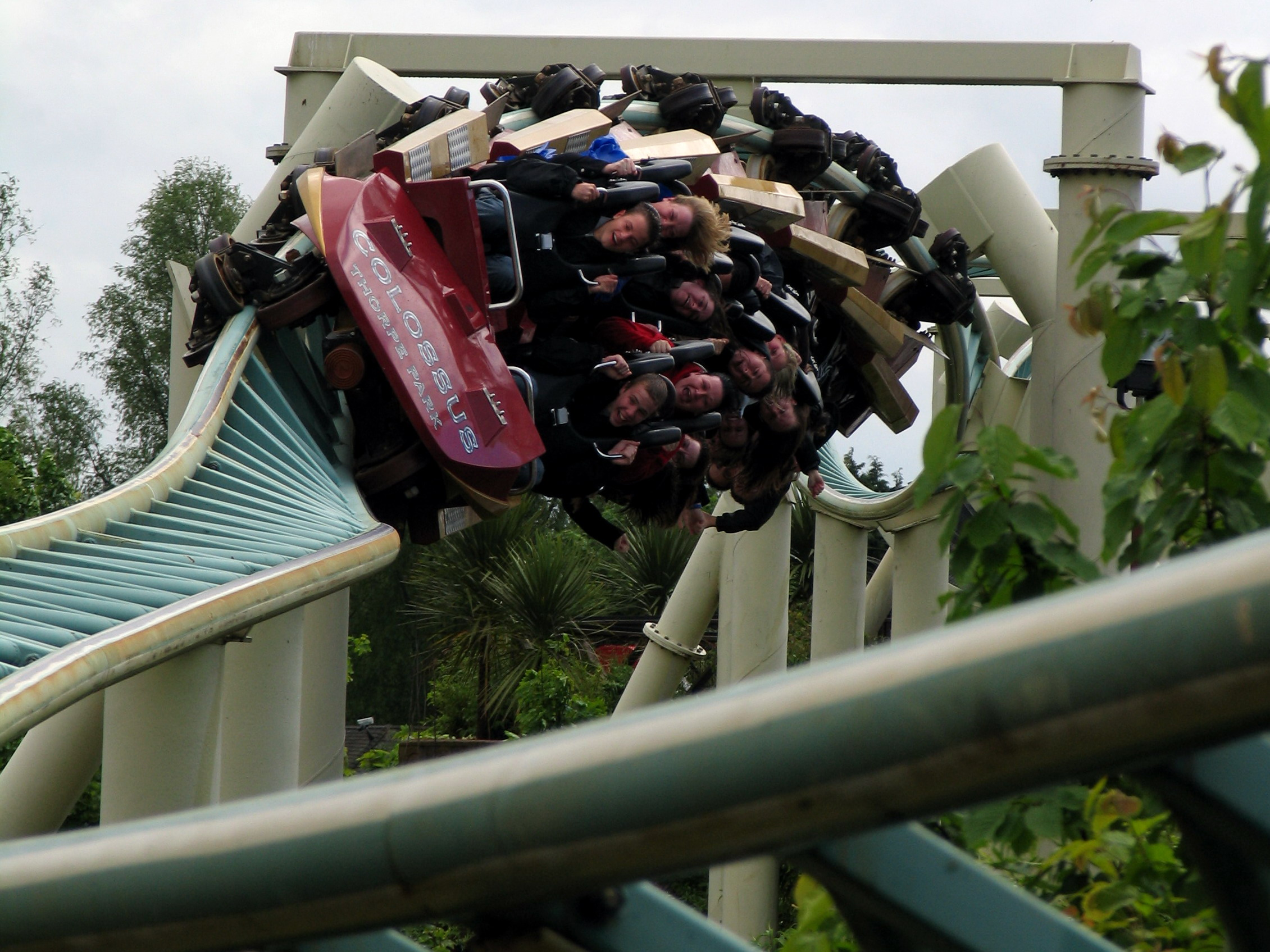
Colossus à Thorpe Park
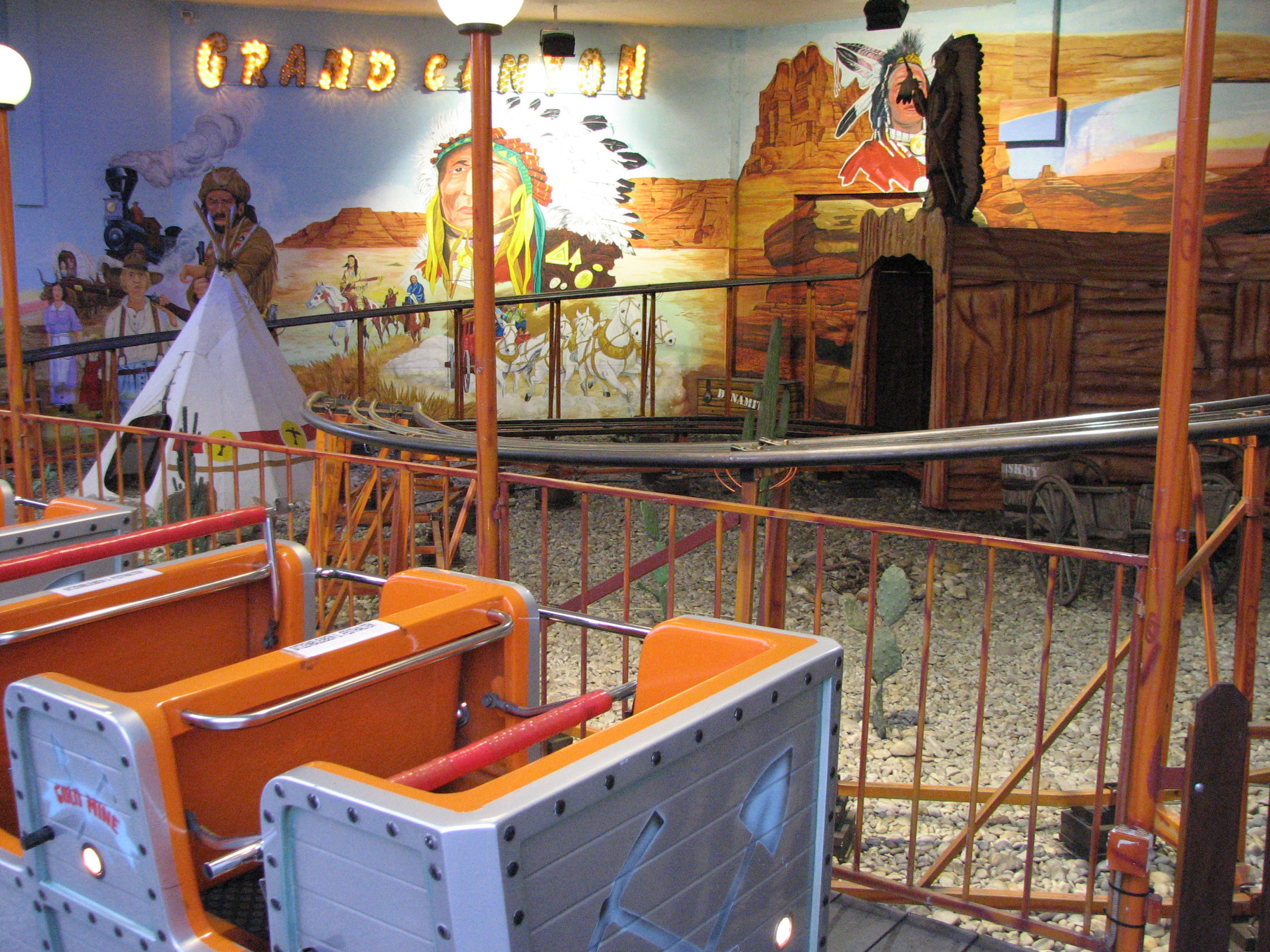
Der Zug des Manitu au Prater de Vienne
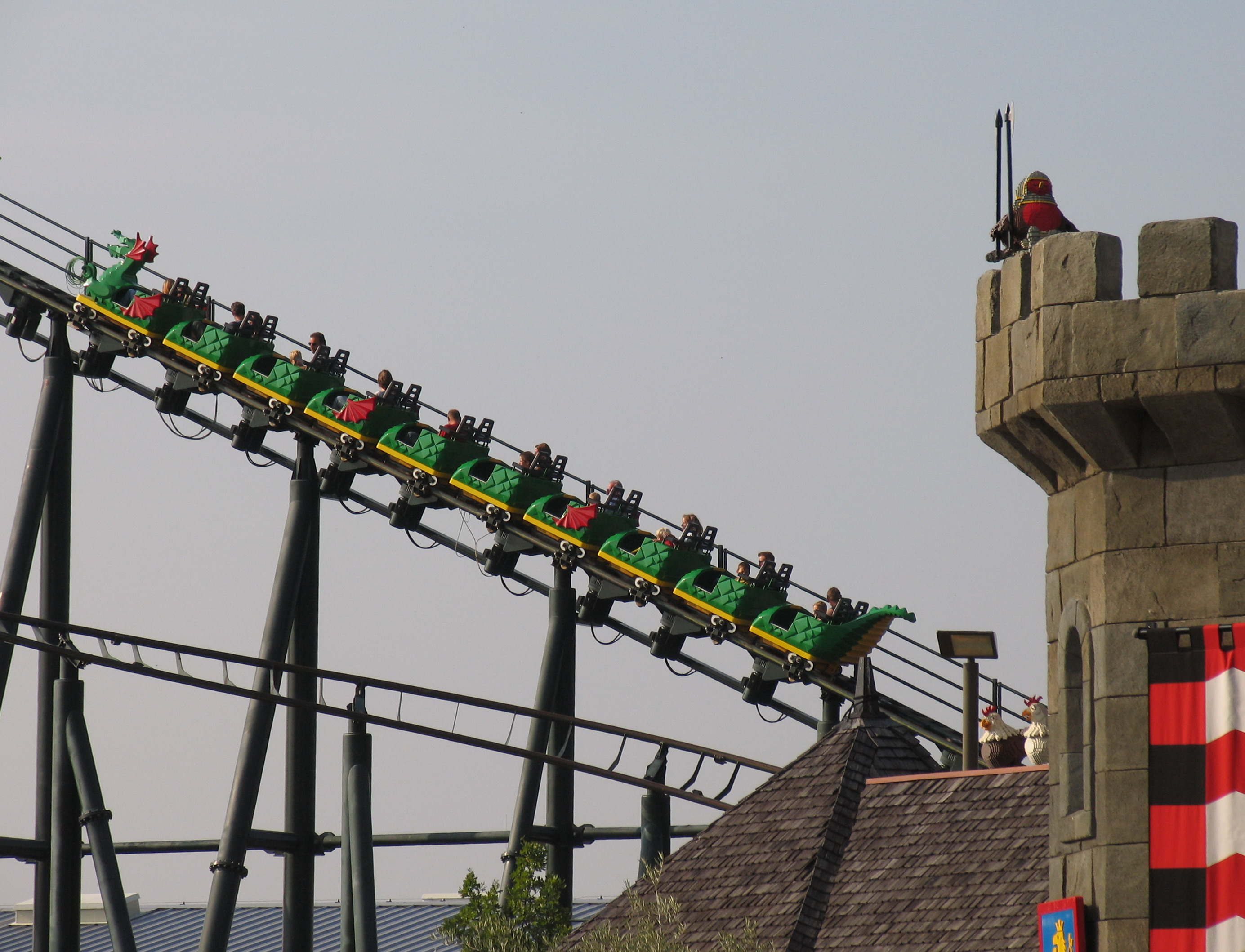
Feuerdrache à Legoland Deutschland
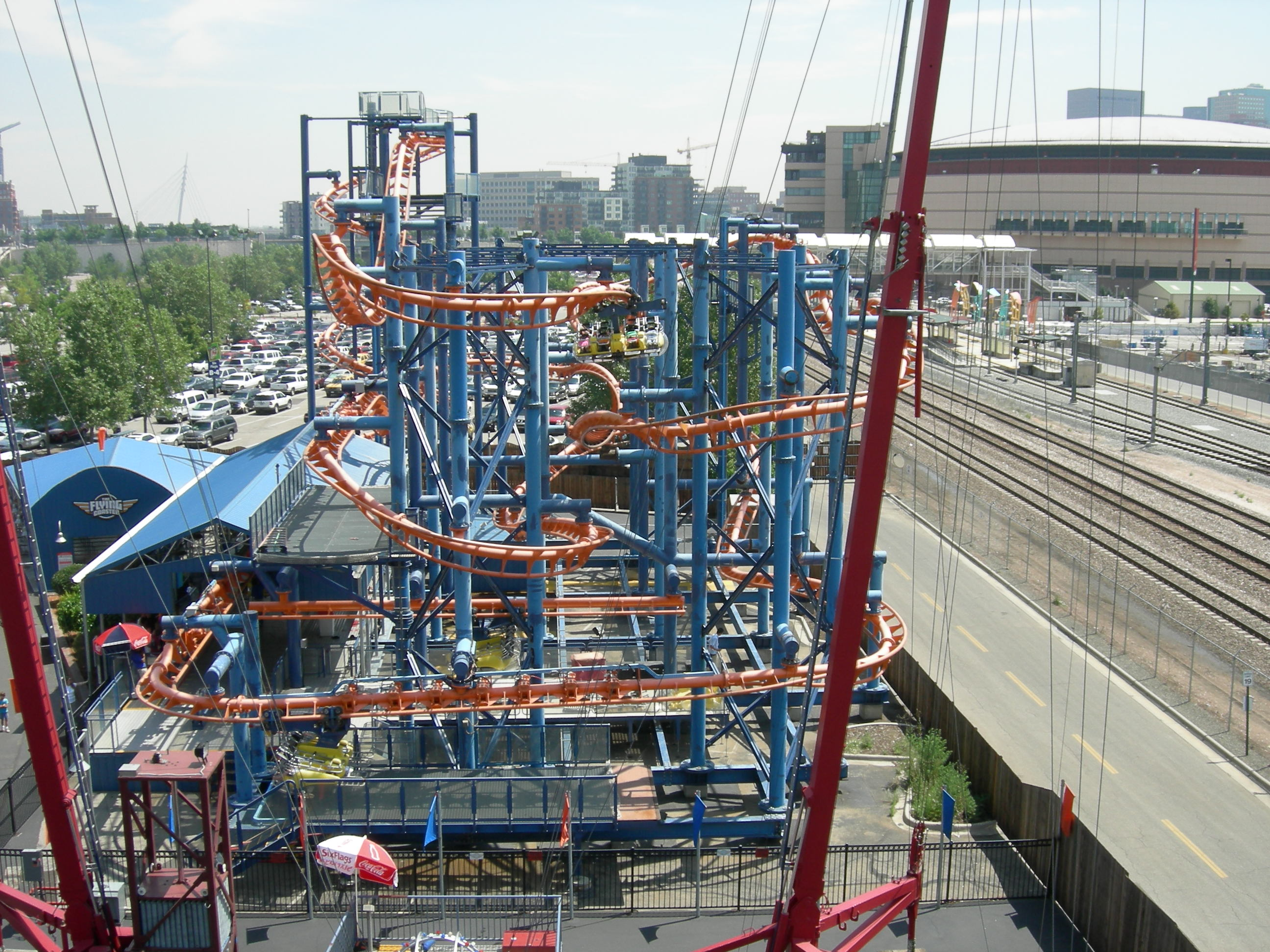
Flying Coaster à Elitch Gardens
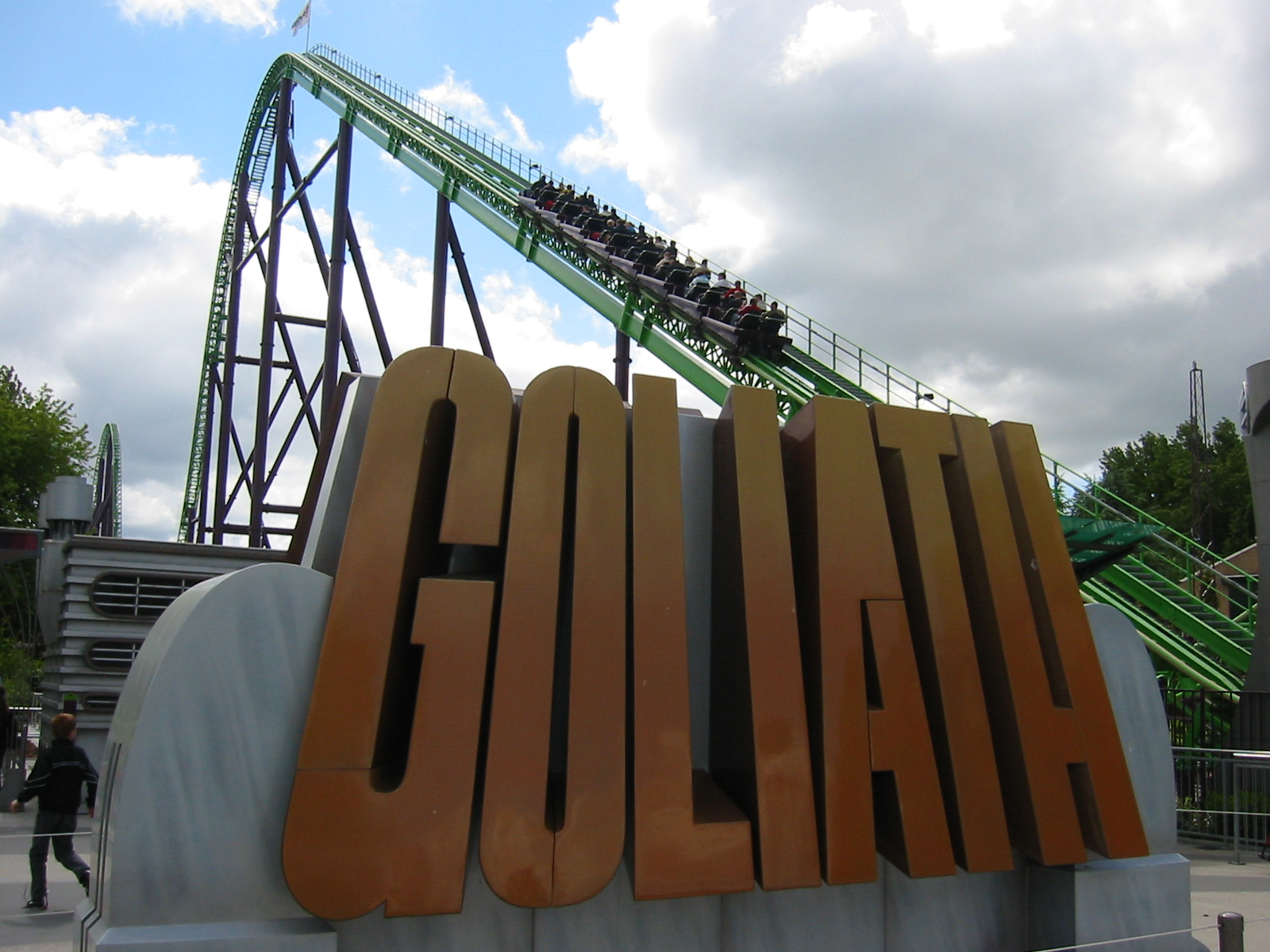
Goliath à Walibi World
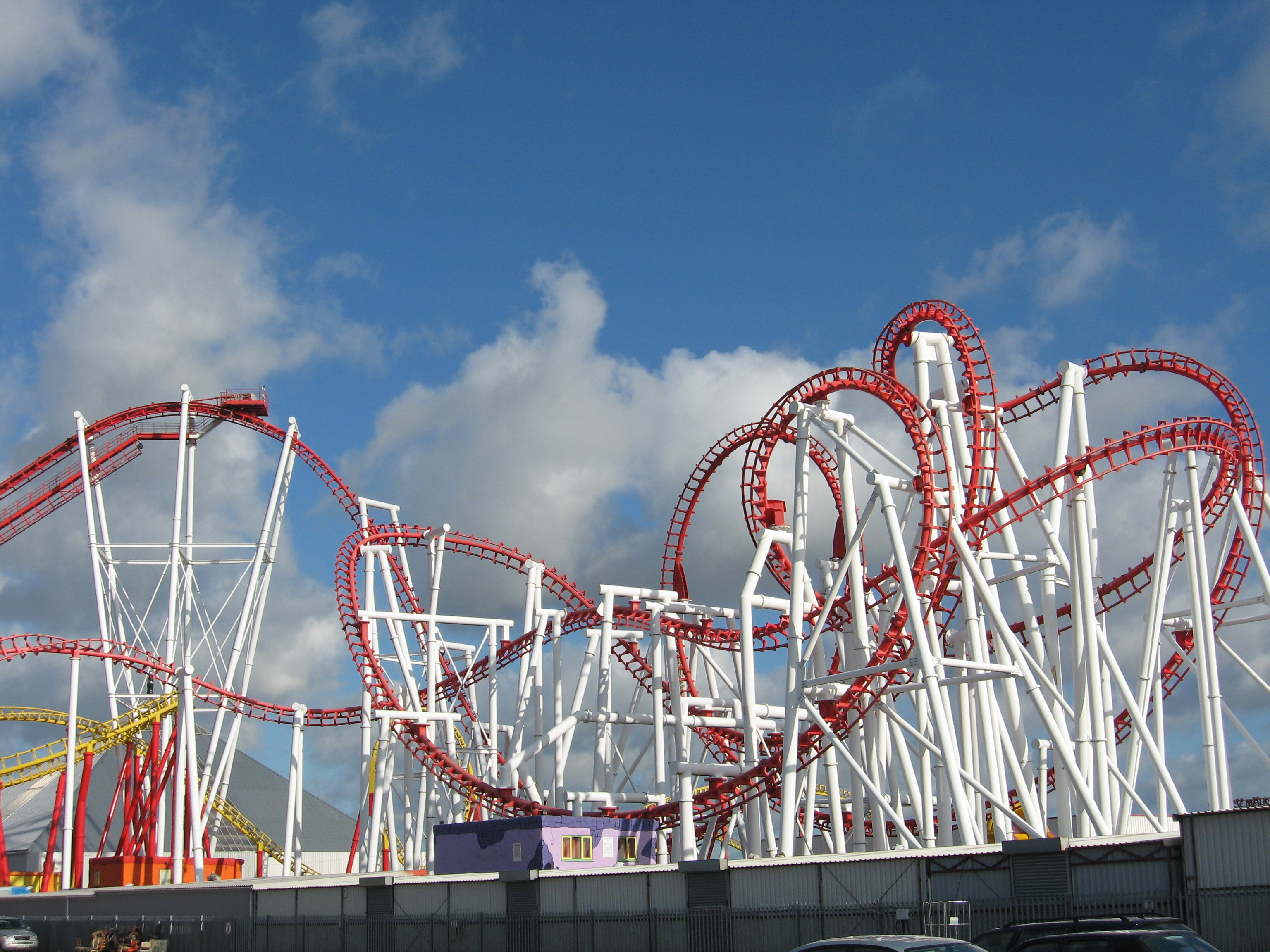
Jubilee Odyssey à Fantasy Island (en)
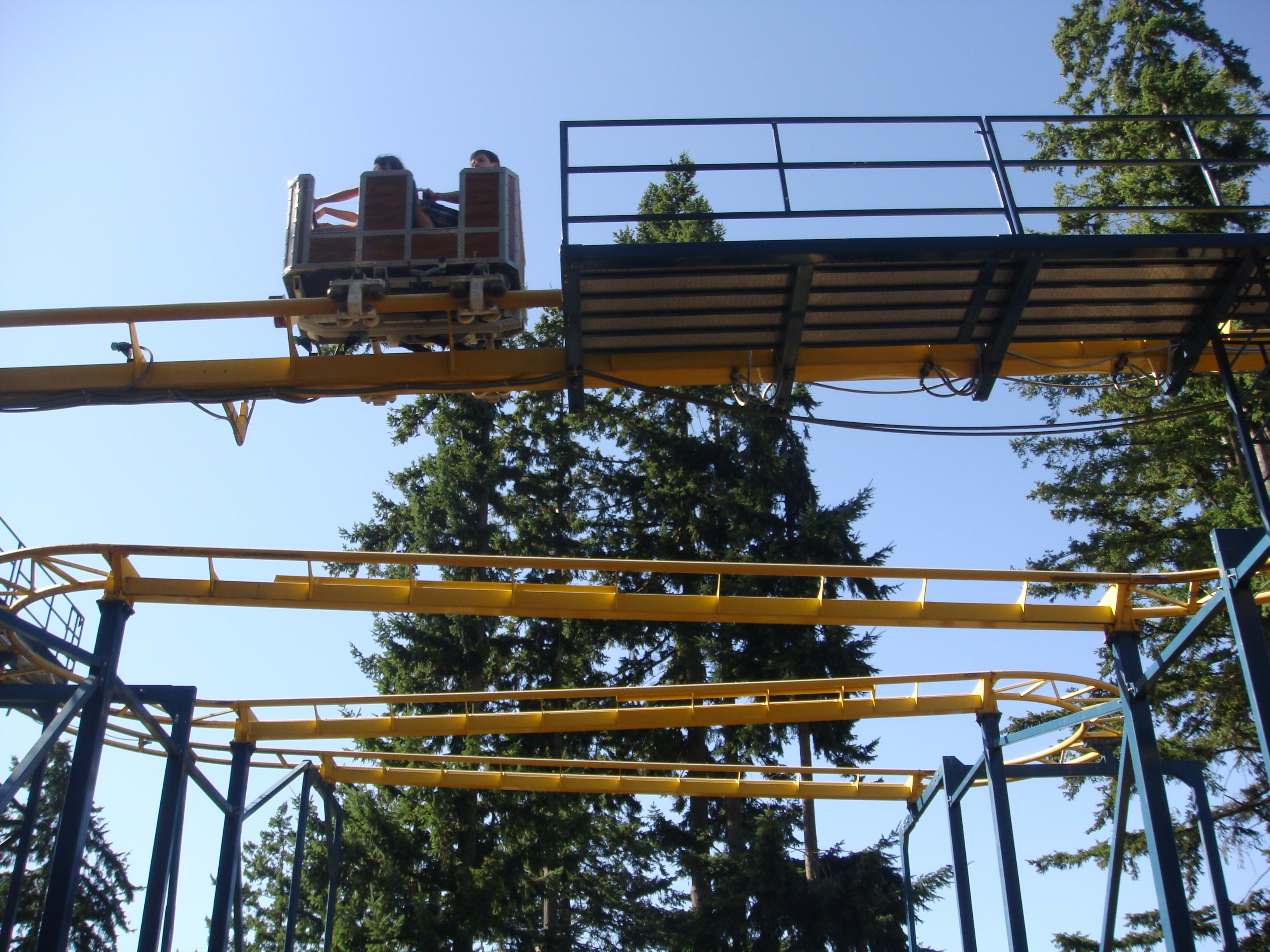
Klondike Gold Rusher à Wild Waves Theme Park
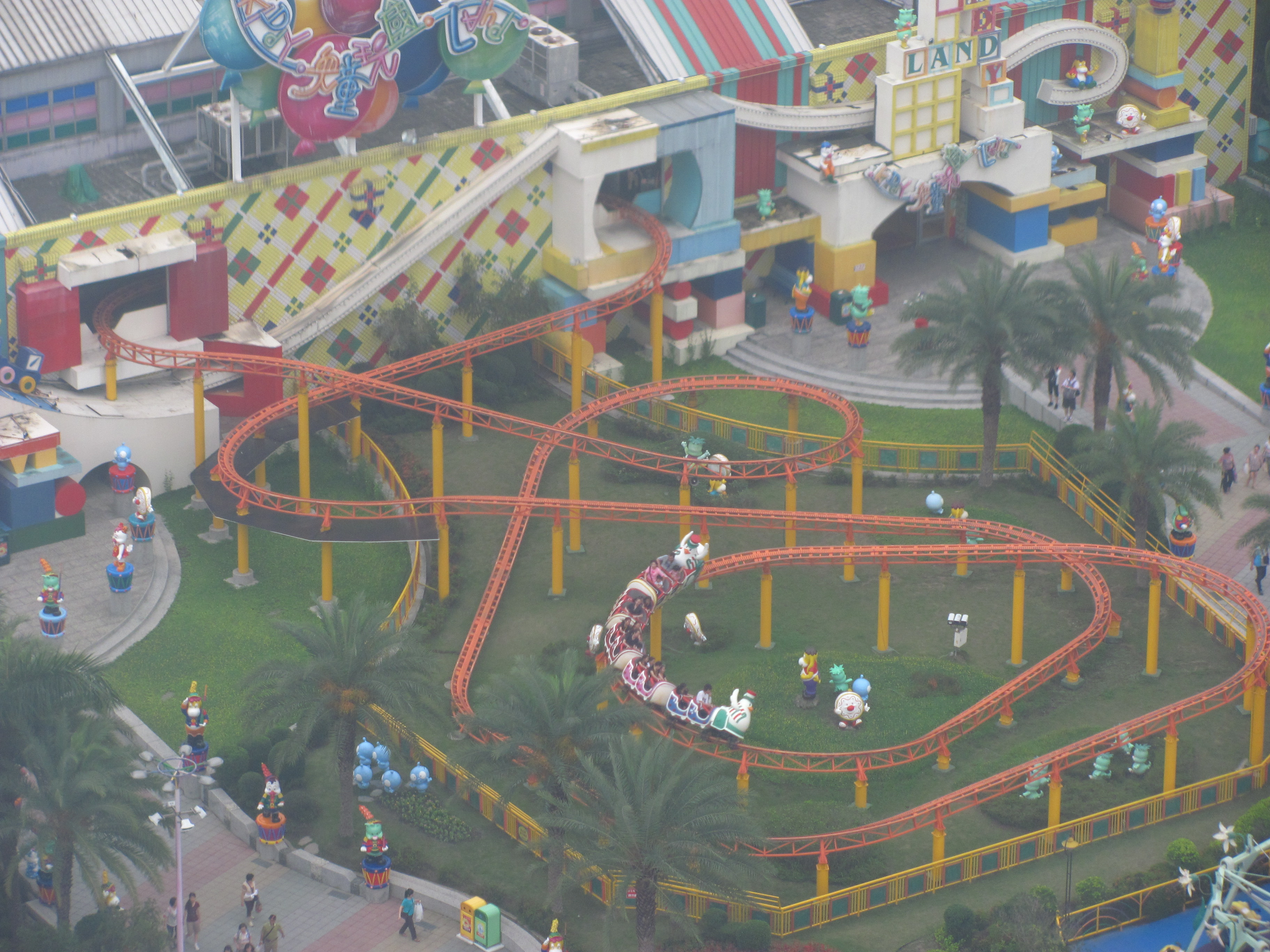
KuKu à Janfusun Fancyworld
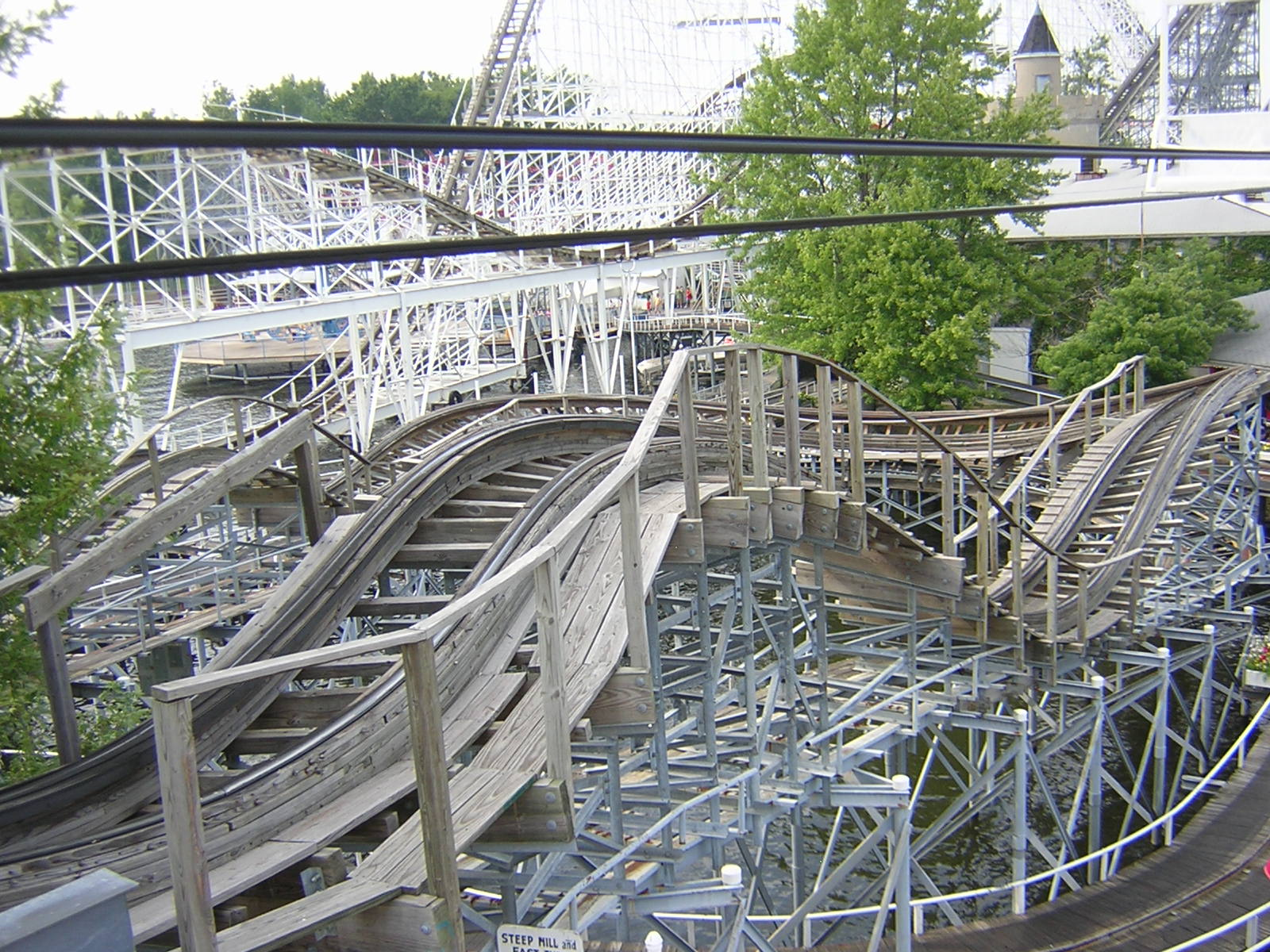
Lost Coaster of Superstition Mountain à Indiana Beach
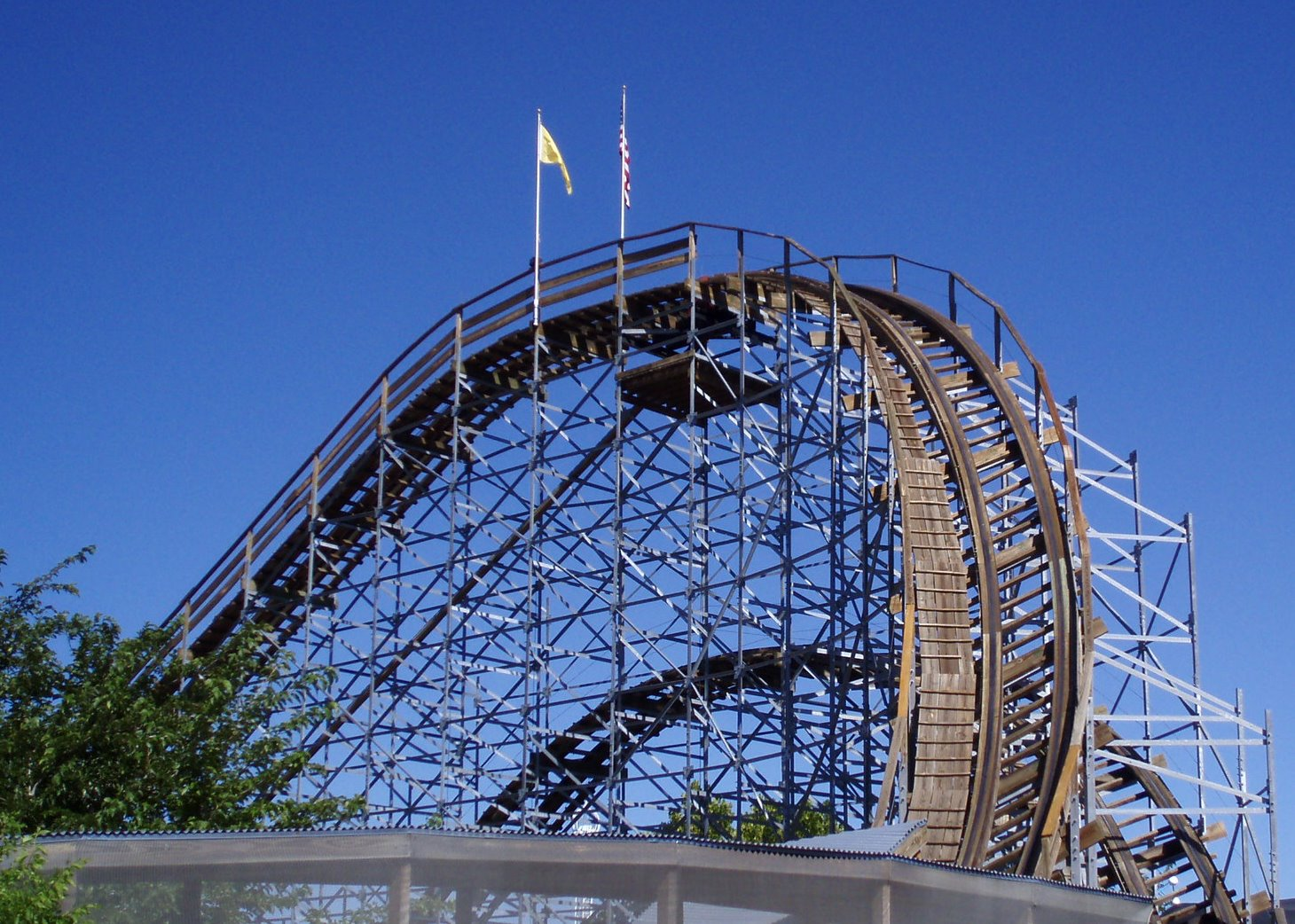
New Mexico Rattler à Cliff's Amusement Park (en)
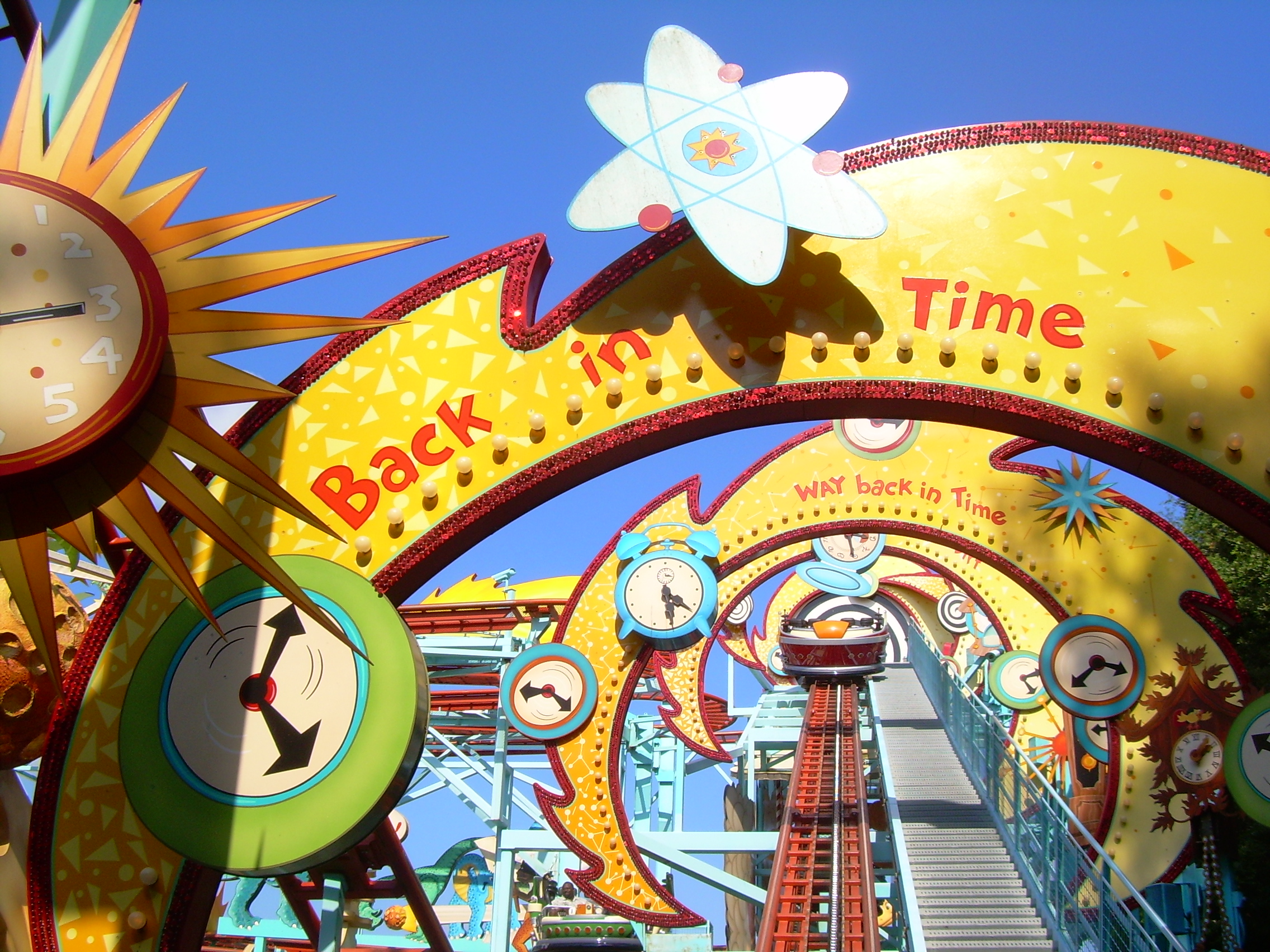
Primeval Whirl à Disney's Animal Kingdom
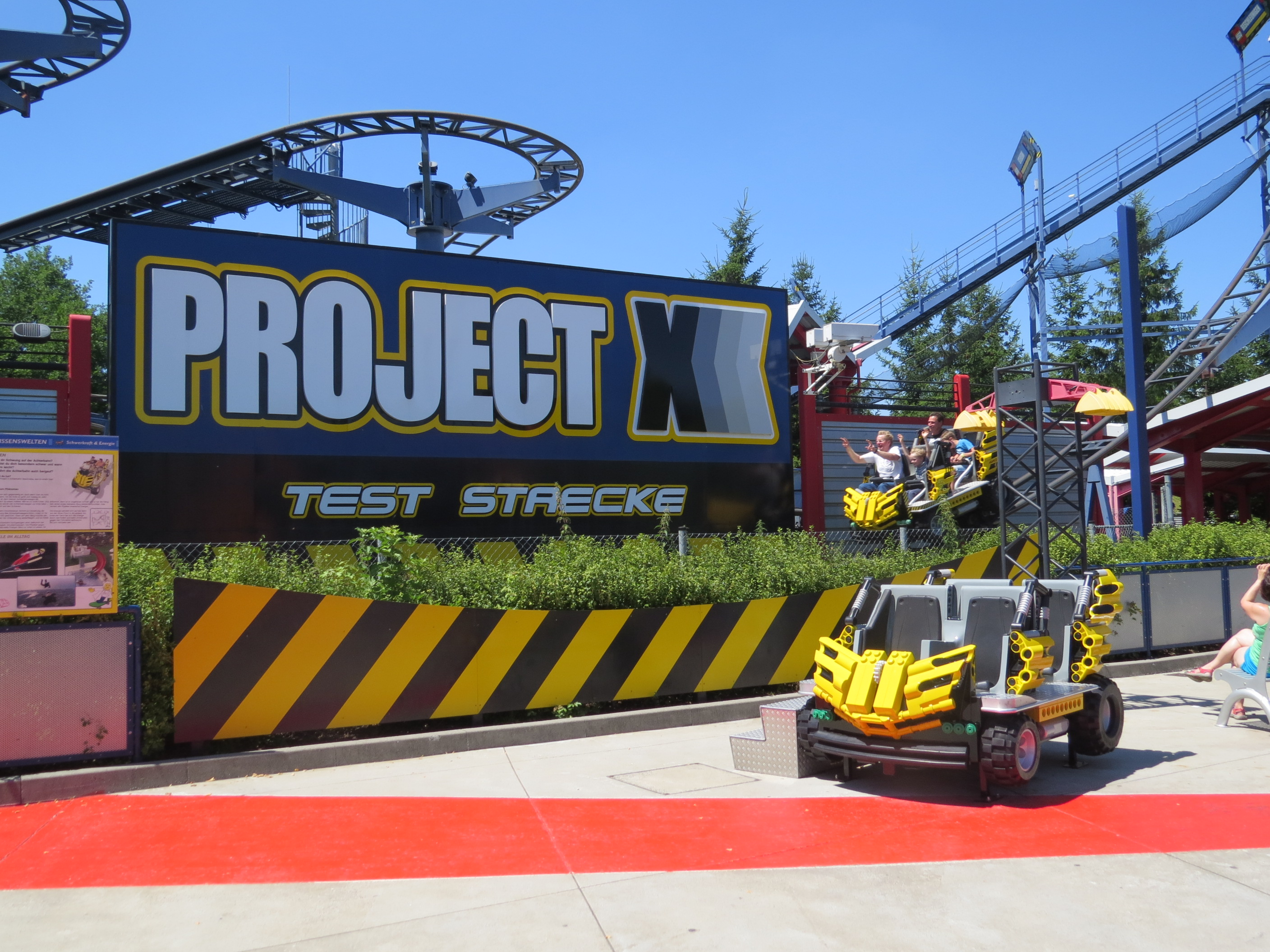
Project X - Test Strecke à Legoland Deutschland
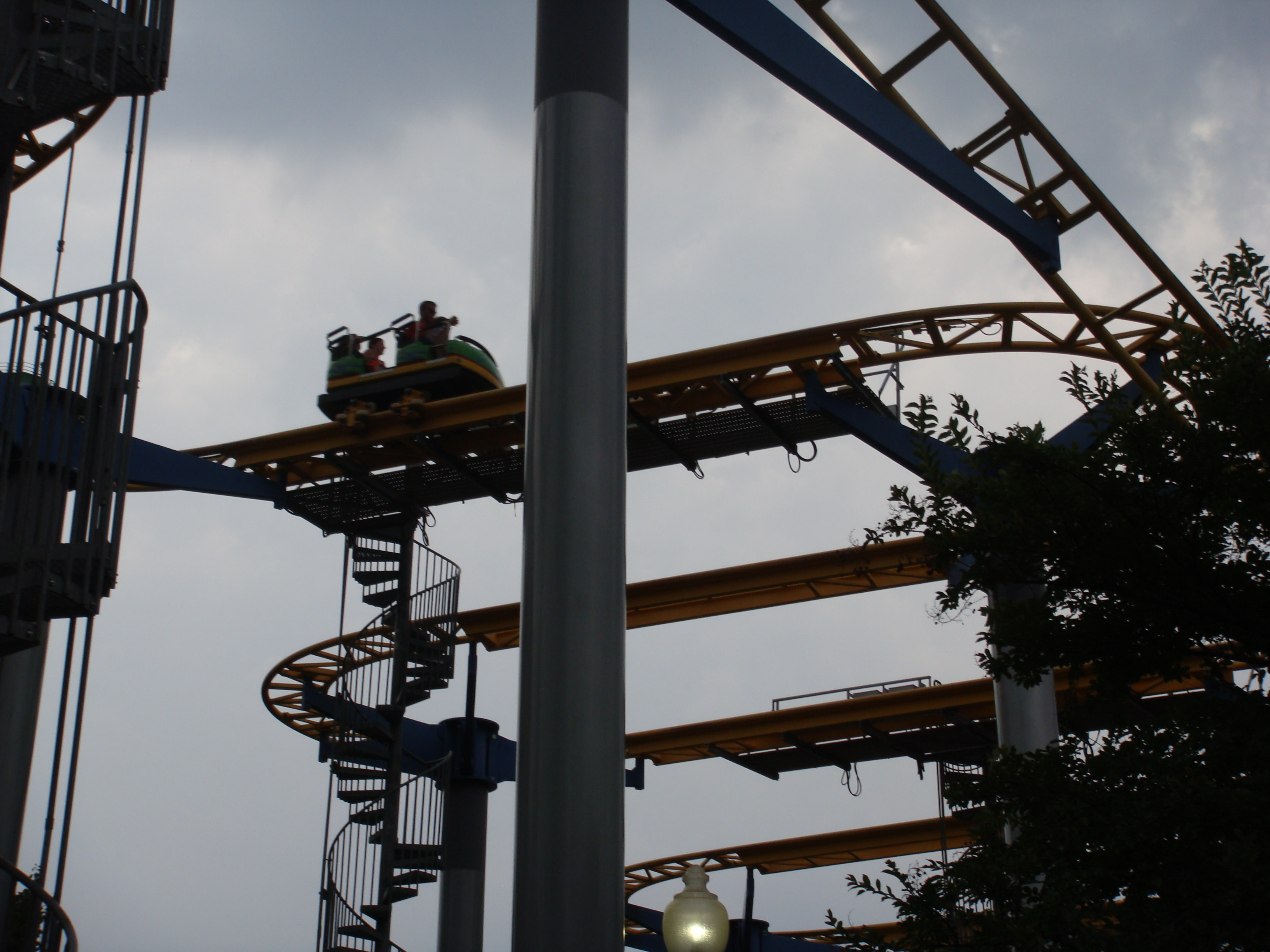
Ricochet à Paramount's Kings Dominion
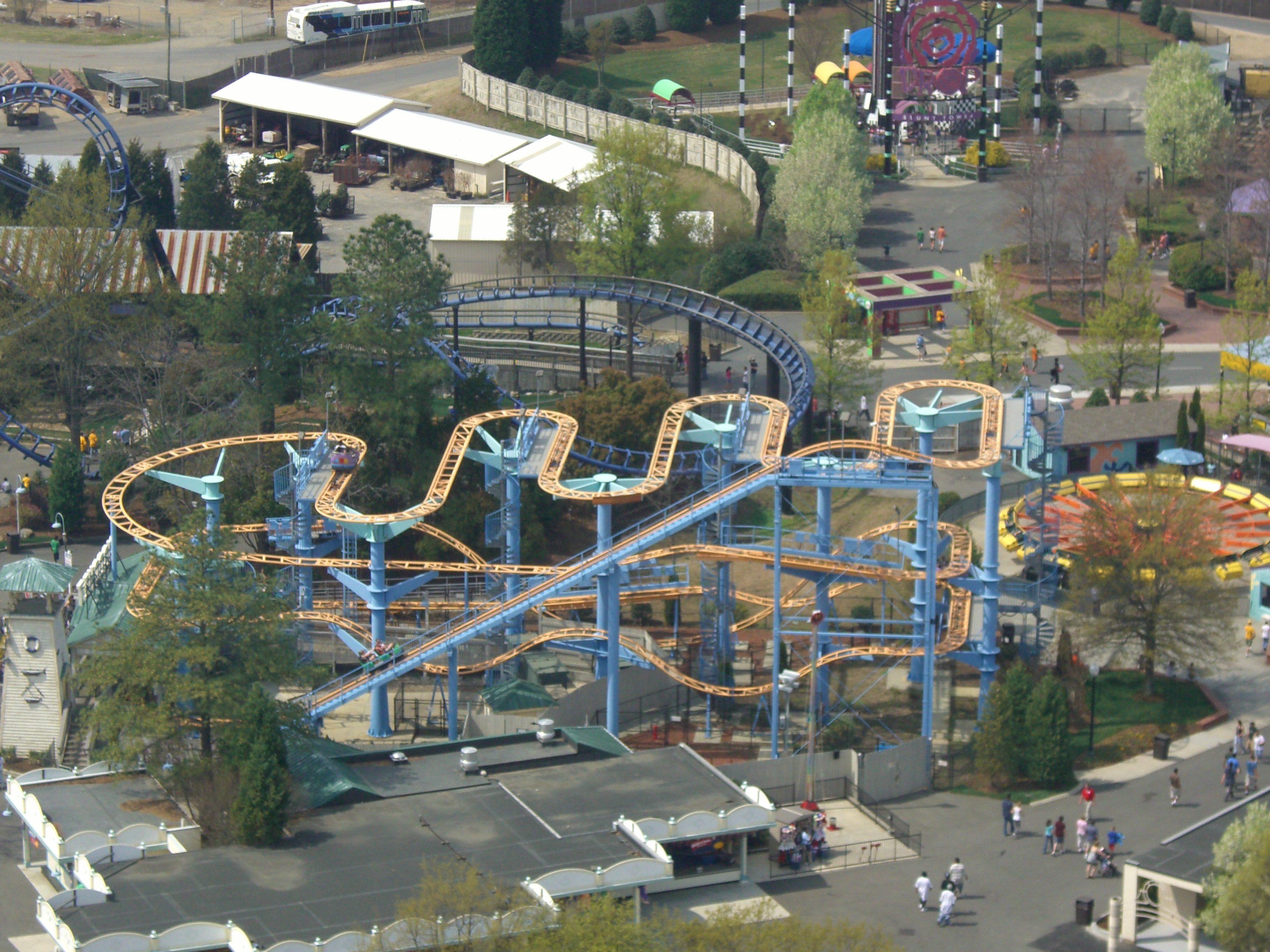
Ricochet à Paramount's Carowinds
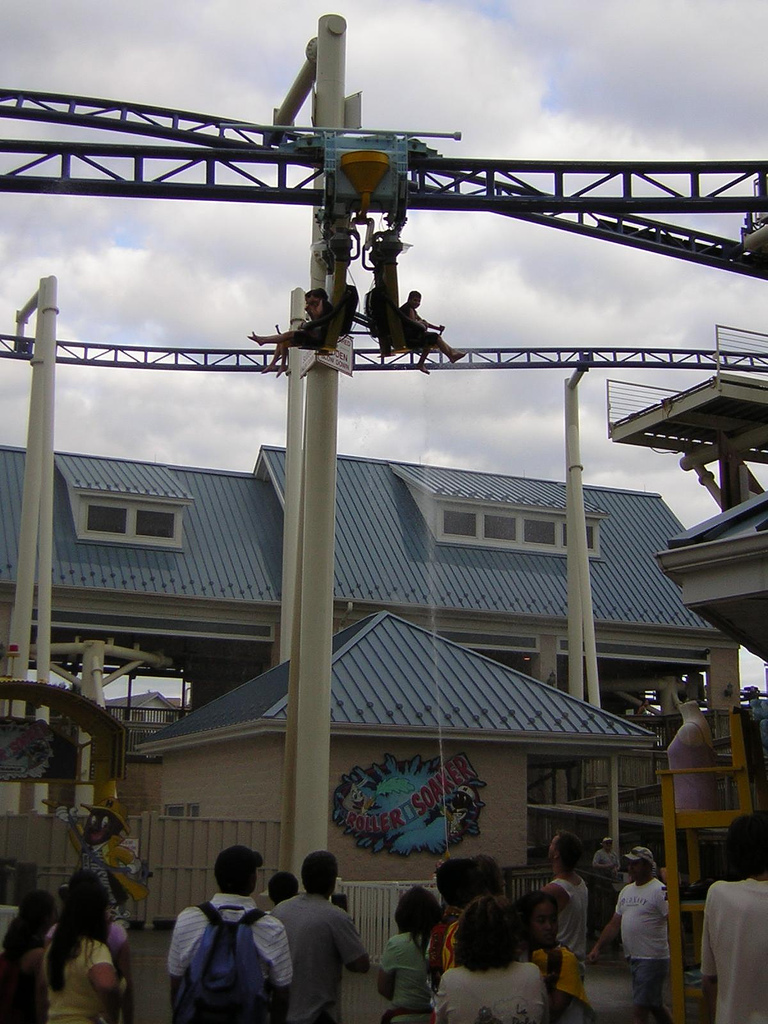
Roller Soaker à Hersheypark
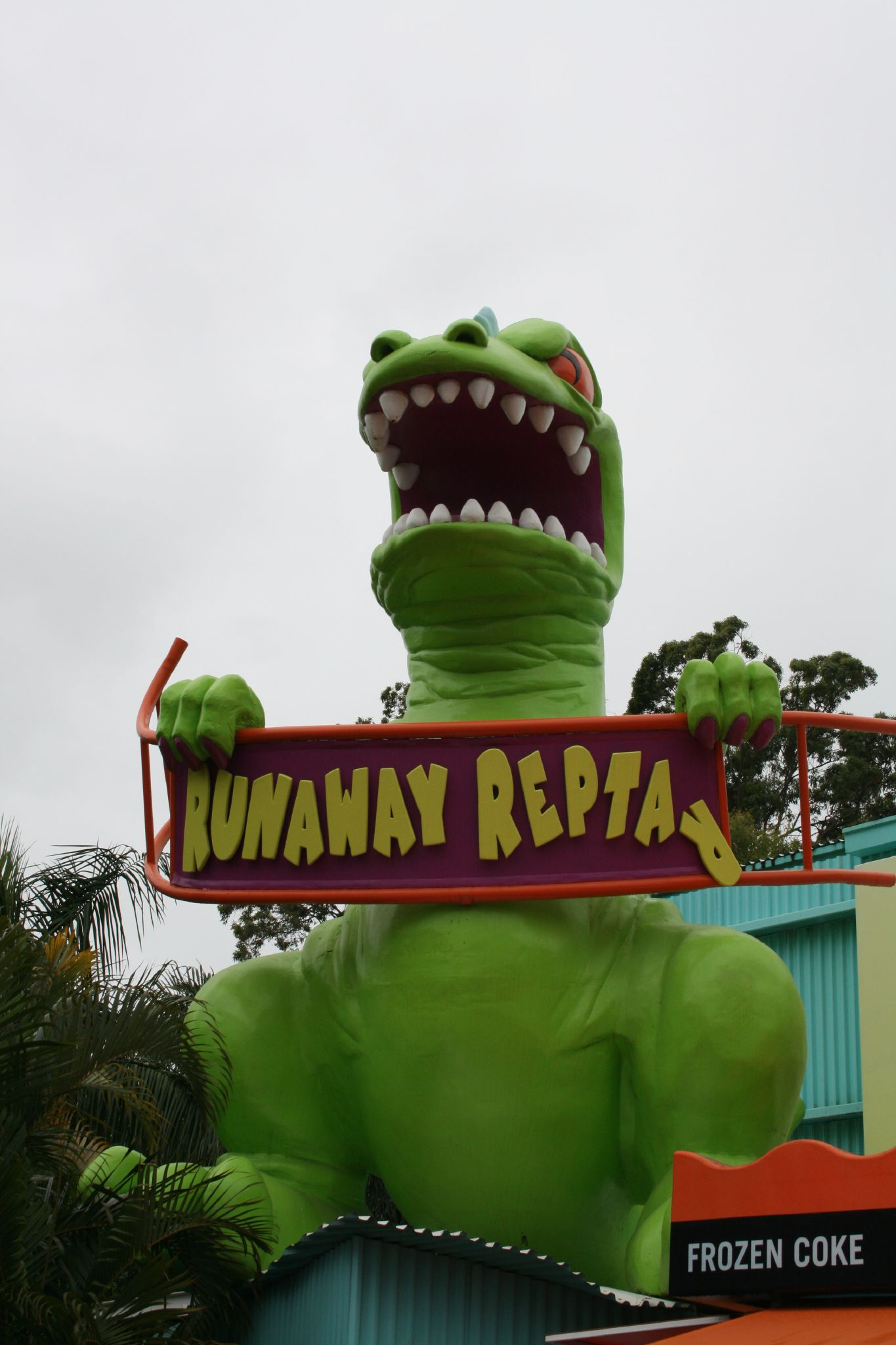
Entrée de Rugrats Runaway Reptar à Dreamworld
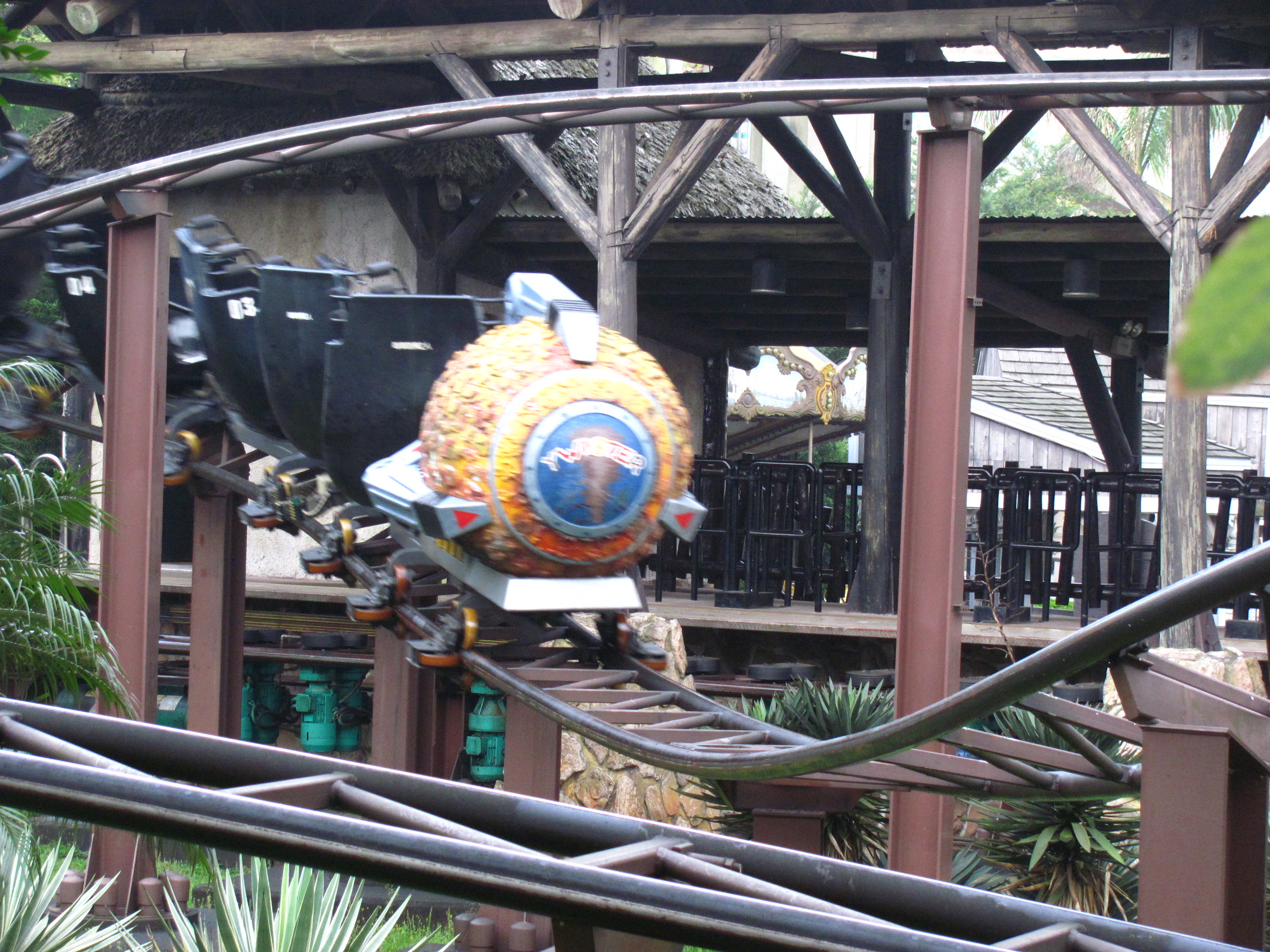
Sahara Twist à Leofoo Village Theme Park
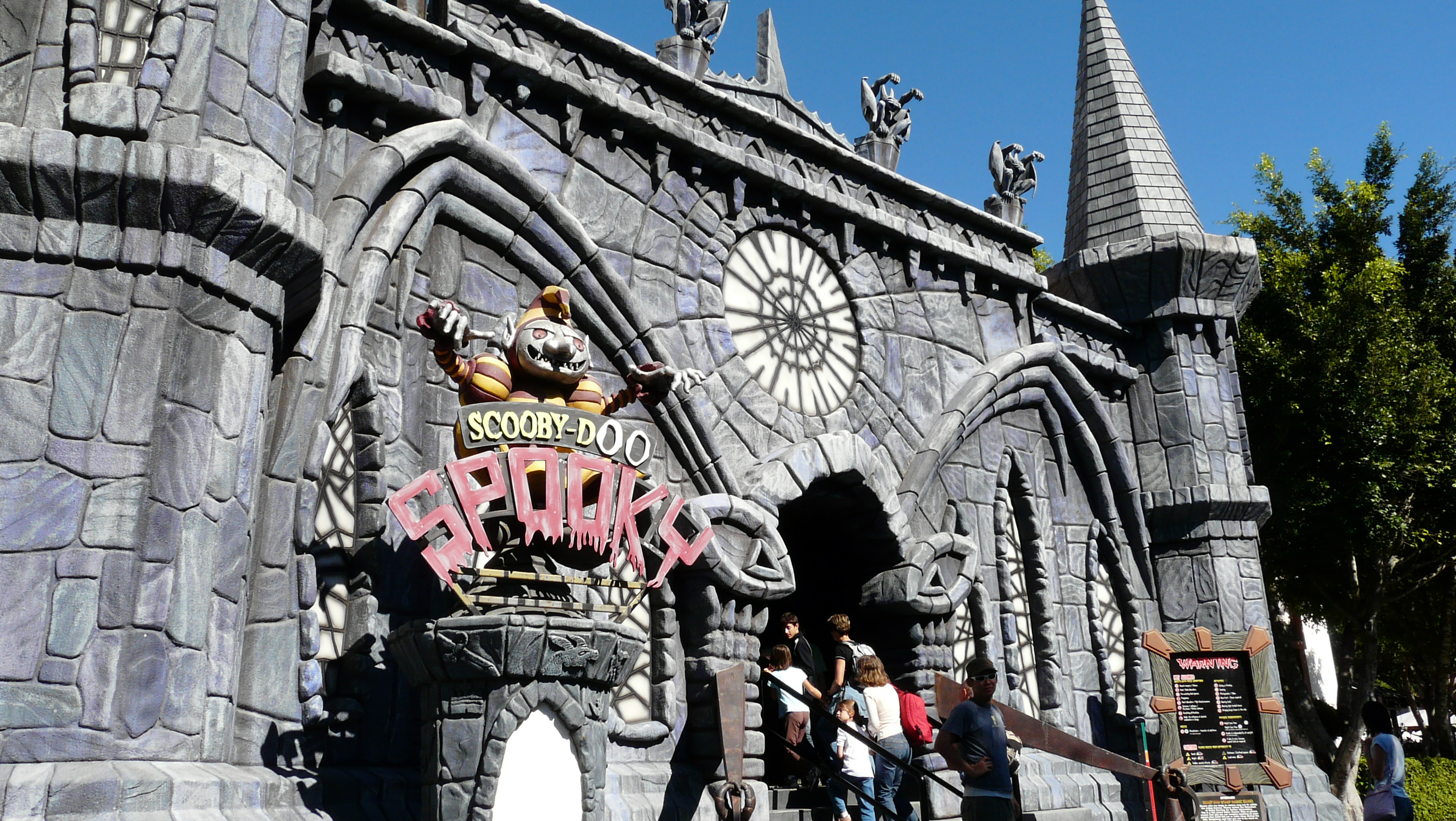
Scooby-Doo Spooky Coaster à Warner Bros. Movie World Australia
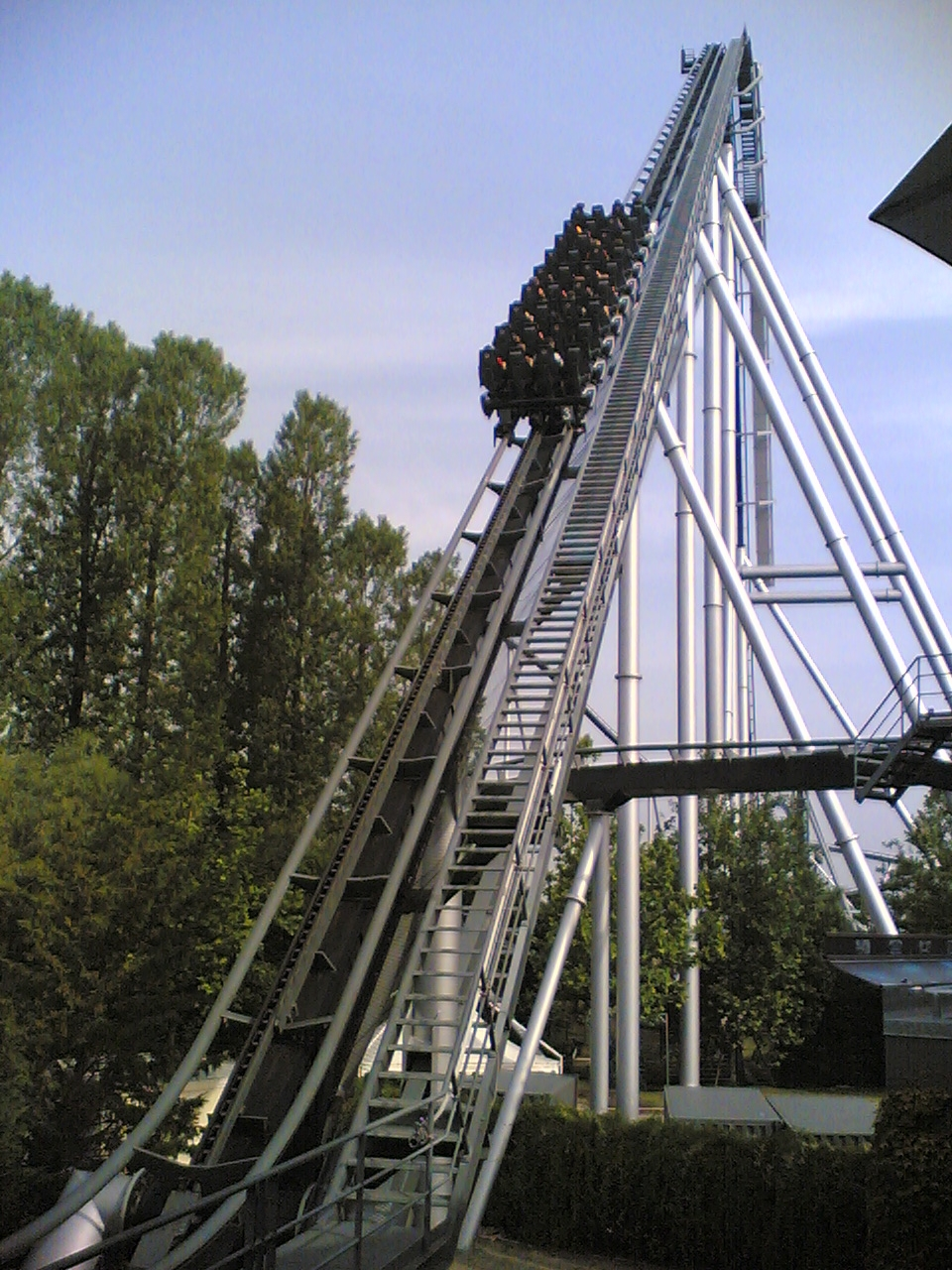
Silverstar à Europa-Park
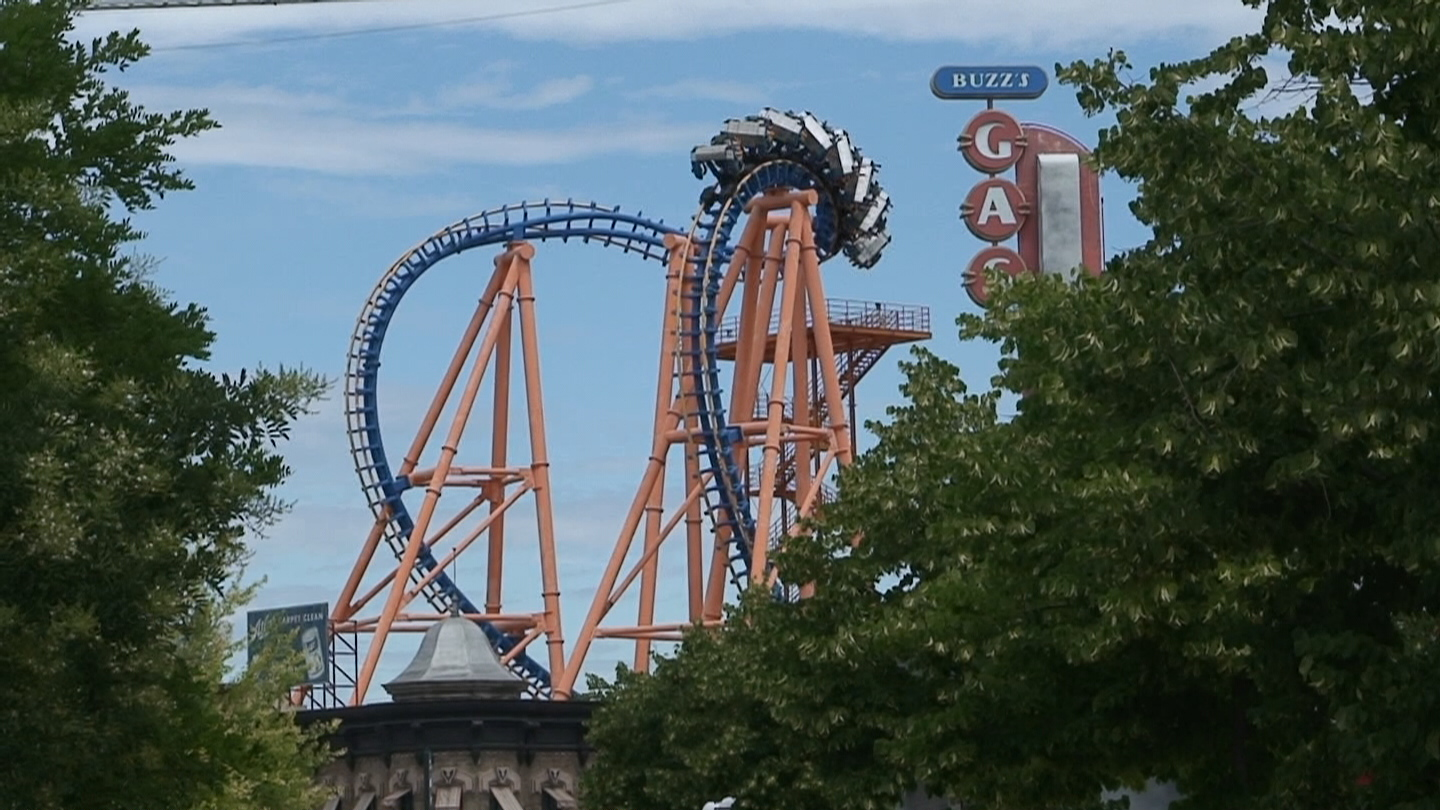
Stunt Fall à Warner Bros. Movie World Madrid
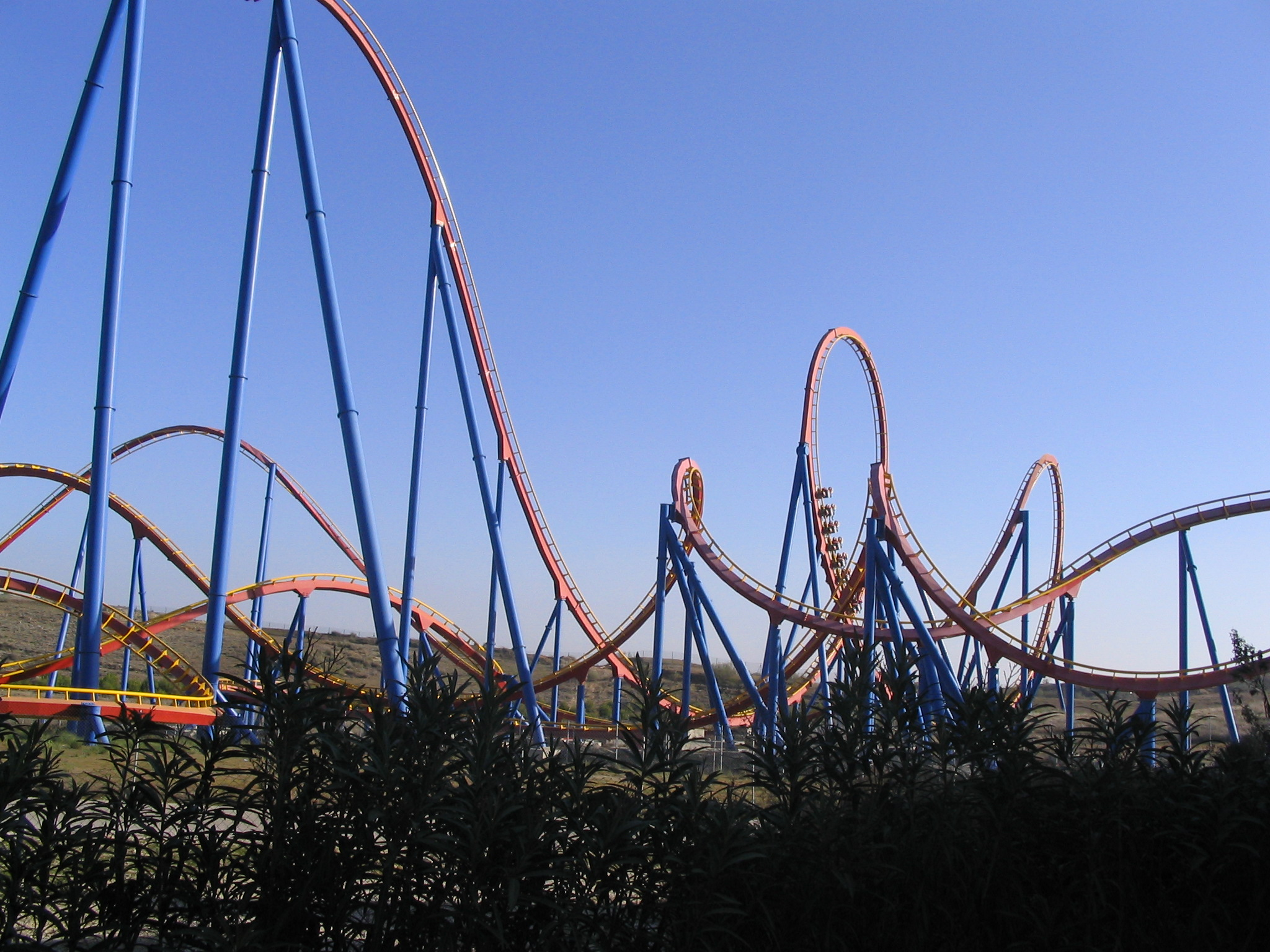
Superman: La Atracción de Acero à Warner Bros. Movie World Madrid
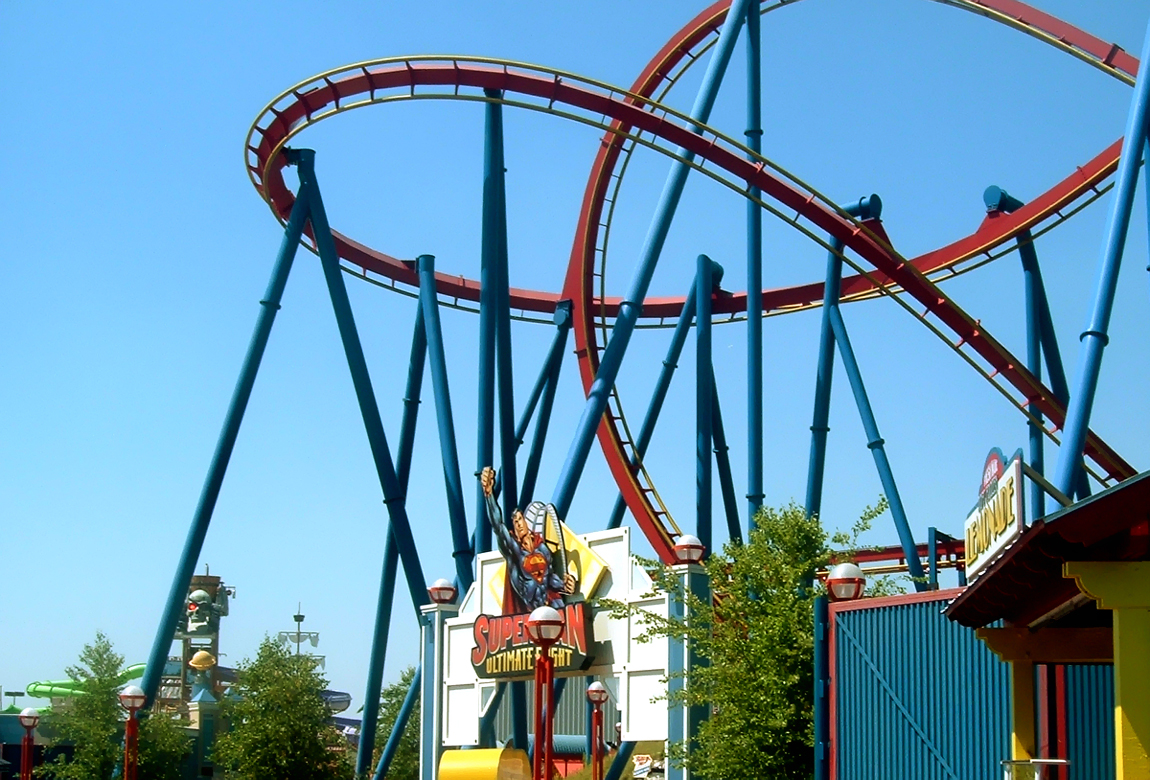
Superman: Ultimate Flight à Six Flags Over Georgia
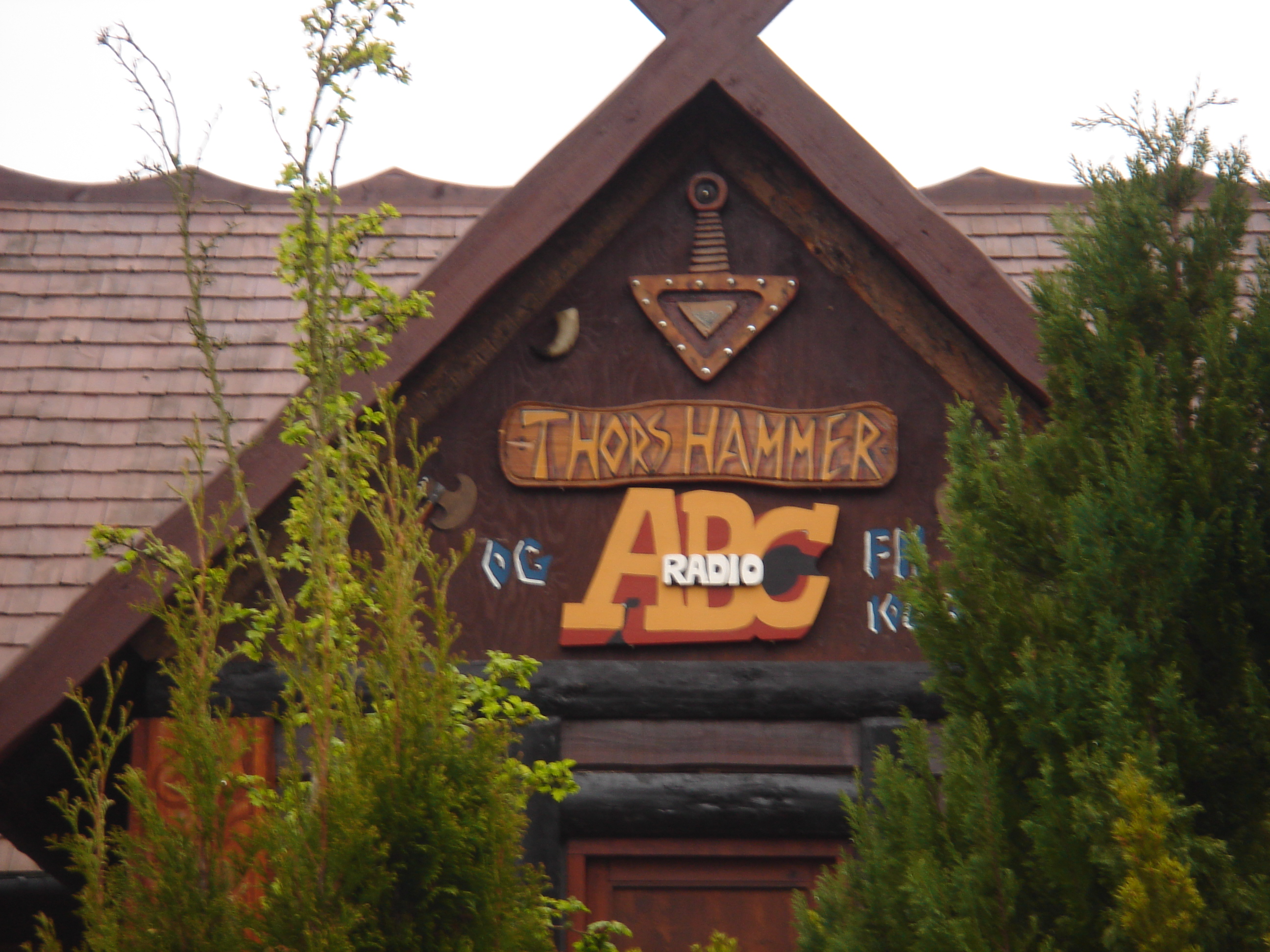
Thor's Hammer à Djurs Sommerland
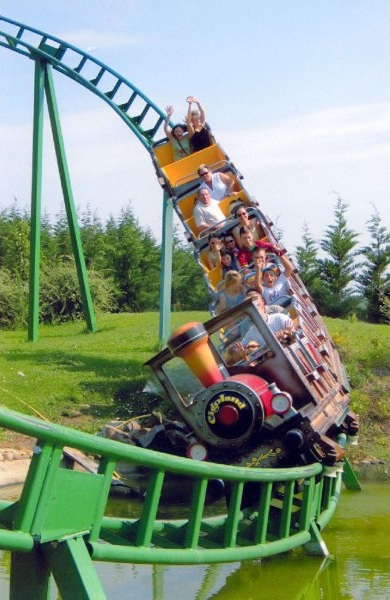
Train de la Mine à Cigoland
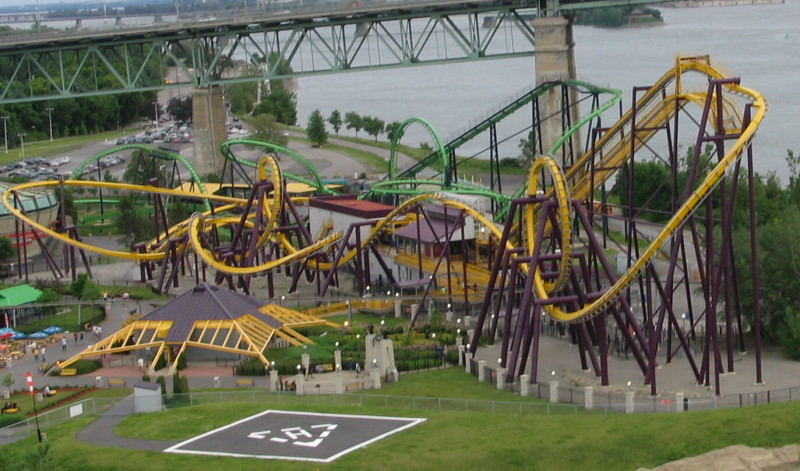
Vampire à La Ronde
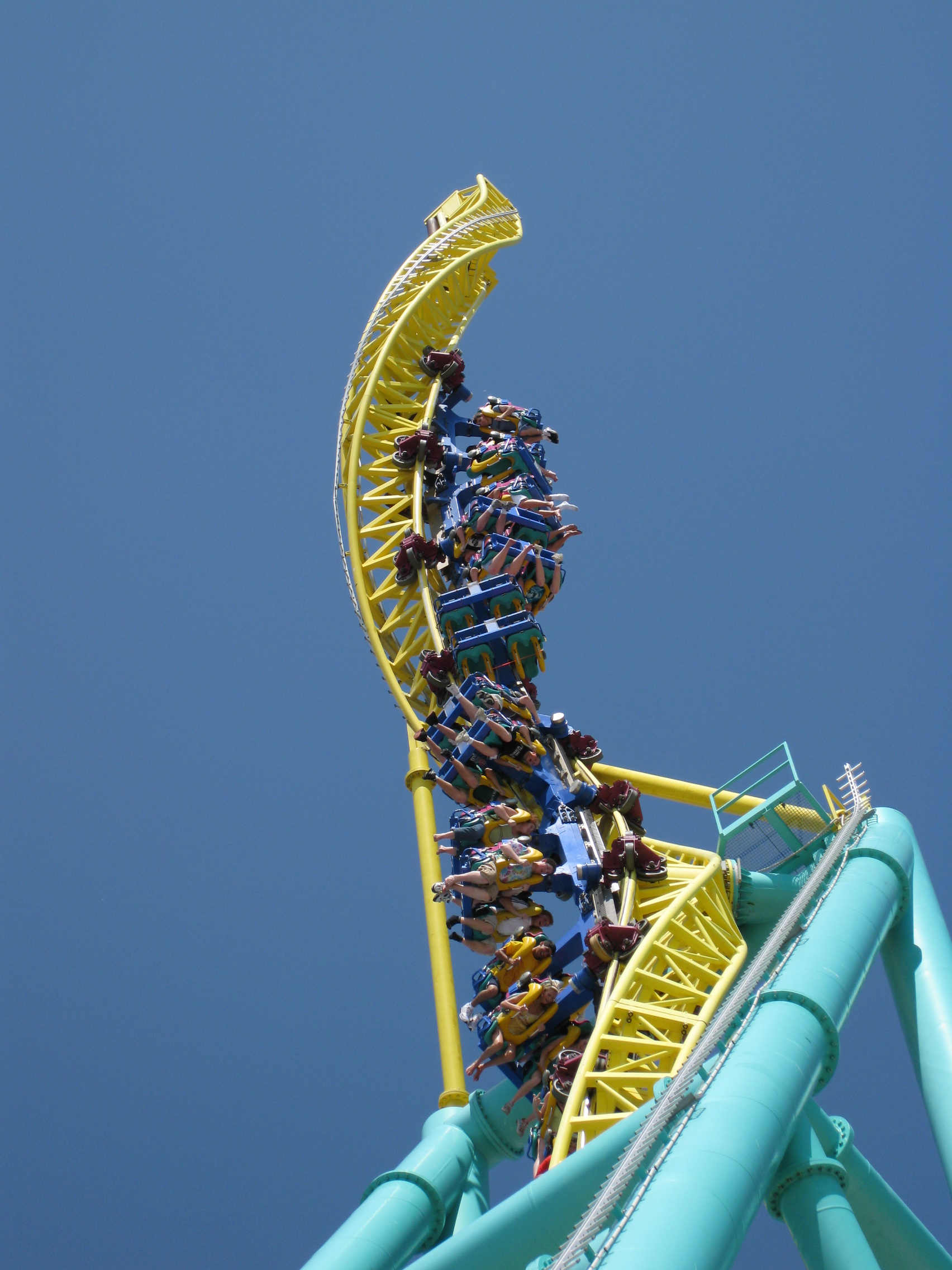
Wicked Twister à Cedar Point
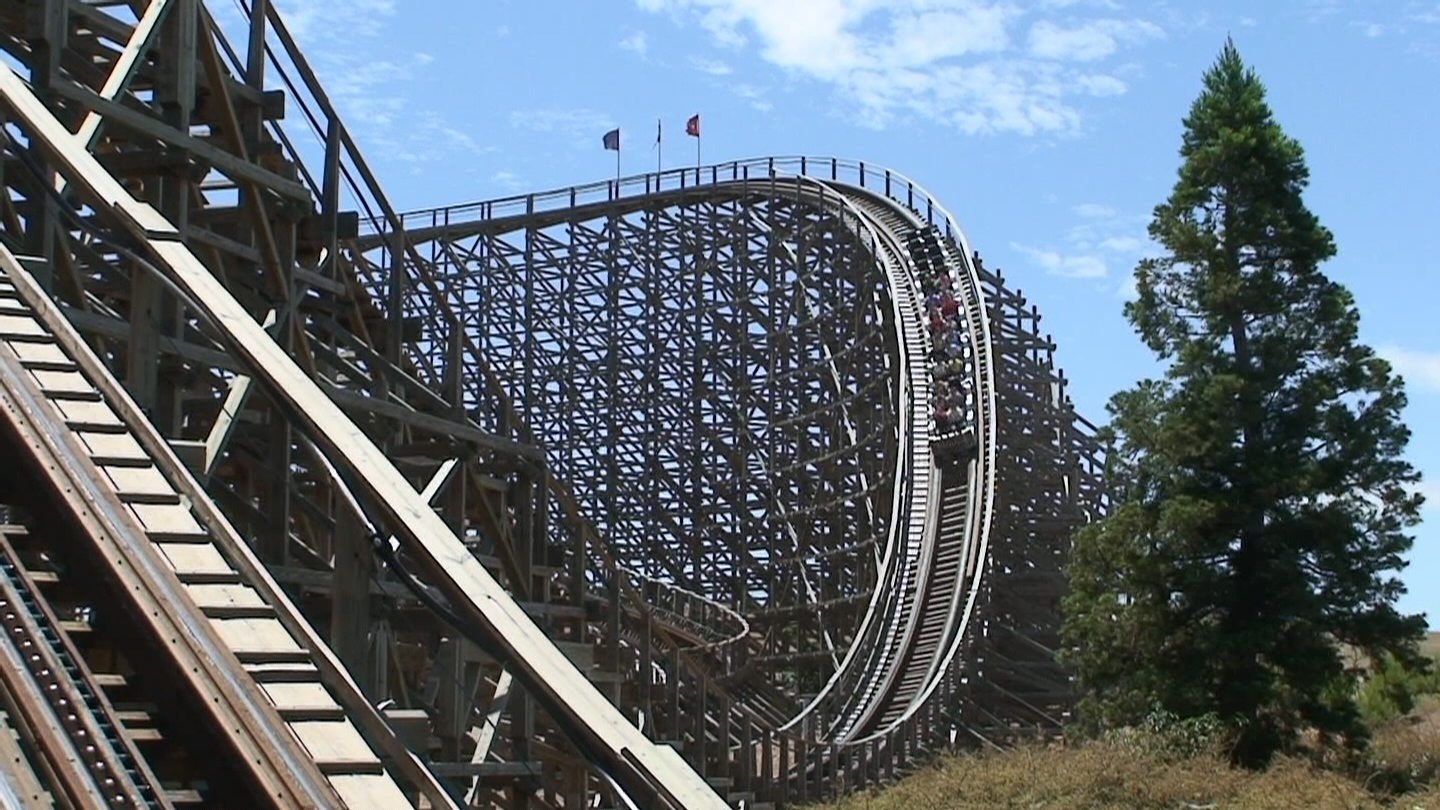
Wild Wild West à Warner Bros. Movie World Madrid
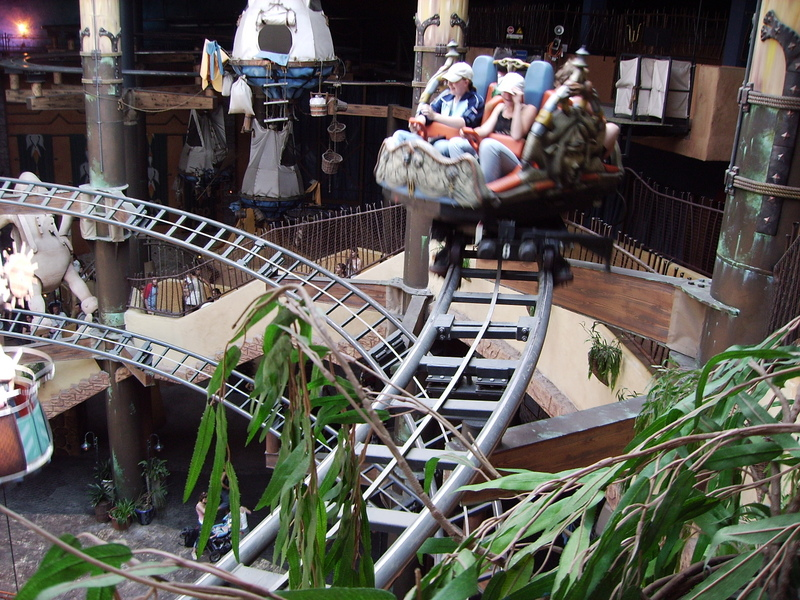
Winja's Fear & Winja's Force à Phantasialand
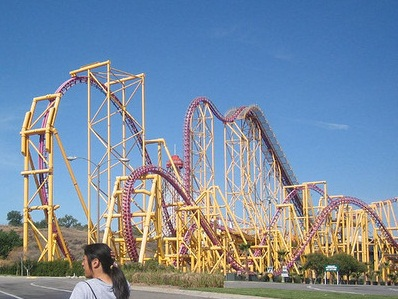
X à Six Flags Magic Mountain
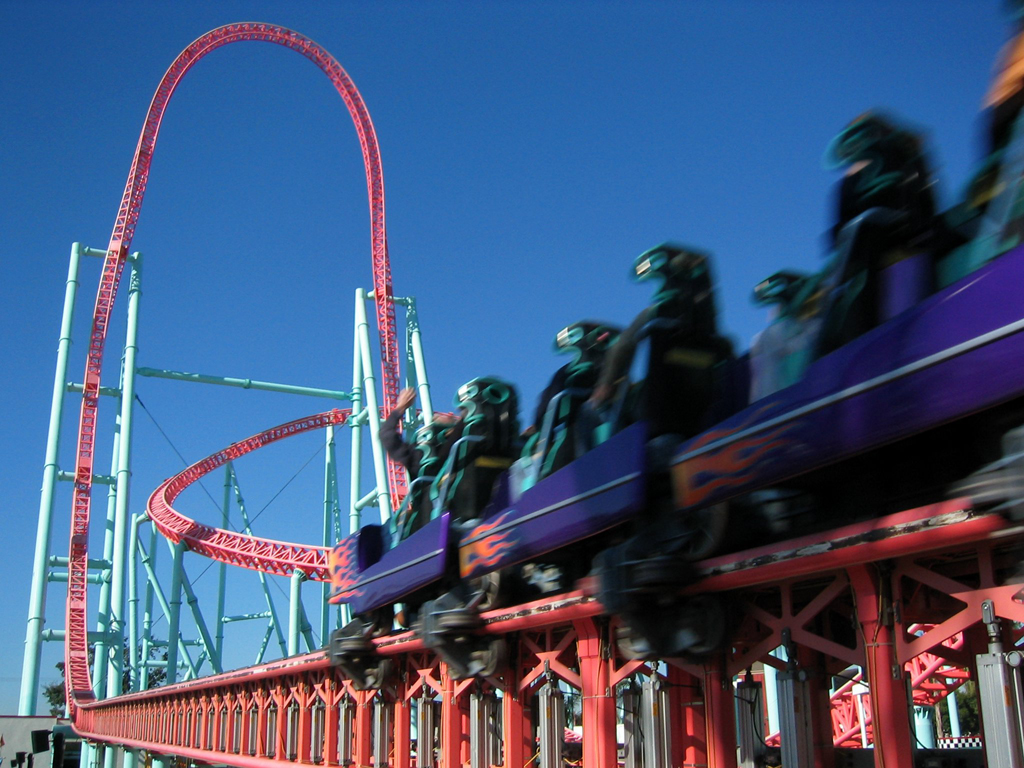
Xcelerator à Knott's Berry Farm
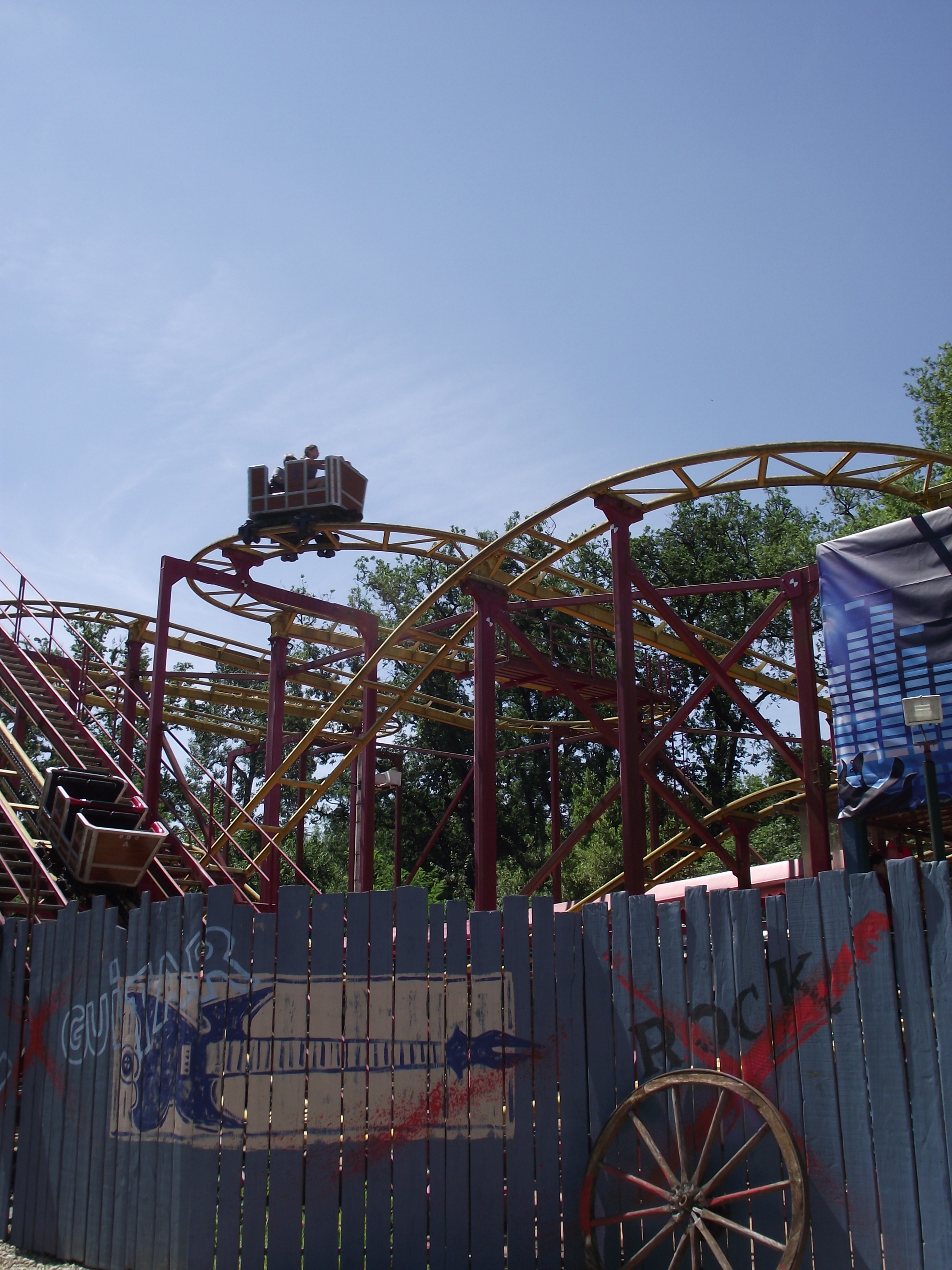
Zig Zag à Walibi Aquitaine
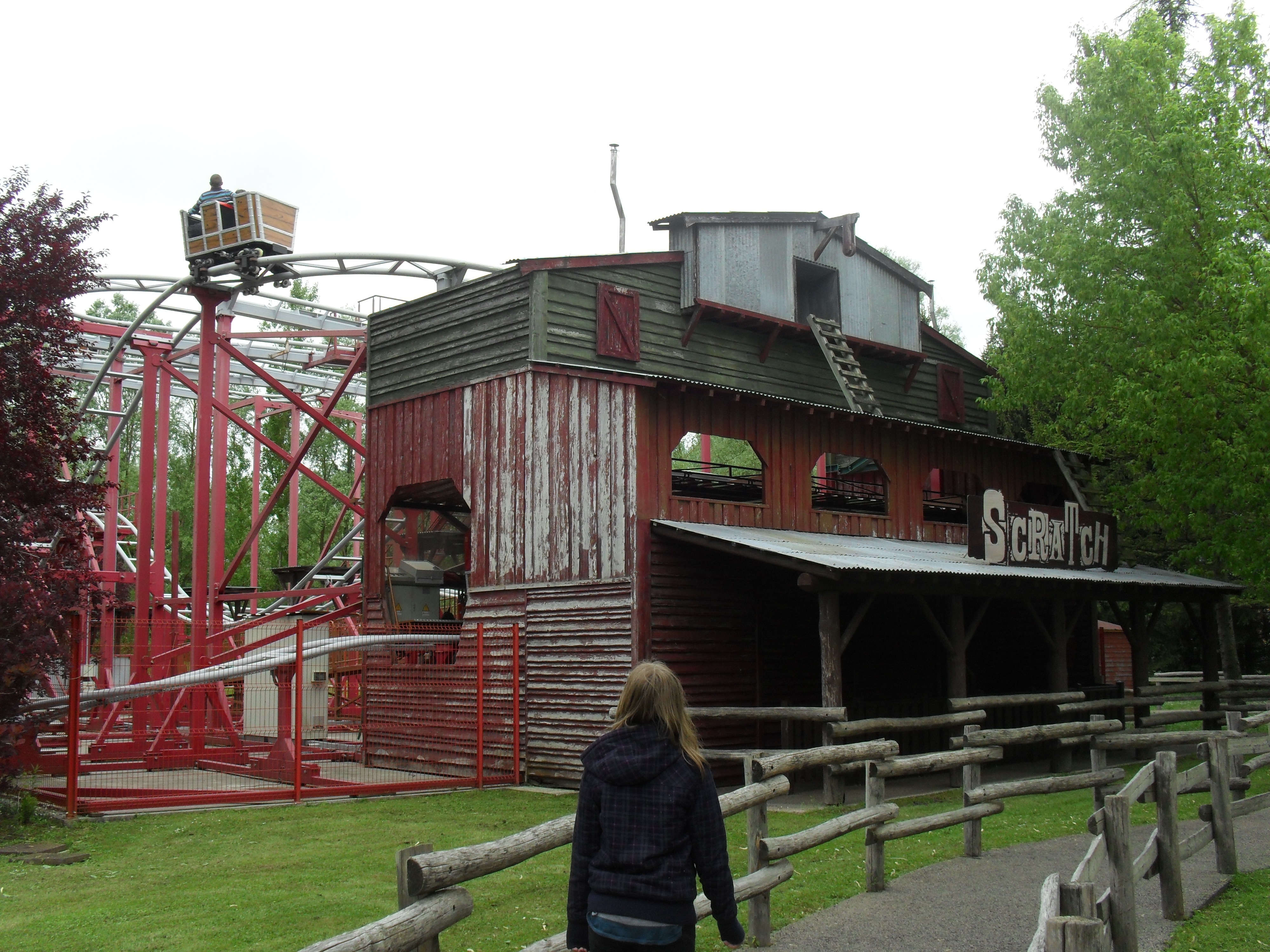
Zig Zag à Walibi Rhône-Alpes

### Autres attractions
Cette liste est non exhaustive.
| Nom                                                           | Type/Modèle                   | Constructeur             | Parc                             | Pays        |
| ------------------------------------------------------------- | ----------------------------- | ------------------------ | -------------------------------- | ----------- |
| ACME Factory                                                  | Rapids Ride                   | Intamin                  | Warner Bros. Movie World Madrid  | Espagne     |
| Albero di Prezzemolo                                          | Walkthrough                   | Pontalto s.r.l           | Gardaland                        | Italie      |
| Armageddon : Les Effets Spéciaux                              | Spectacle à effets spéciaux   | Walt Disney Imagineering | Parc Walt Disney Studios         | France      |
| Ausichtsturm                                                  | Tour d'observation            | Intamin                  | Legoland Deutschland             | Allemagne   |
| Baron Rouge'(Devenu On Air)                                   | Manège d'Avions               | Zamperla                 | Walibi Rhône-Alpes               | France      |
| Cannibal Pots                                                 | Tasses                        | Technical Park           | Didi'Land                        | France      |
| Das Nilpferd in der Wasserbahn                                | Jet Skis                      | Zierer                   | Ravensburger Spieleland          | Allemagne   |
| Dschungel X-pedition                                          | Bûches                        | Intamin                  | Legoland Deutschland             | Allemagne   |
| Feng Ju Palace                                                | Mad House                     | Vekoma                   | Phantasialand                    | Allemagne   |
| Flik's Flyers                                                 | Balloon Race                  | Zamperla                 | Disney California Adventure      | États-Unis  |
| Flughafen                                                     | Manège avions                 | Zierer                   | Legoland Deutschland             | Allemagne   |
| Francis' Ladybug Boogie                                       | Demolition Derby              | Zamperla                 | Disney California Adventure      | États-Unis  |
| Heimlich's Chew Chew Train                                    | Train junior                  |                          | Disney California Adventure      | États-Unis  |
| Hotel Embrujado                                               | Mad House                     | Vekoma                   | Warner Bros. Movie World Madrid  | Espagne     |
| Hydro                                                         | Shoot the Chute / Mega Splash | Intamin                  | Oakwood Theme Park               | Royaume-Uni |
| Kahvikuppikaruselli                                           | Tasses                        |                          | Linnanmäki                       | Finlande    |
| Kids Power Tower                                              | Tour                          | Heege Freizeittechnik    | Legoland Deutschland             | Allemagne   |
| Kummitusjuna                                                  | Parcours scénique             | Rex Studios              | Tykkimäki                        | Finlande    |
| La Vengaza del enigma                                         | Triple Combo Tower            | S&S Worldwide            | Warner Bros. Movie World Madrid  | Espagne     |
| Las Caratas Salvajes                                          | Shoot the Chute / Spillwater  | Intamin                  | Warner Bros. Movie World Madrid  | Espagne     |
| Legoland Express                                              | Train panoramique             | Metallbau Emmeln         | Legoland Deutschland             | Allemagne   |
| Lex Luthor - Invertatron                                      | Top Spin                      | Huss Rides               | Warner Bros. Movie World Madrid  | Espagne     |
| Los Carros de la Mina                                         | Breakdance                    | Huss Rides               | Warner Bros. Movie World Madrid  | Espagne     |
| Magic House                                                   | Mad House                     | Vekoma                   | Gardaland                        | Italie      |
| Mr. Freeze's Flying Chairs                                    | Chaises volantes              | Zierer                   | Warner Bros. Movie World Madrid  | Espagne     |
| Palais des 1001 nuits (le)                                    | Maison hantée                 | Space Leisure, Walibi    | Walibi Belgium                   | Belgique    |
| Pandadroom                                                    | Cinéma 4-D                    | Efteling                 | Efteling                         | Pays-Bas    |
| Psyclone                                                      | Splash Over                   | Mondial Rides            | Paramount Canada's Wonderland    | Canada      |
| Rafting-Bahn                                                  | Rapid River                   | Hafema                   | Rasti-Land                       | Allemagne   |
| Raupenritt                                                    | Music Express                 | Zierer                   | Legoland Deutschland             | Allemagne   |
| Rio Bravo                                                     | Bûches                        | Intamin                  | Warner Bros. Movie World Madrid  | Espagne     |
| RipCord                                                       | Skycoaster                    | Skycoaster               | Michigan's Adventure             | États-Unis  |
| Ritterturnier                                                 | Chevaux Galopants             | Metallbau Emmeln         | Legoland Deutschland             | Allemagne   |
| River Quest                                                   | Rapid River                   | Hafema                   | Phantasialand                    | Allemagne   |
| Safari Tour                                                   | Circuit de voitures           | Metallbau Emmeln         | Legoland Deutschland             | Allemagne   |
| Santiags (les)                                                | Music Express                 | Zamperla                 | Fraispertuis-City                | France      |
| Scooby-Doo! Ghostblasters: The Mystery of the Haunted Mansion | Parcours scénique interactif  | Sally Corporation        | Six Flags Fiesta Texas           | États-Unis  |
| Shipwreck Falls                                               | Shoot the Chute / Spillwater  | Intamin                  | Darien Lake                      | États-Unis  |
| Sky Dream Fukuoka                                             | Grande roue                   |                          | Fukuoka                          | Japon       |
| SpinRock                                                      | Freak Out                     | Zamperla                 | Liseberg                         | Suède       |
| Studio Tram Tour: Behind the Magic                            | Parcours scénique             | Walt Disney Imagineering | Parc Walt Disney Studios         | France      |
| Tapis Volants d'Aladdin                                       | Manège                        | Walt Disney Imagineering | Parc Walt Disney Studios         | France      |
| Tasses magiques (les)                                         | Tasses                        | Zamperla                 | Le Pal                           | France      |
| Tazas de Té de Scooby Doo                                     | Tasses                        | Mack Rides               | Warner Bros. Movie World Madrid  | Espagne     |
| Techno-Schleuder                                              | Tasses                        | Mack Rides               | Legoland Deutschland             | Allemagne   |
| The Crypt                                                     | Top Spin                      | Huss Rides               | Kings Island                     | États-Unis  |
| The High Fall                                                 | Tour de chute                 | Intamin                  | Warner Bros. Movie World Germany | Allemagne   |
| The Joker's Joy Ride                                          | Autos tamponneuses            | Zamperla                 | Warner Bros. Movie World Madrid  | Espagne     |
| Tittle Tattle Tree                                            | Paratower                     | Vekoma                   | Phantasialand                    | Allemagne   |
| Tuck and Roll's Drive 'Em Buggies                             | Autos tamponneuses            |                          | Disney California Adventure      | États-Unis  |
| Wellenreiter                                                  | Jet Skis                      | Zierer                   | Legoland Deutschland             | Allemagne   |

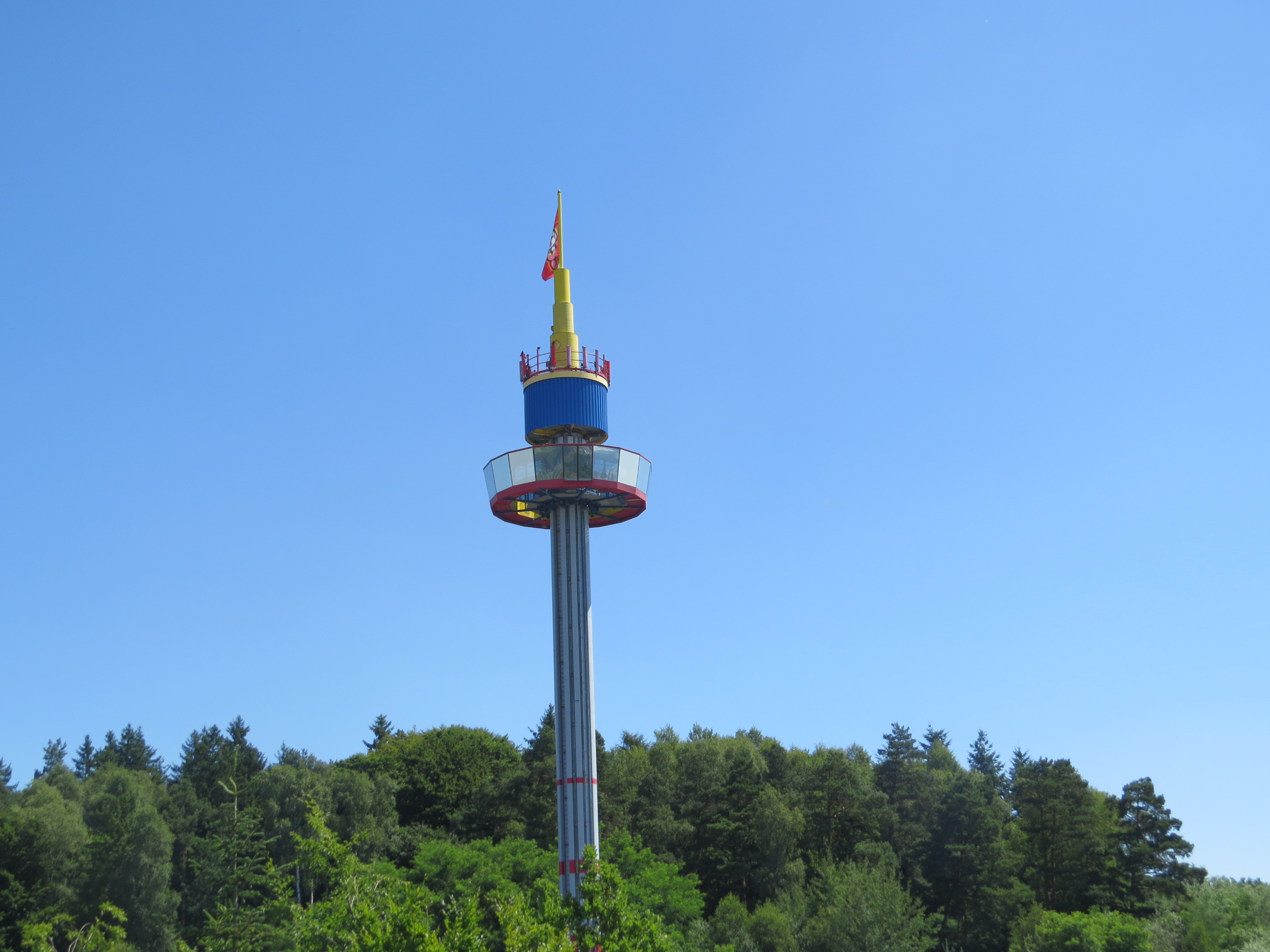
Ausichtsturm à Legoland Deutschland
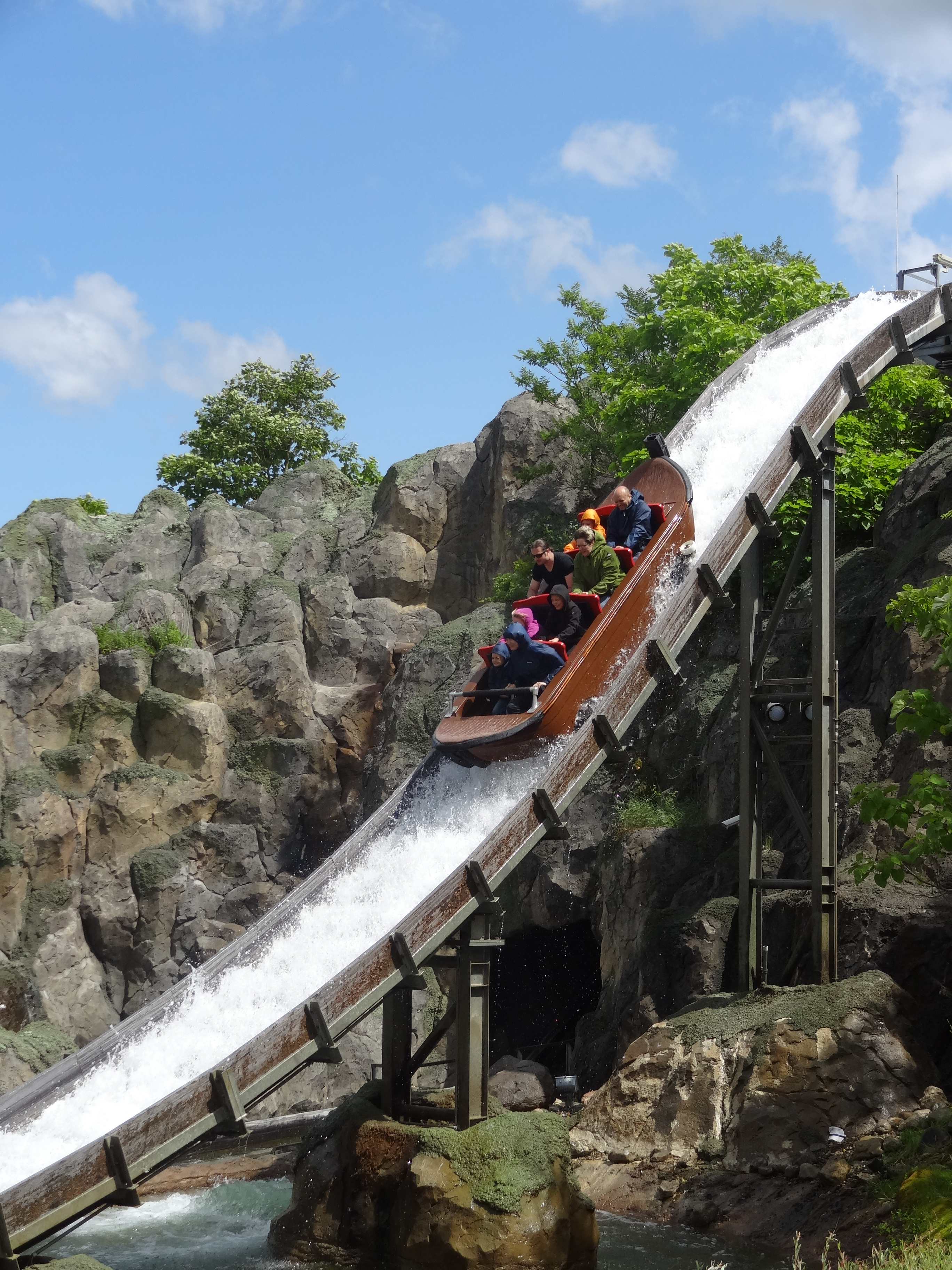
Dschungel X-pedition à Legoland Deutschland
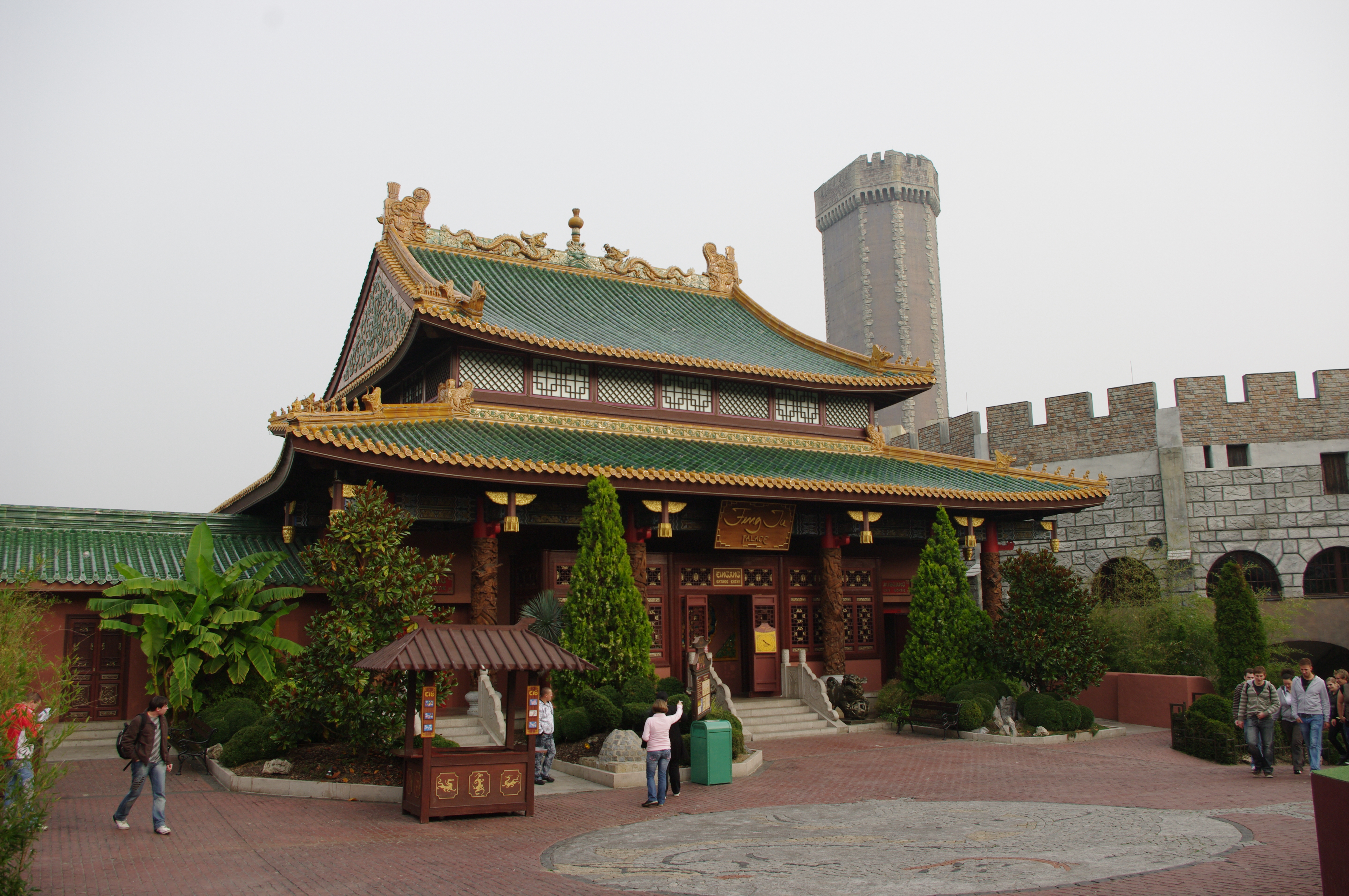
Feng Ju Palace à Phantasialand
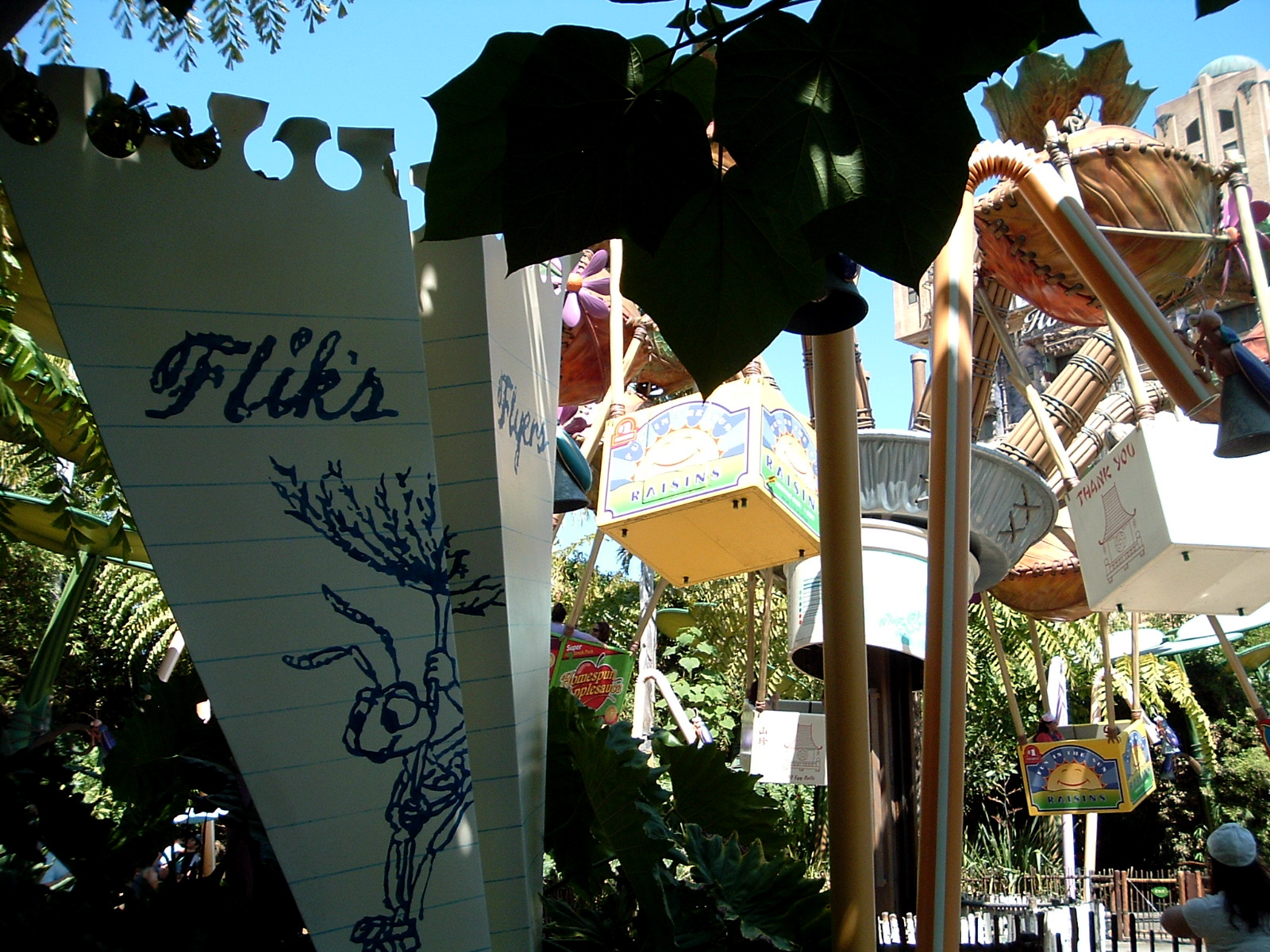
Flik's Flyers à Disney California Adventure
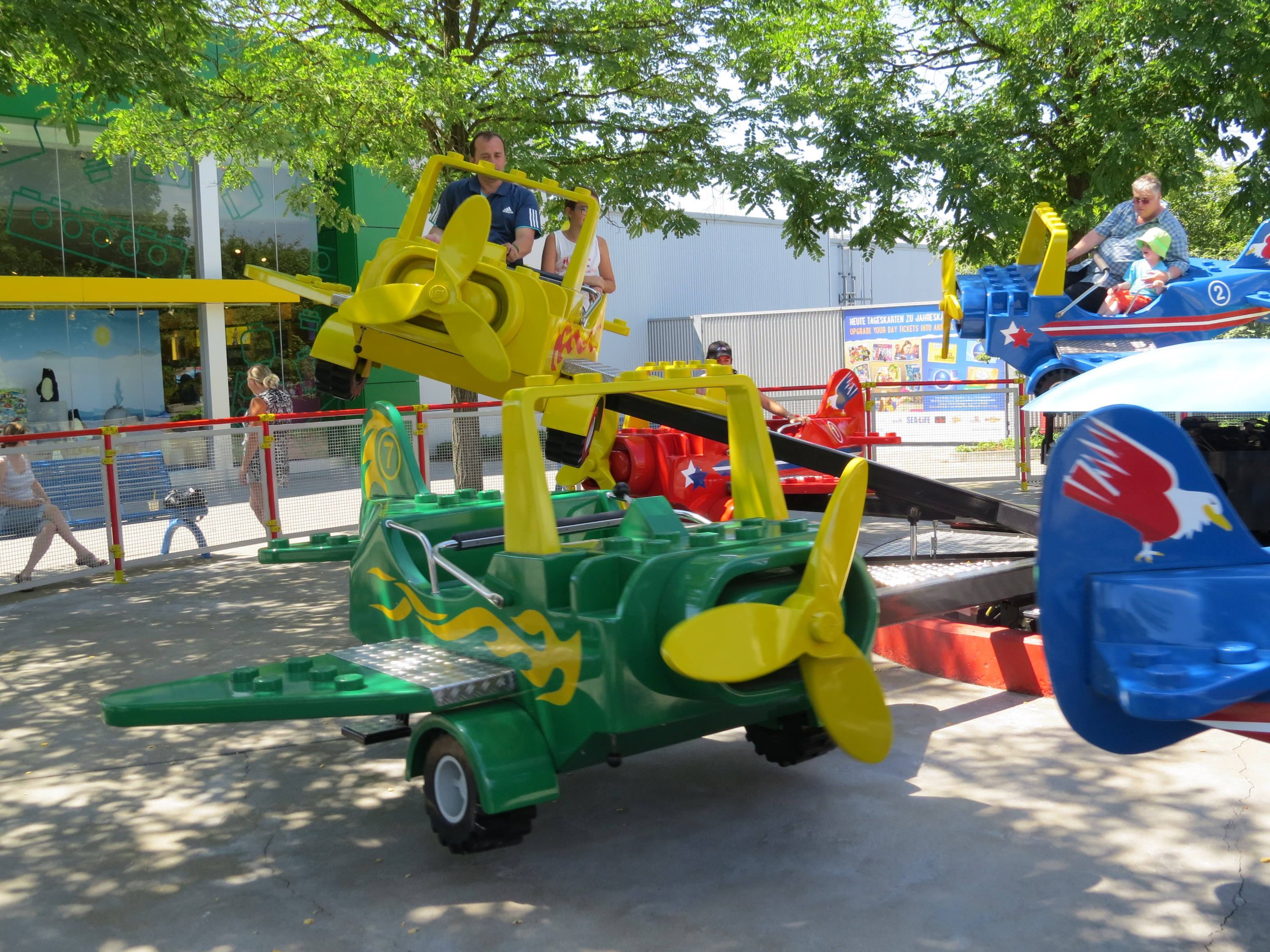
Flughafen à Legoland Deutschland
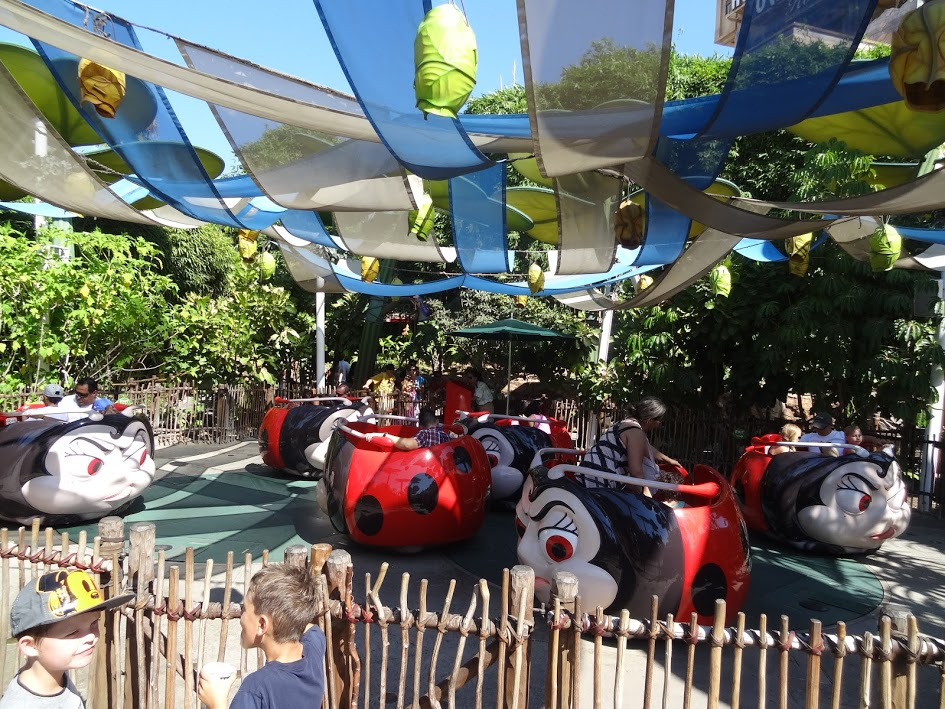
Francis' Ladybug Boogie à Disney California Adventure
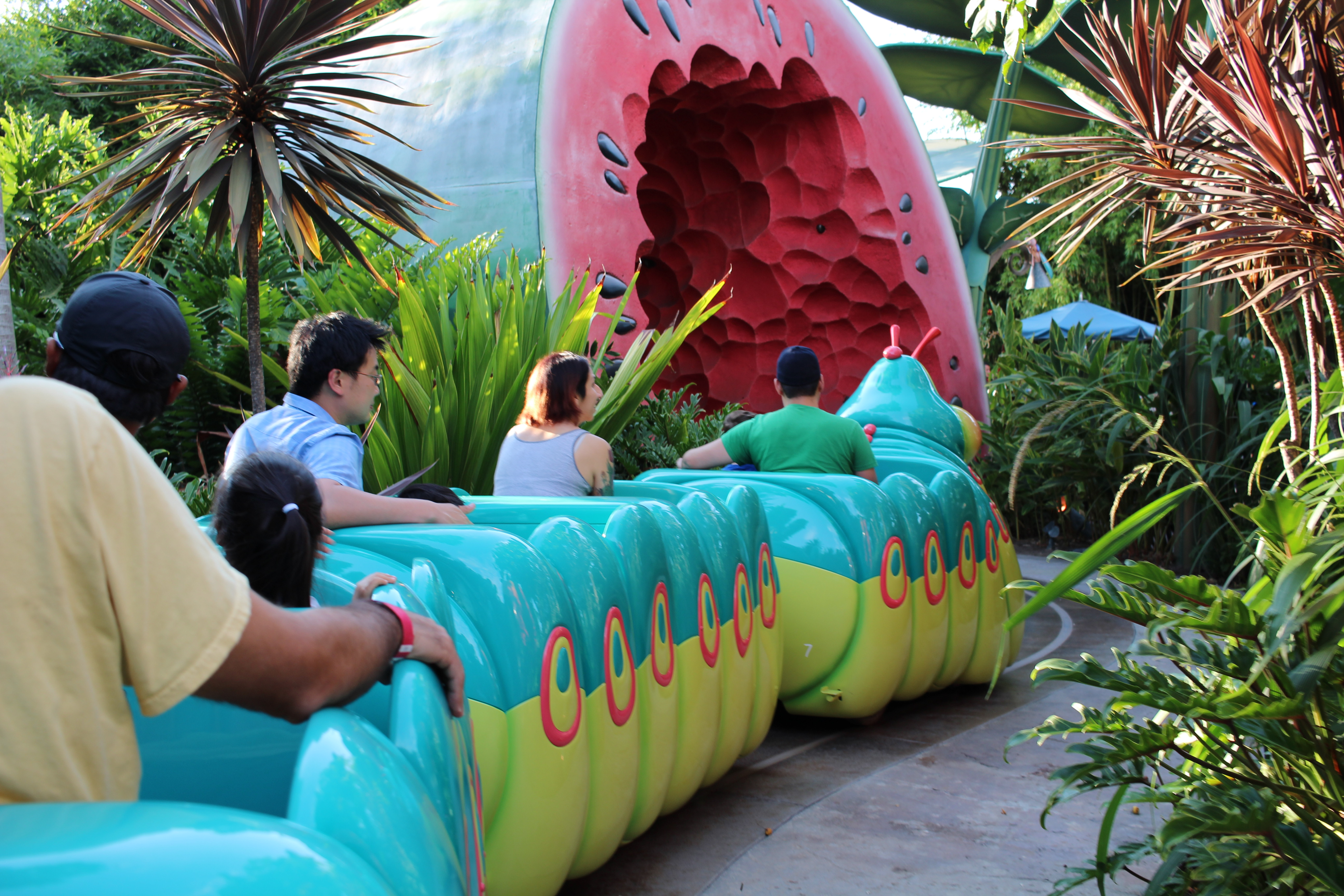
Heimlich's Chew Chew Train à Disney California Adventure
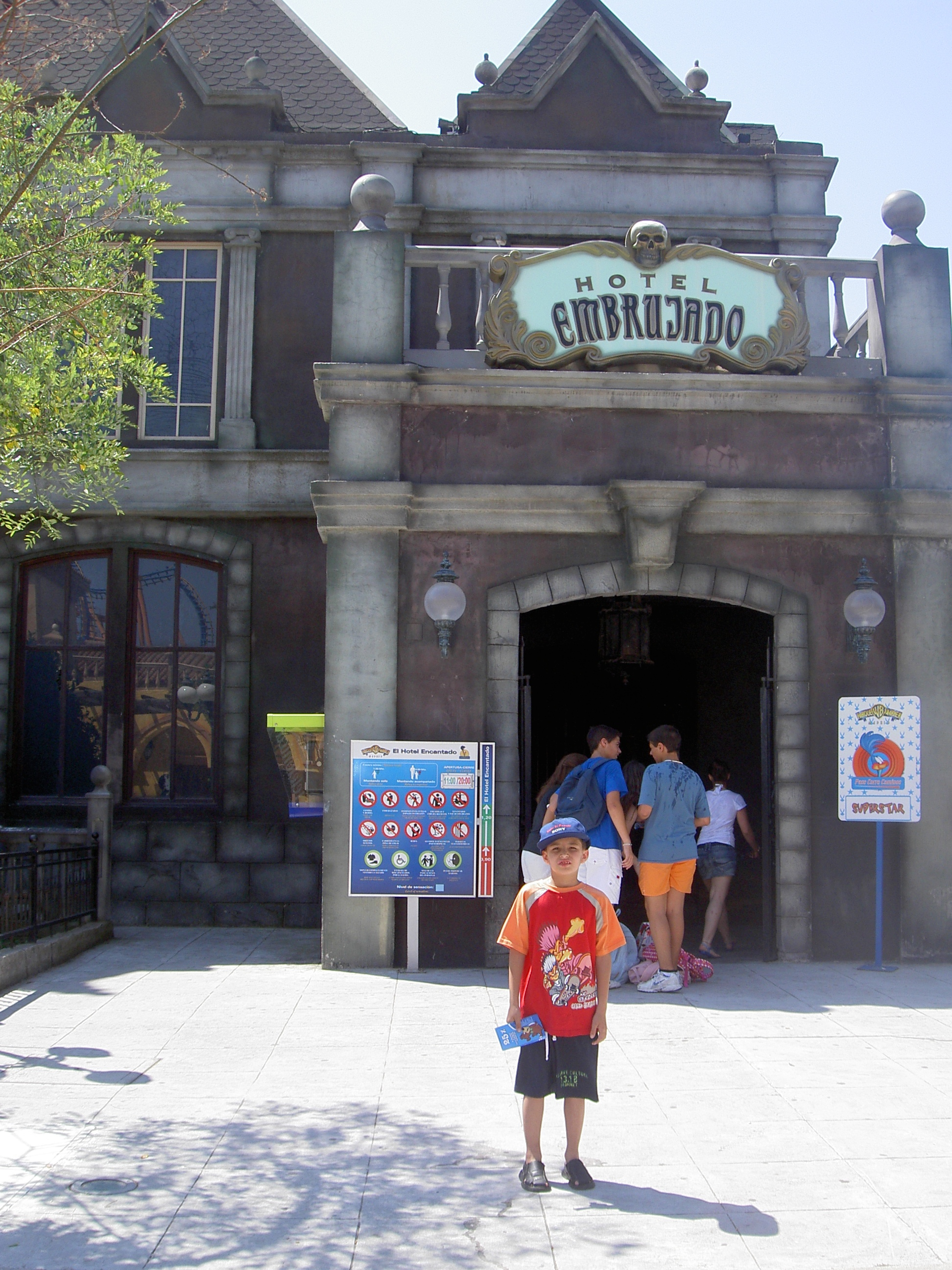
Hotel Embrujado à Warner Bros. Movie World Madrid
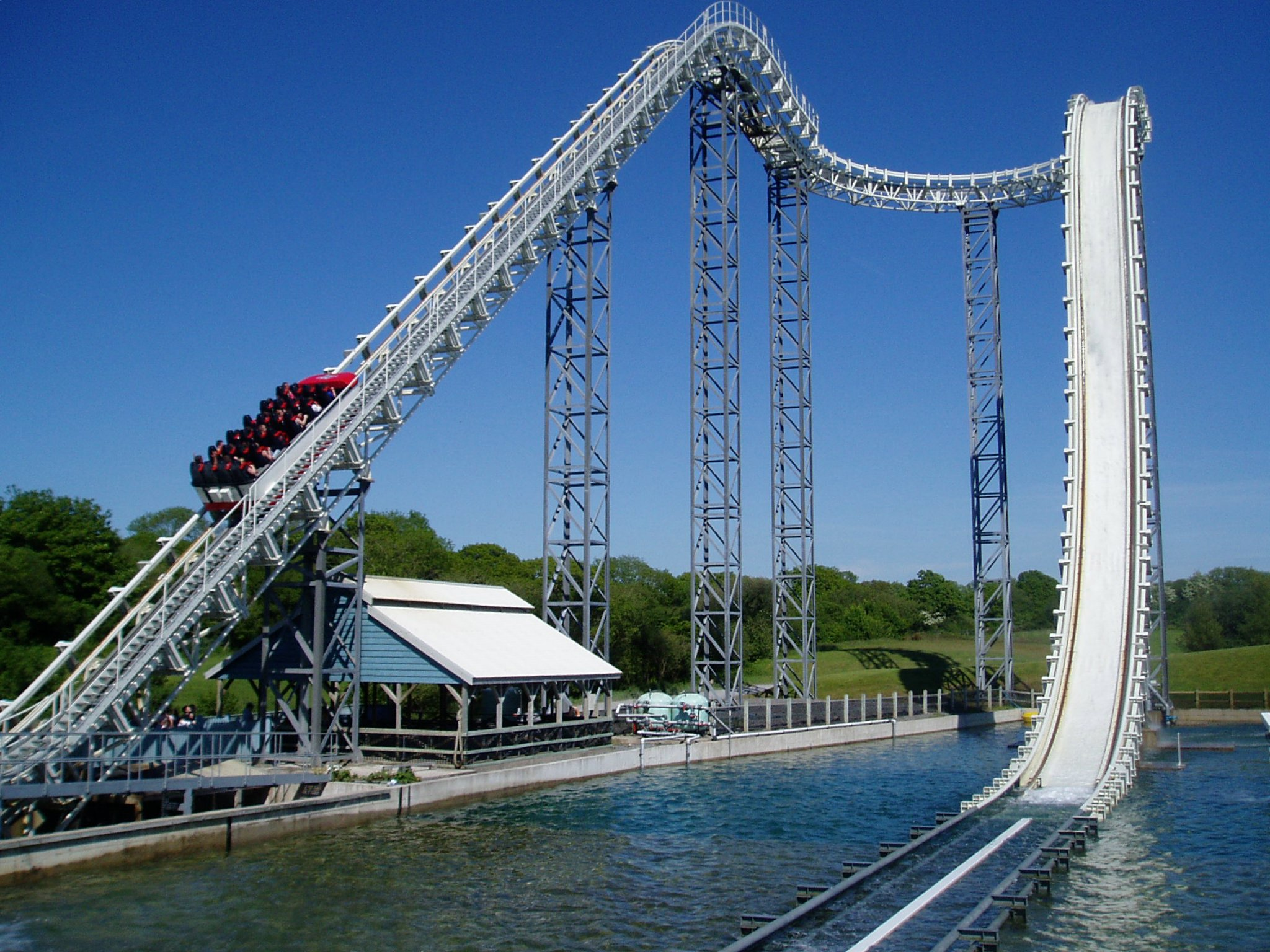
Hydro à Oakwood Theme Park
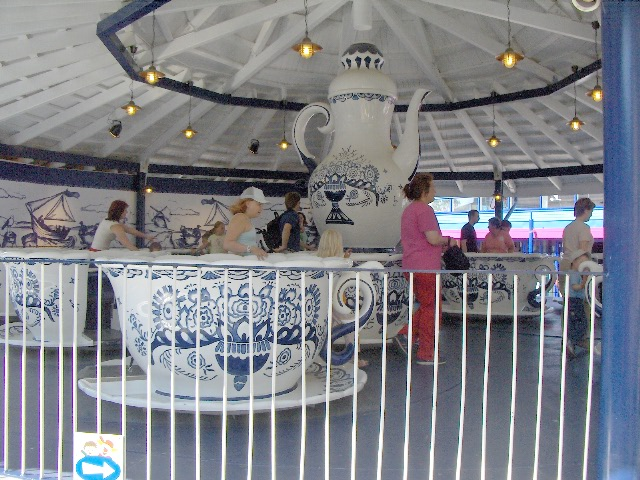
Kahvikuppikaruselli à Linnanmäki
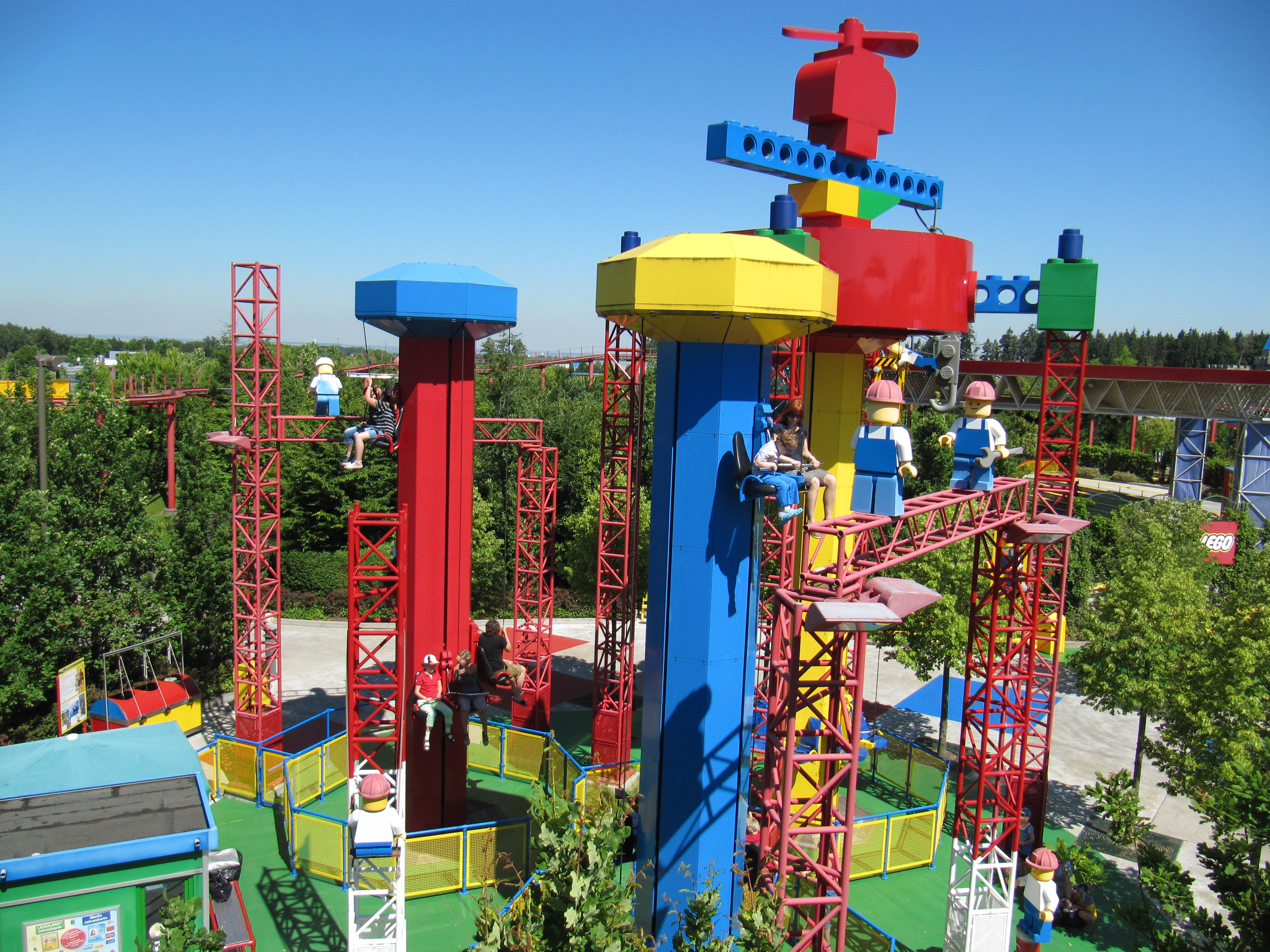
Kids Power Tower à Legoland Deutschland
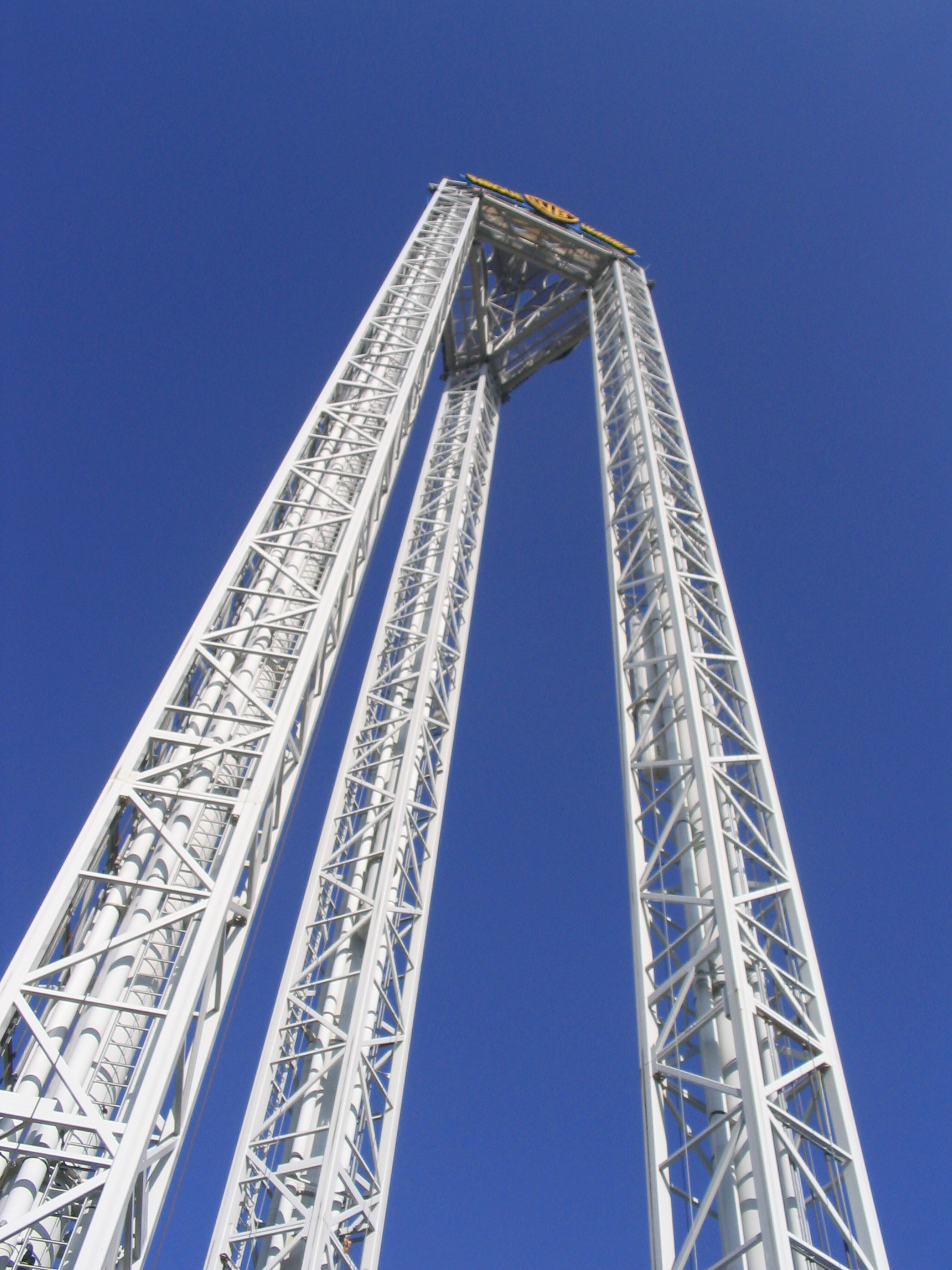
La Venganza del Enigma à Warner Bros. Movie World Madrid
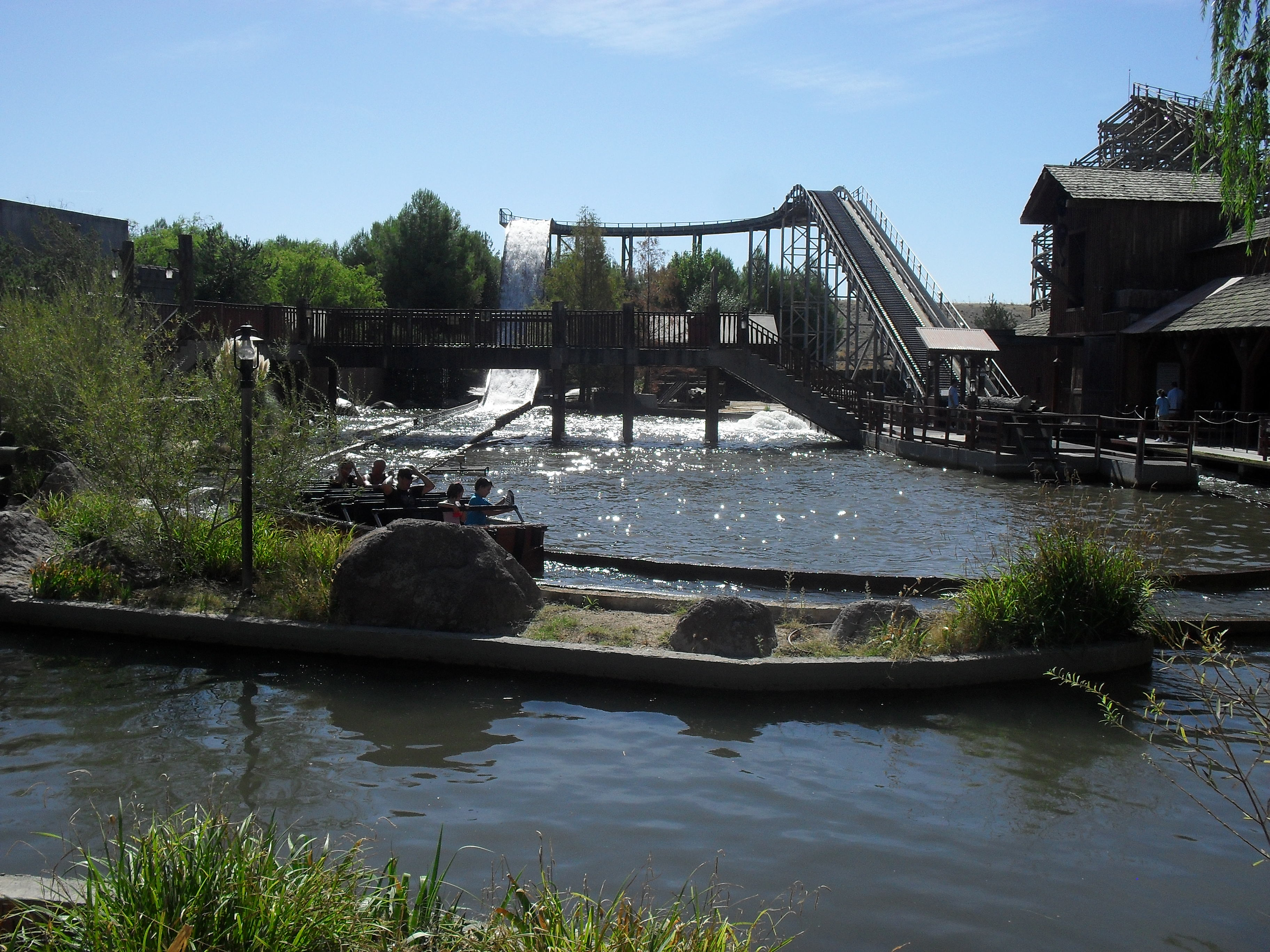
Las Caratas Salvajes à Warner Bros. Movie World Madrid
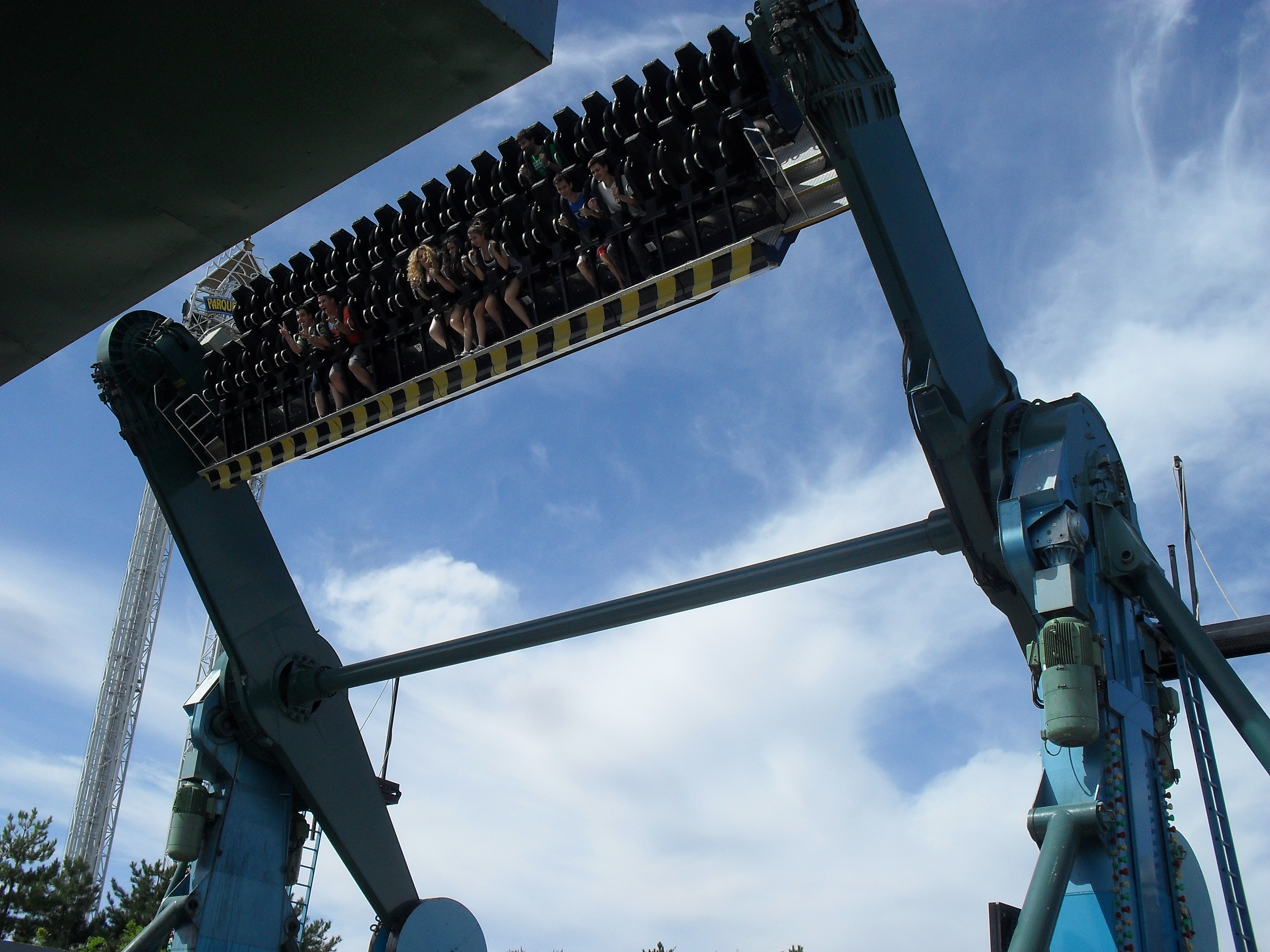
Lex Luthor - Invertatron à Warner Bros. Movie World Madrid
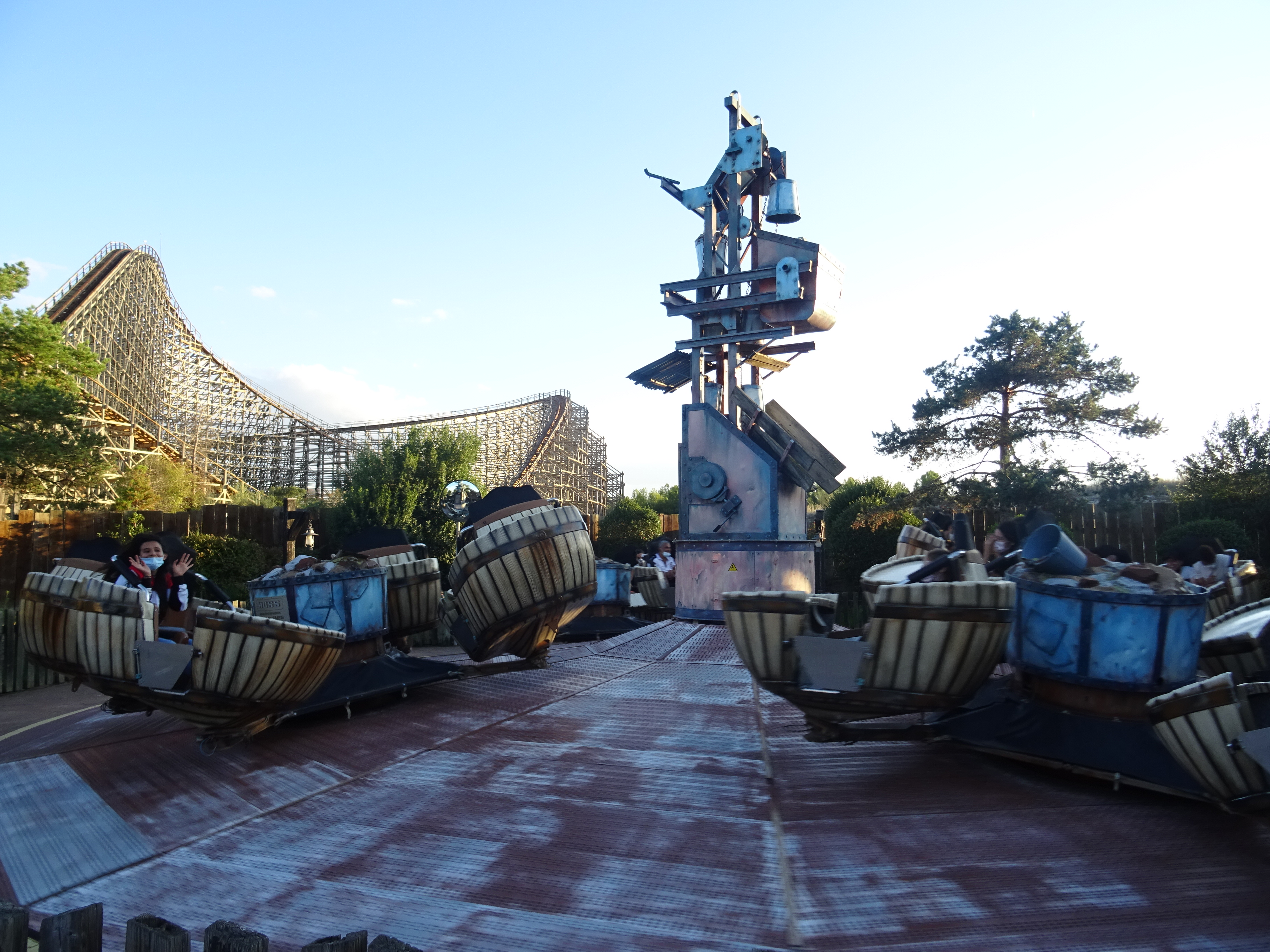
Los Carros de la Mina à Warner Bros. Movie World Madrid
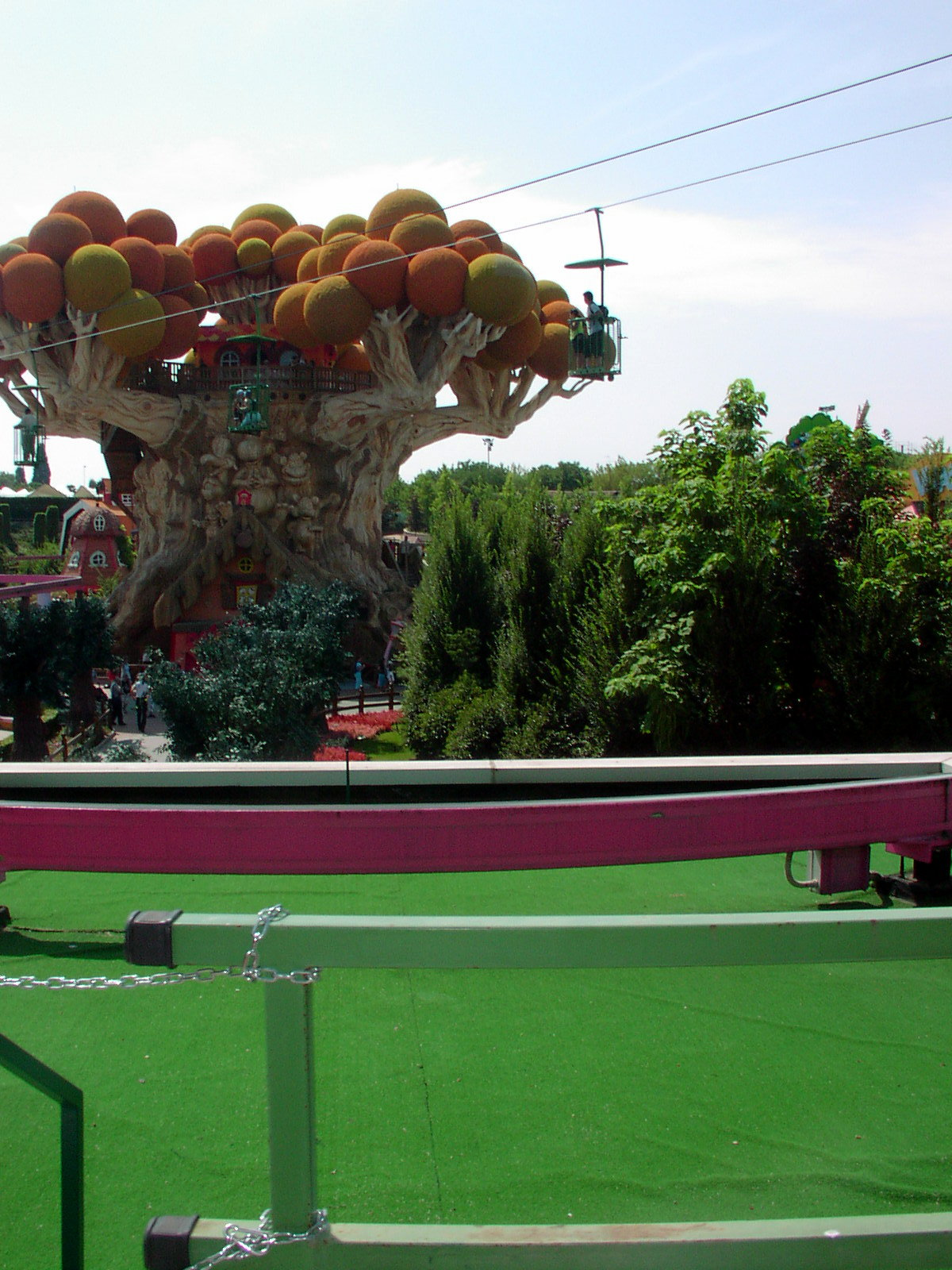
Magic House à Gardaland
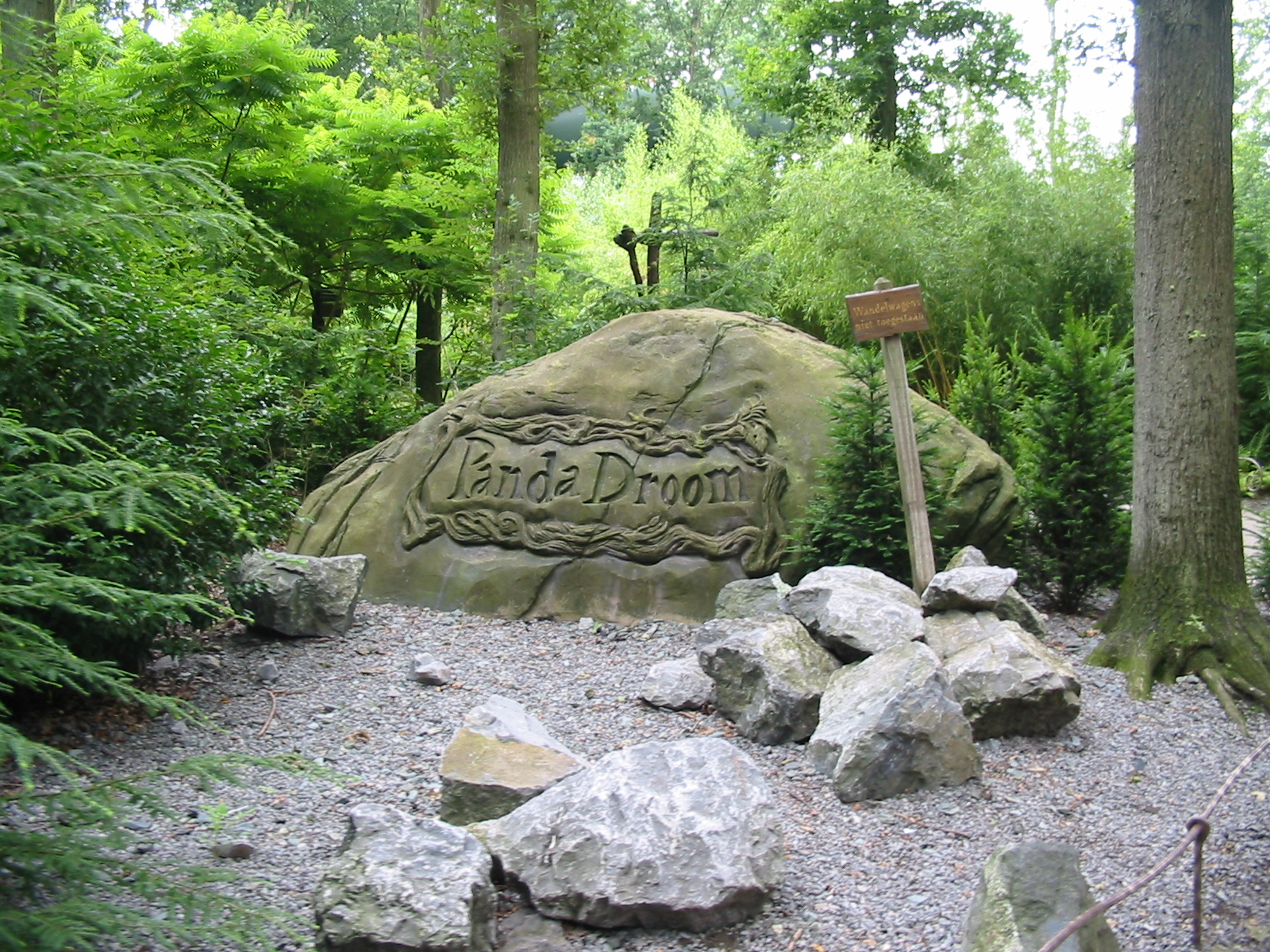
Pandadroom à Efteling
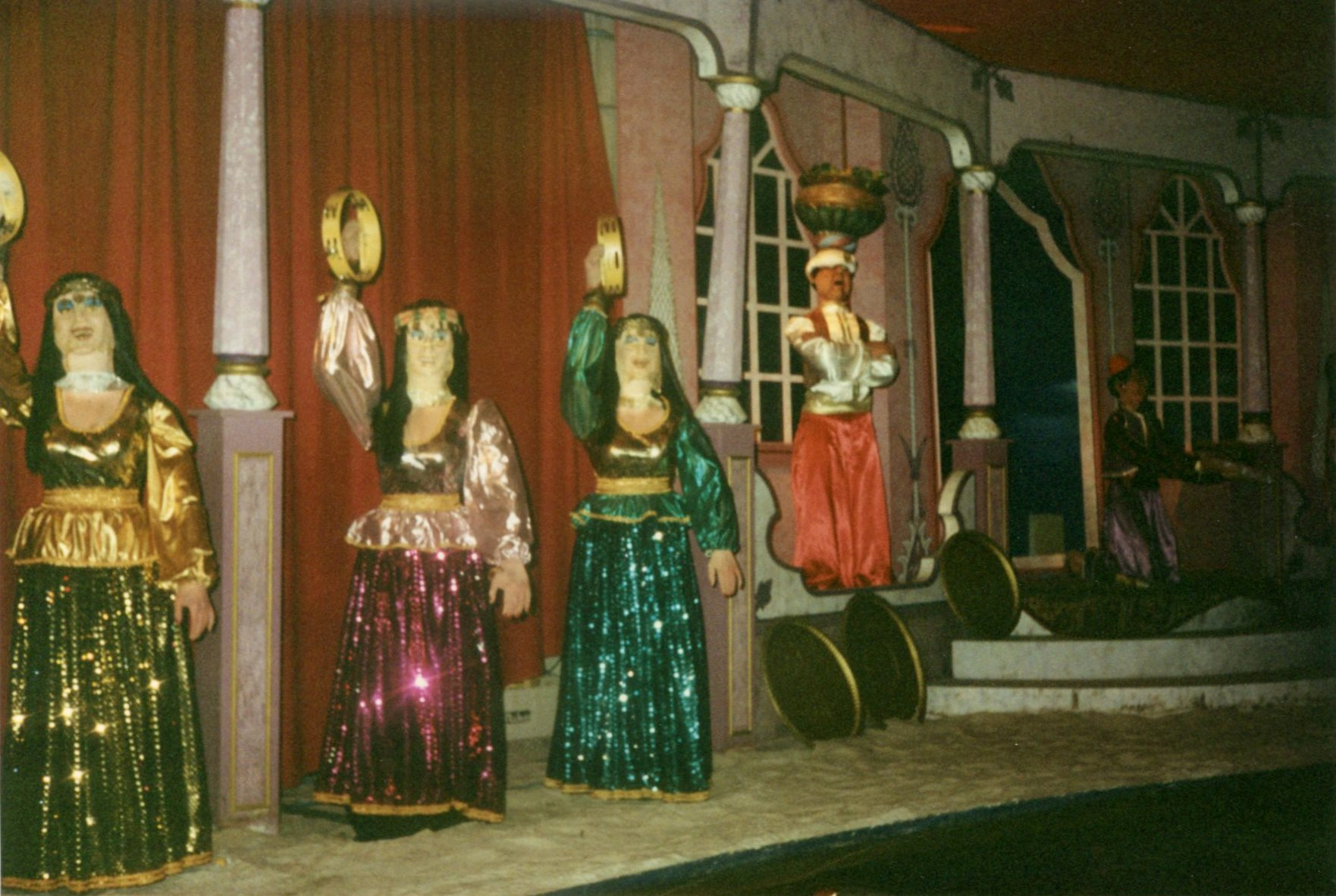
Palais des 1001 nuits à Walibi Belgium
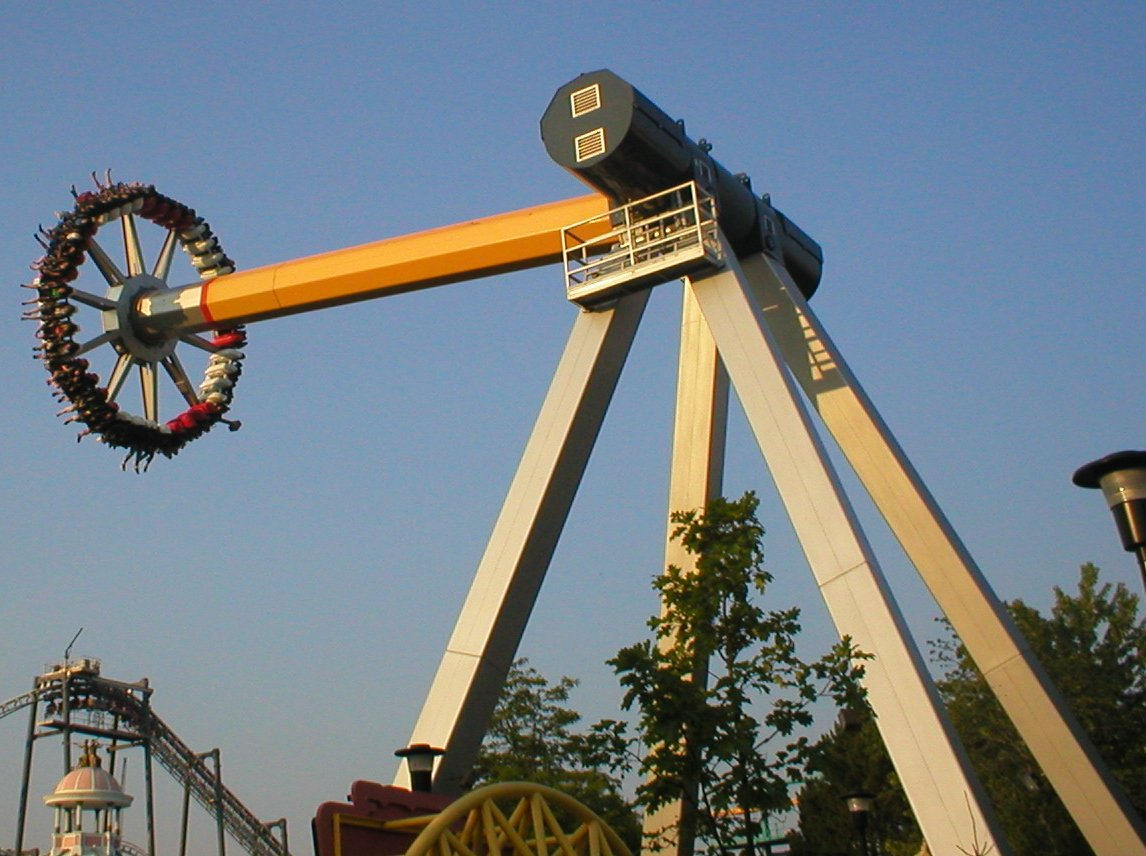
Psyclone à Paramount Canada's Wonderland
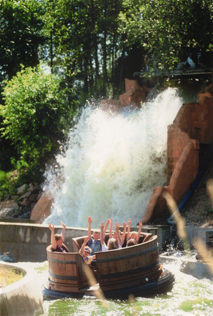
Rafting-Bahn à Rasti-Land
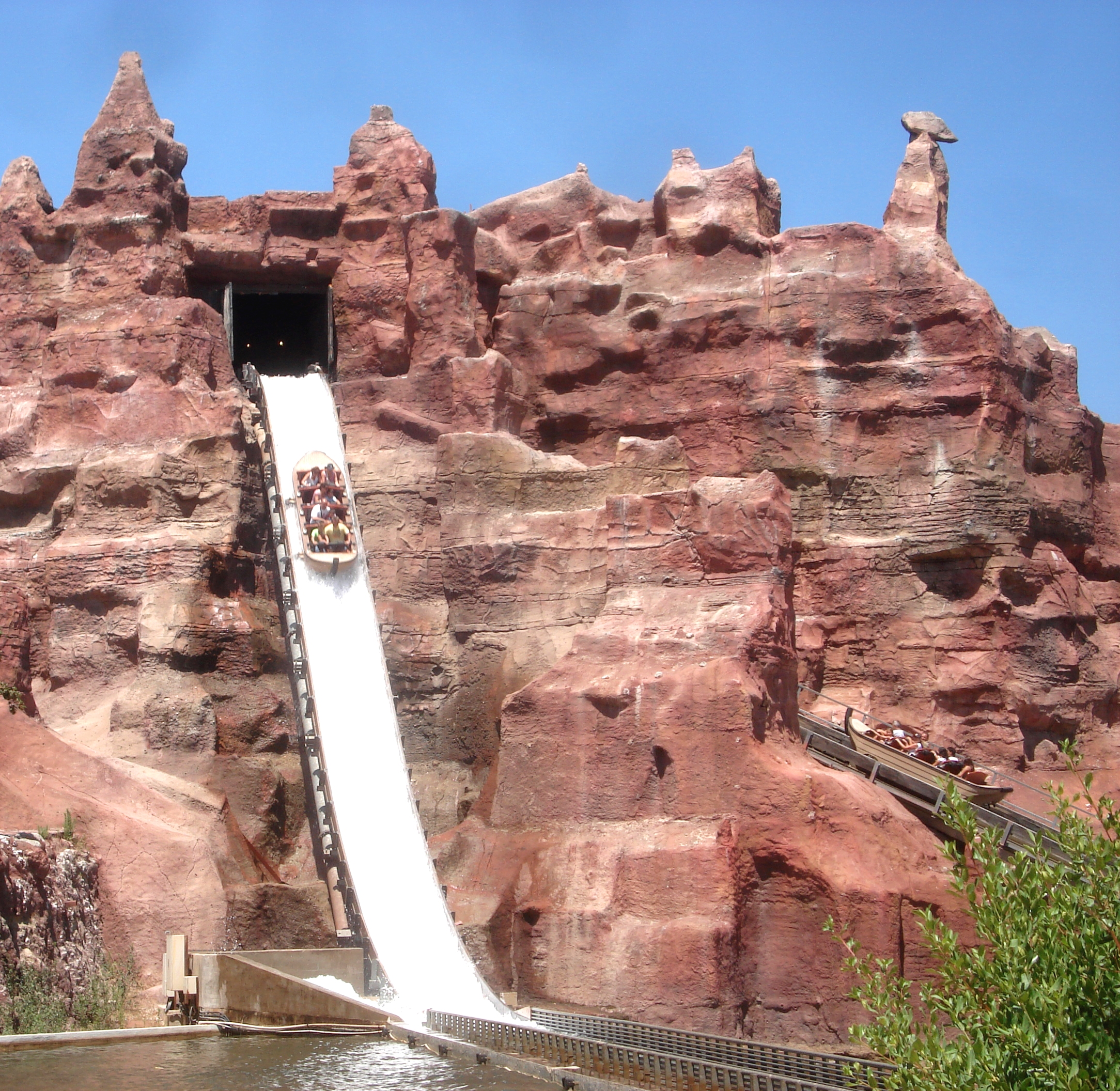
Rio bravo à Warner Bros. Movie World Madrid
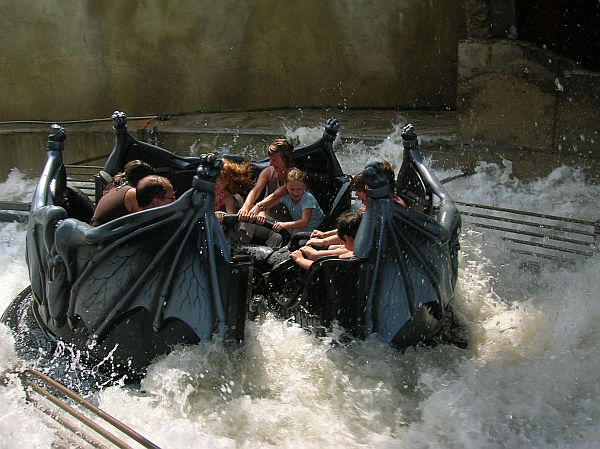
River Quest à Phantasialand
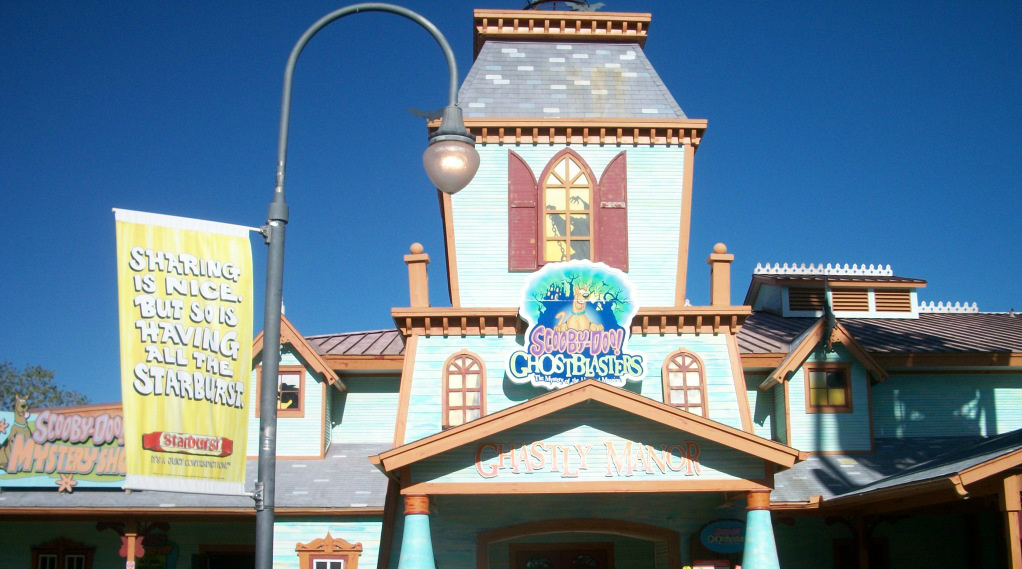
Scooby-Doo! Ghostblasters: The Mystery of the Haunted Mansion à Six Flags Fiesta Texas
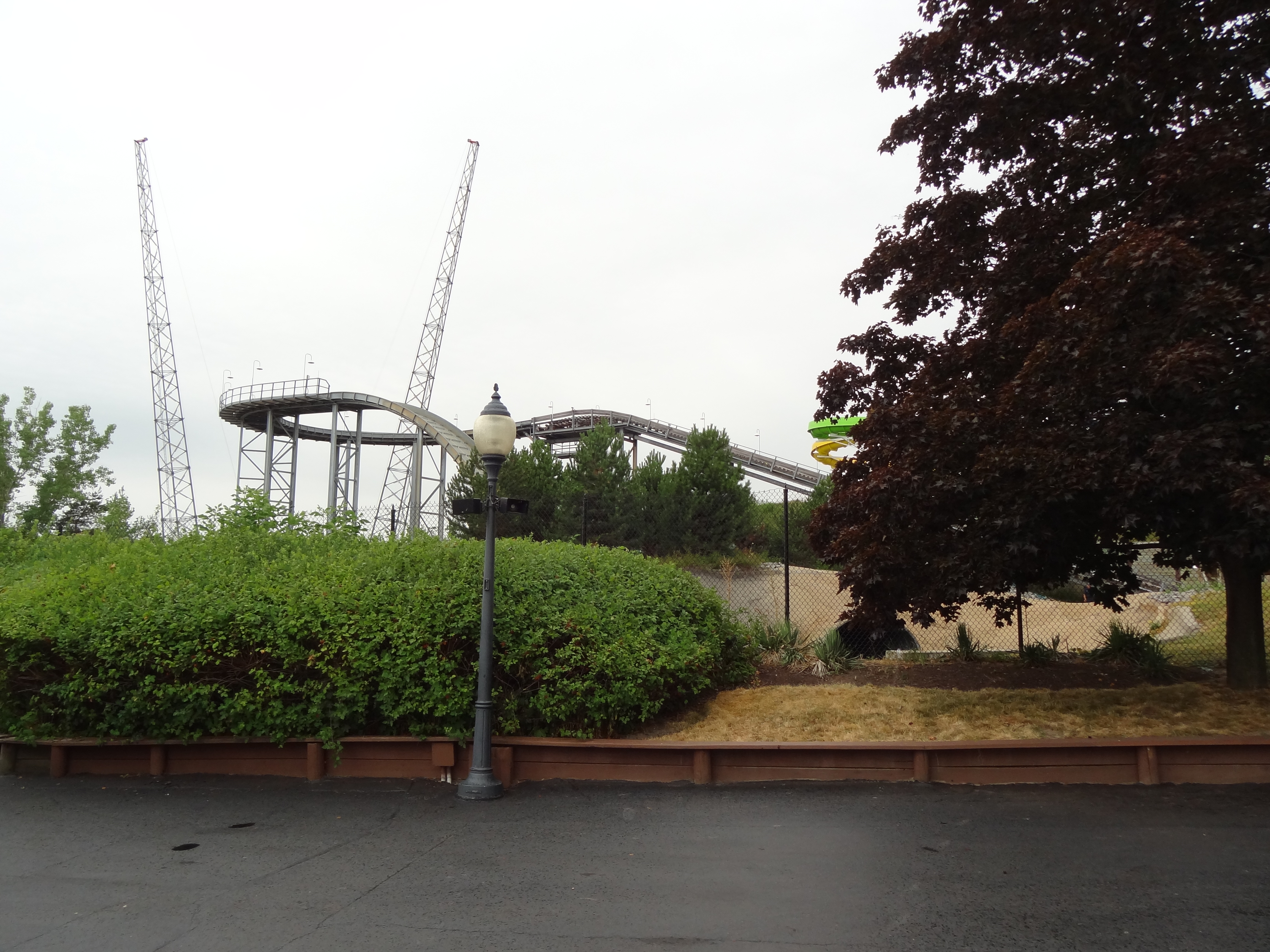
Shipwreck Falls à Darien Lake
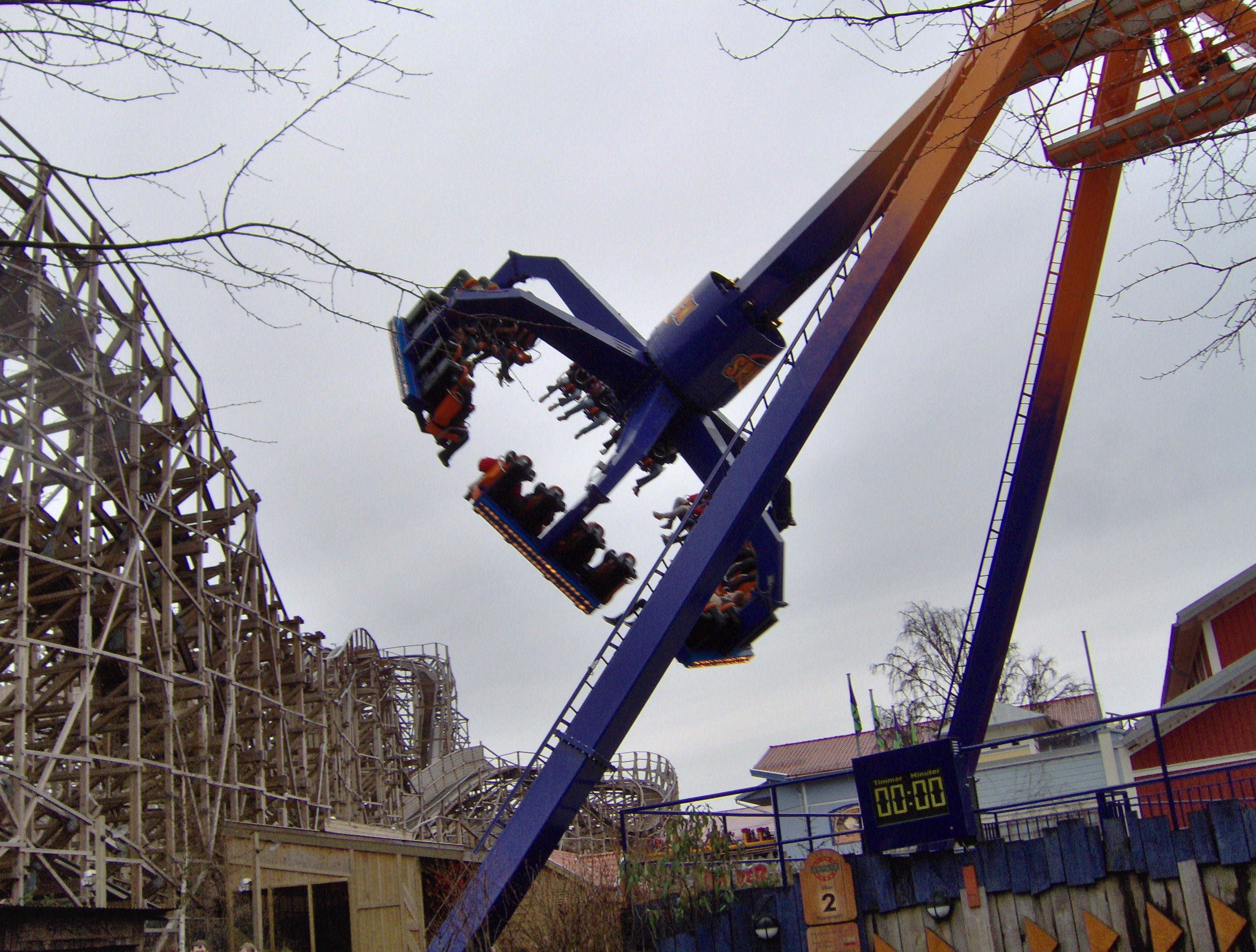
SpinRock à Liseberg
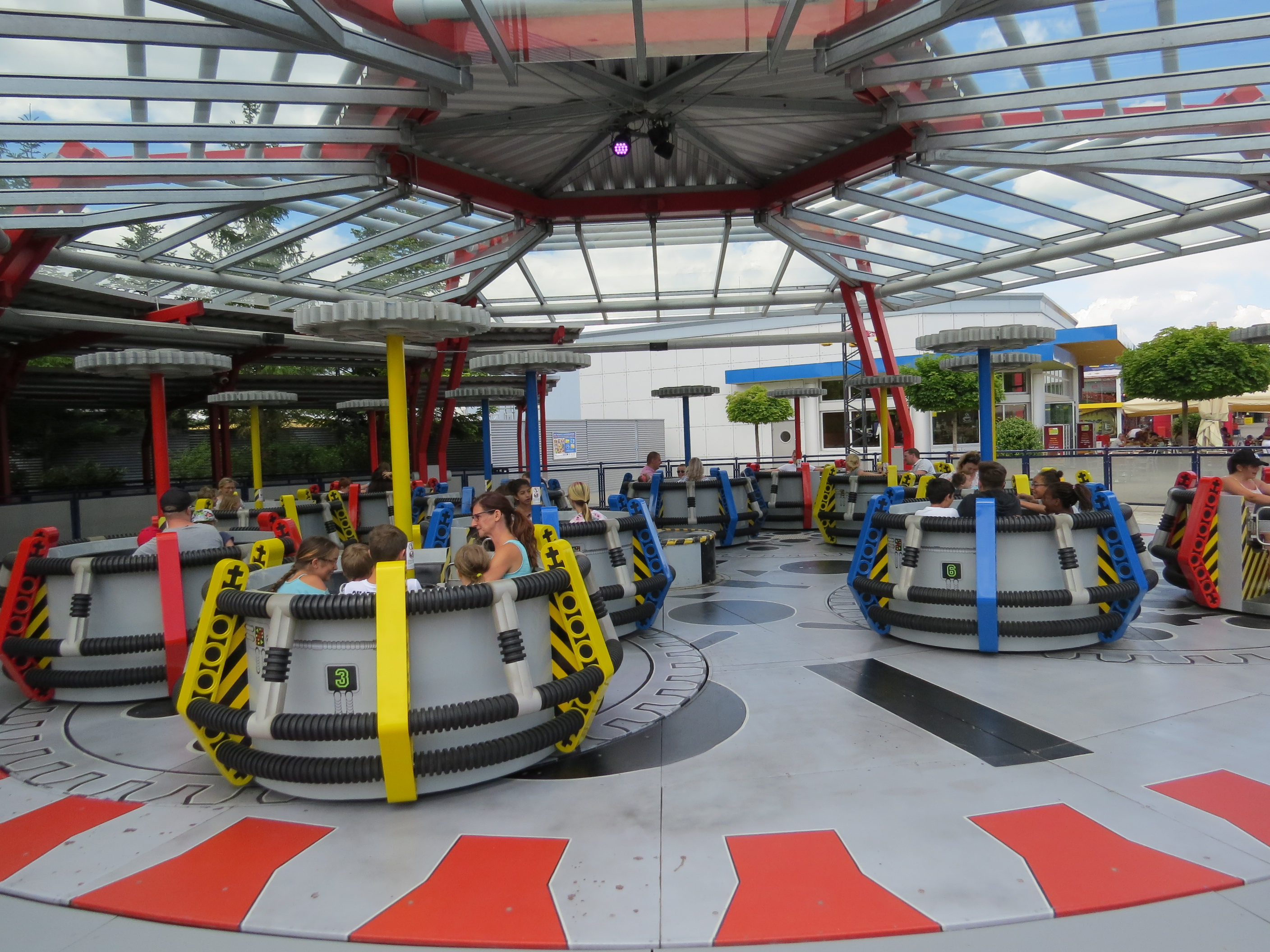
Techno-Schleuder à Legoland Deutschland
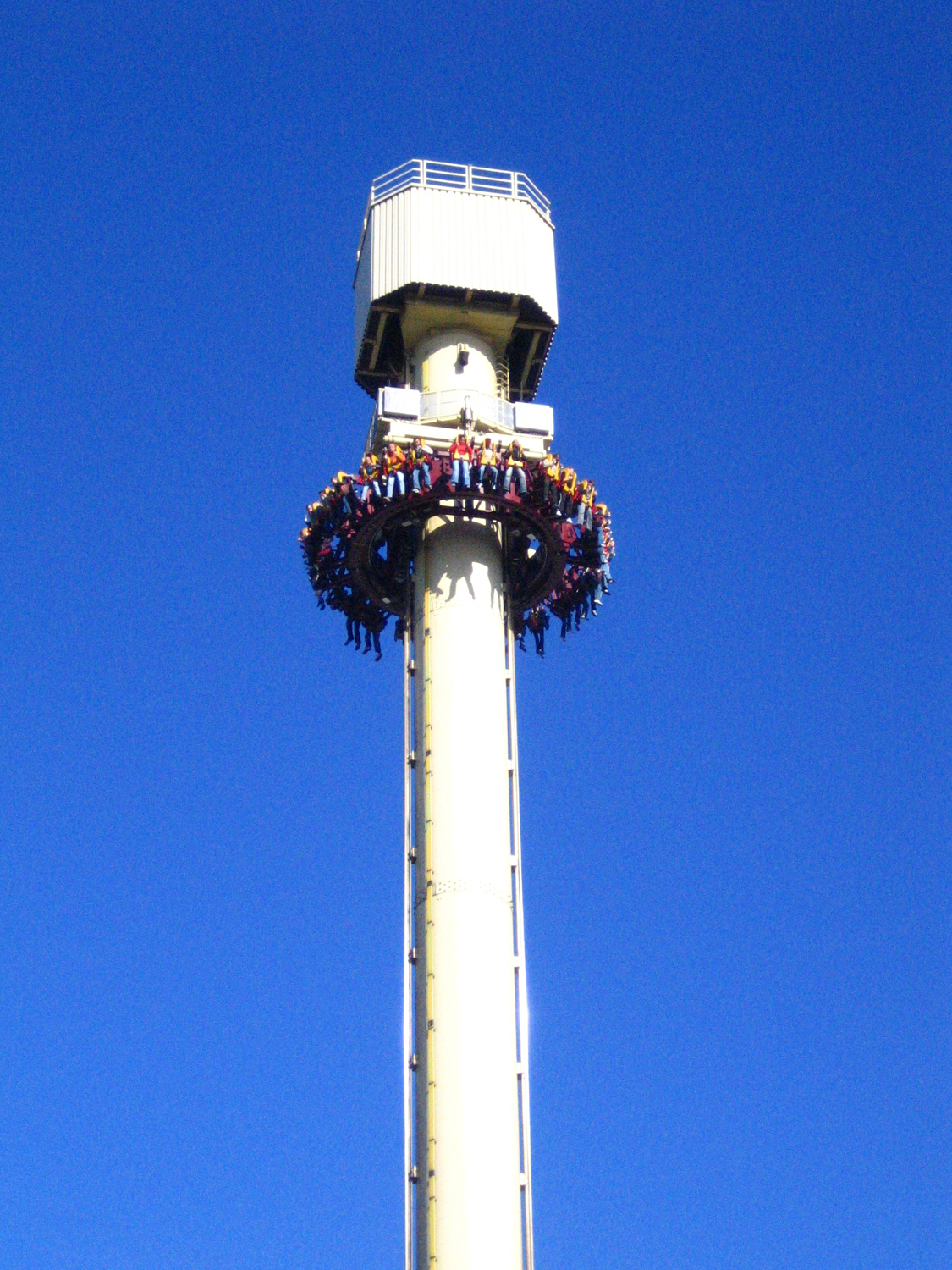
The High Fall à Warner Bros. Movie World Germany
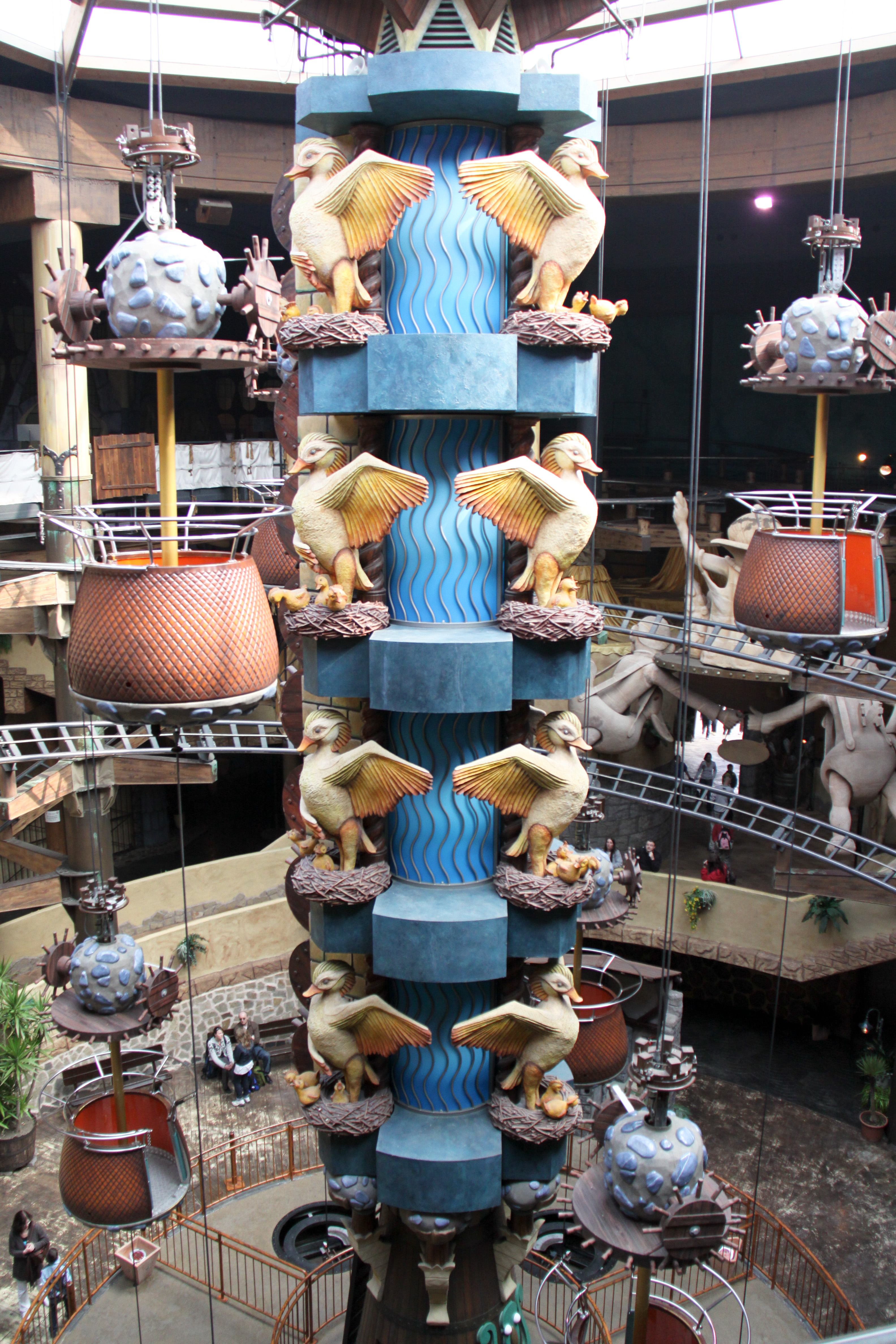
Tittle Tattle Tree à Phantasialand
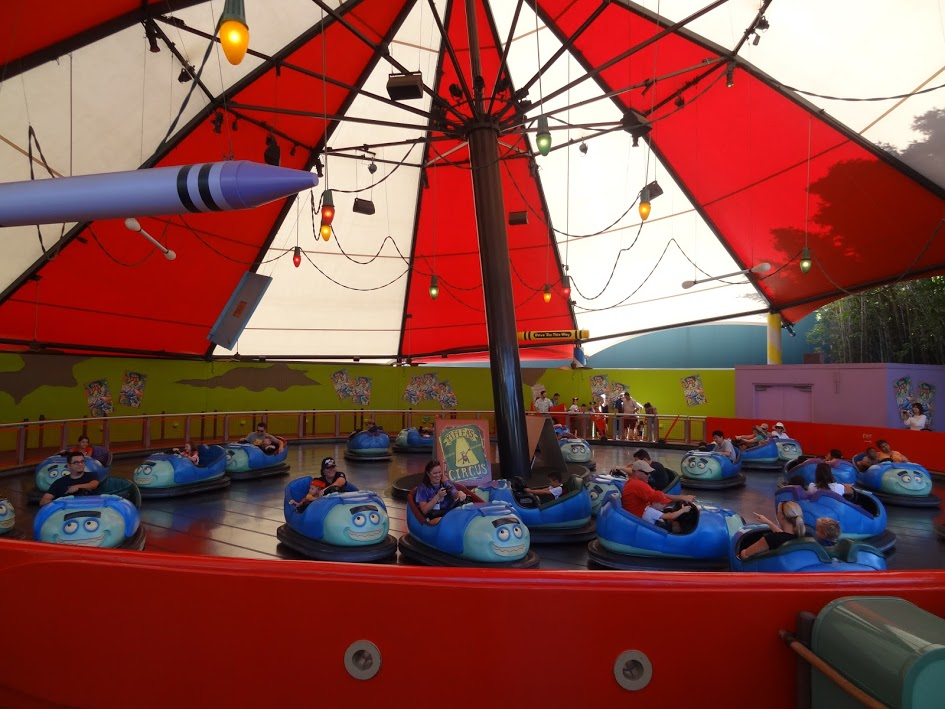
Tuck and Roll's Drive'Em Buggies à Disney California Adventure
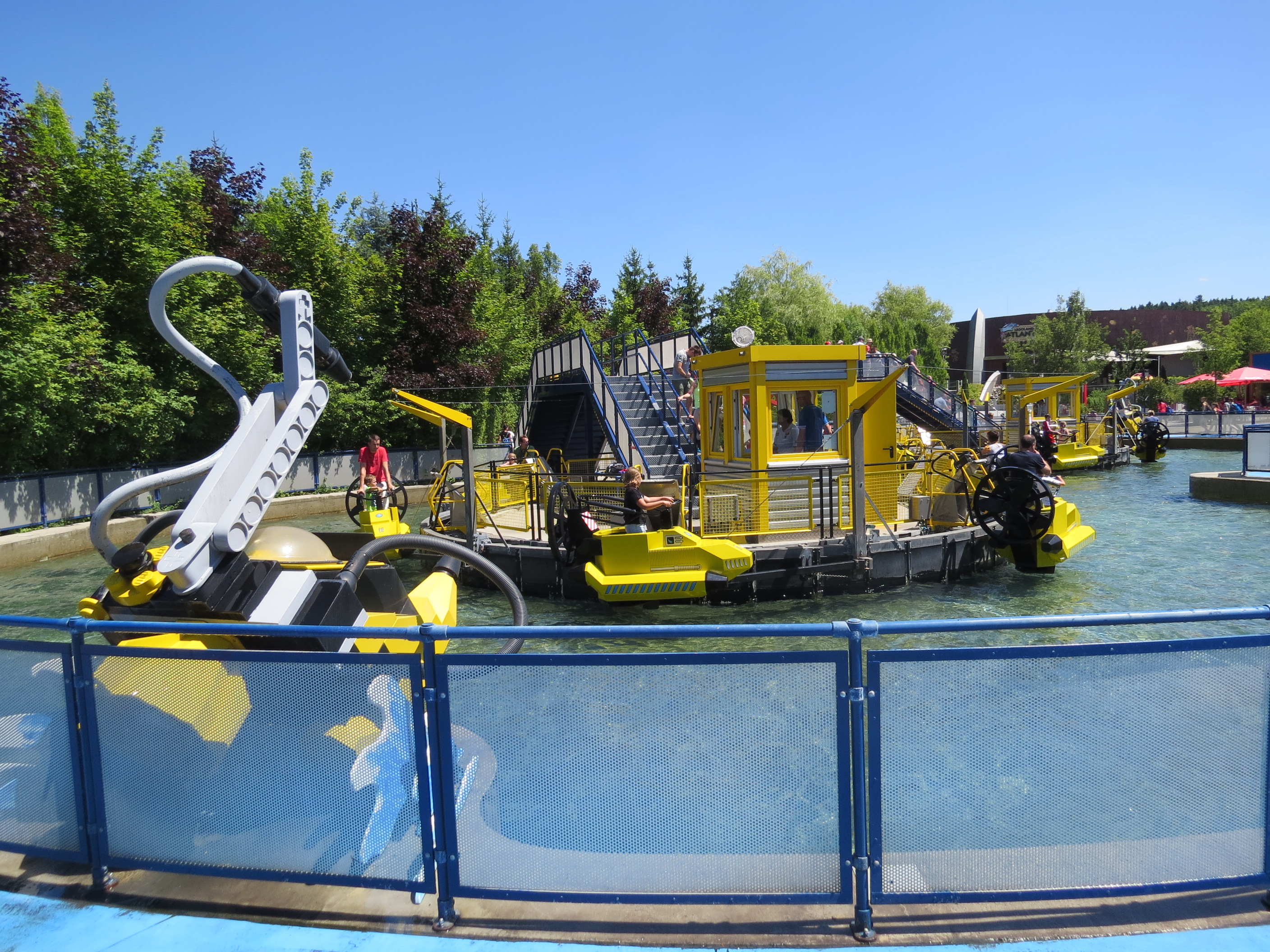
Wellenreiter à Legoland Deutschland

### Nouveau thème
| Nom                                                       | Type / Modèle                | Constructeur      | Parc                            | Pays        | Anciennement                       |
| --------------------------------------------------------- | ---------------------------- | ----------------- | ------------------------------- | ----------- | ---------------------------------- |
| Scooby-Doo! Ghostblasters: The Mystery of the Scary Swamp | Parcours scénique interactif | Sally Corporation | Six Flags St. Louis             | États-Unis  | Castaway Kids Comic Book Adventure |
| Tomb Blaster                                              | Parcours scénique interactif | Mack Rides        | Chessington World of Adventures | Royaume-Uni | Terror Tomb                        |

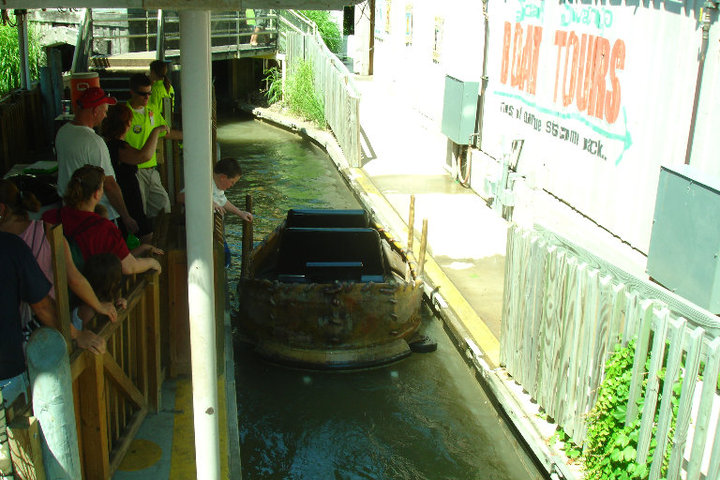
Scooby-Doo! Ghostblasters: The Mystery of the Scary Swamp à Six Flags St. Louis
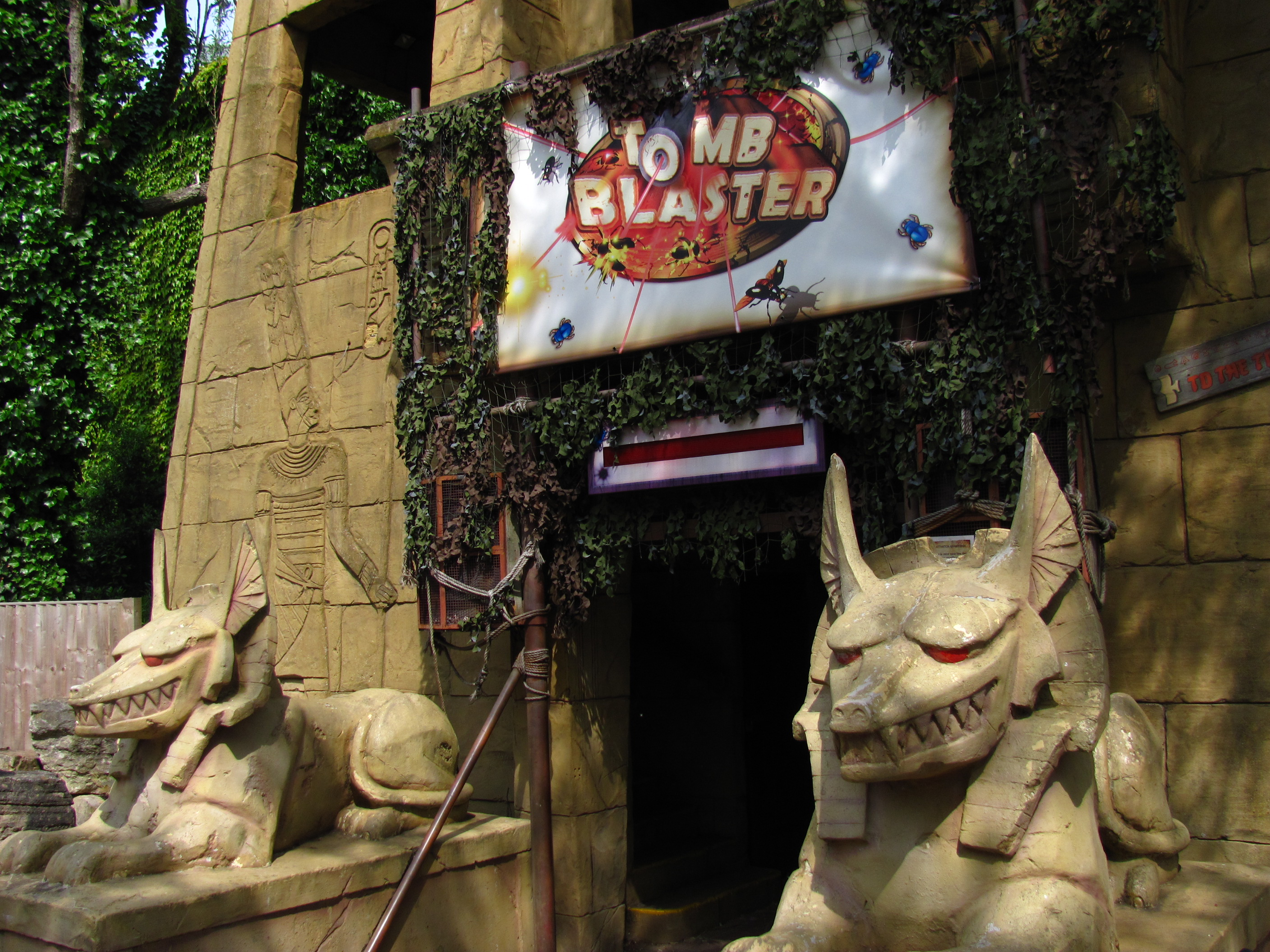
Tomb Blaster à Chessington World of Adventures

## Hôtels
- Hotel El Paso à Universal Mediterranea ( Espagne)
- Hotel Port Aventura à Universal Mediterranea ( Espagne)[5]

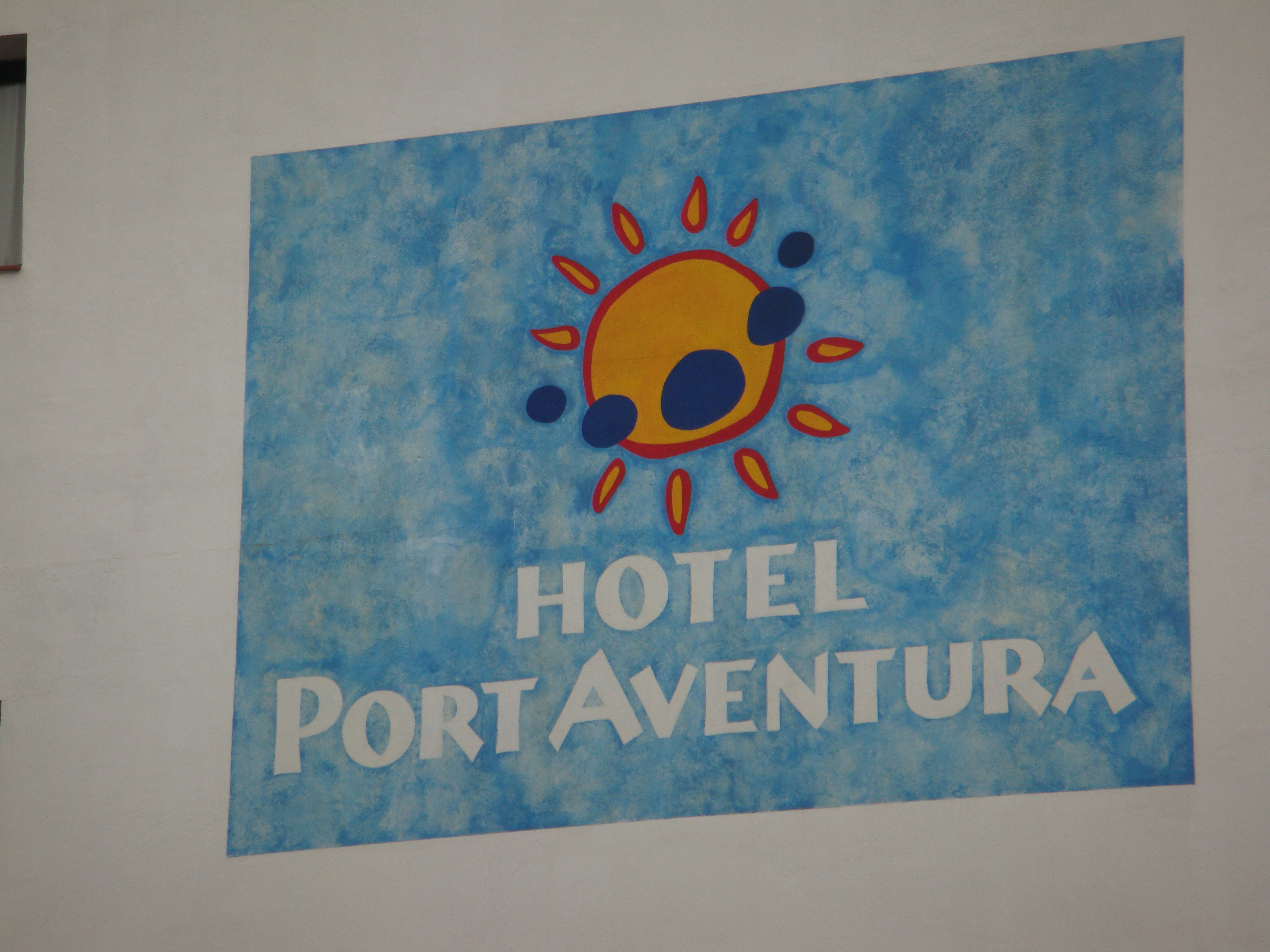
Hotel Port Aventura à Universal Mediterranea